# Argentina en los Juegos Olímpicos de la Juventud 2018

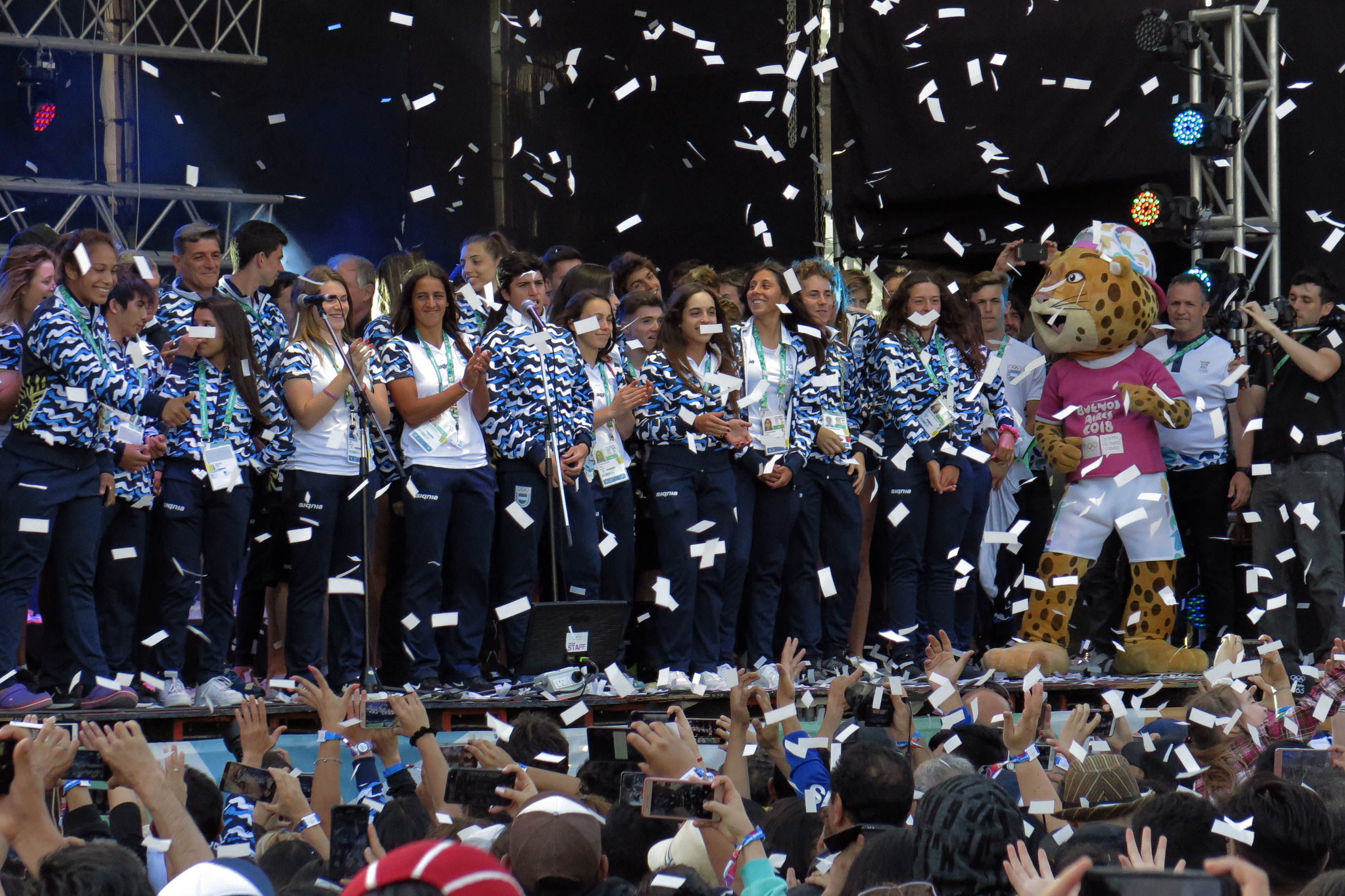
La delegación argentina celebrando durante el acto de clausura de los Juegos.

La participación de Argentina en los Juegos Olímpicos de la Juventud 2018 fue la tercera presentación oficial organizada por el Comité Olímpico Argentino en esta competición. Argentina fue anfitriona de los Juegos, que se realizaron en Buenos Aires. La delegación estuvo integrada por 141 deportistas, de los cuales 89 fueron varones (63,12%) y 52 fueron mujeres (36,88%), con participación en los 32 deportes oficiales. Se trató de la delegación más numerosa de los Juegos y de la historia del deporte olímpico juvenil argentino, facilitado por las plazas adicionales otorgadas por la condición de país organizador.
El abanderado en la ceremonia de apertura fue el regatista Dante Cittadini, mientras que la abanderada de la ceremonia de clausura fue María Sol Ordás, quien obtuvo la medalla de oro en remo y fue la primera campeona olímpica de la delegación.
El equipo olímpico obtuvo veintiséis medallas: once de oro, seis de plata y nueve de bronce. En el medallero general ocupó la posición n.º 6, sobre 206 países participantes, lo que constituye uno de los mejores desempeños del historial deportivo argentino de todos los tiempos. Argentina resultó primera en el continente americano y primera entre los países de habla hispana.
Deportistas de Argentina también obtuvieron seis medallas (4 de plata y 2 de bronce) integrando Equipos Internacionales Mixtos (EIM), una modalidad identitaria del movimiento olímpico juvenil orientada a  promover la hermandad internacional y restar relevancia a la rivalidad entre naciones.
La delegación argentina aumentó un 371% su efectividad en medallas obtenidas y más de 1000% en medallas de oro, comparadas con los Juegos Olímpicos de la Juventud de Nankín 2014, donde se habían obtenido siete medallas, una sola de oro.
Fue la primera vez en la historia del olimpismo argentino, que el Ente Nacional de Alto Rendimiento Deportivo (ENARD), fortalecido a partir de 2009 por un impuesto especial establecido sobre los teléfonos celulares, condujo y modeló la preparación de la delegación olímpica, incluidos 20 directores técnicos nacionales y unos 100 entrenadores. La distribución equilibrada del apoyo del ENARD a las diferentes asociaciones deportivas, se manifestó en la peculiaridad de no haber tenido un deporte hegemónico, repartiendo las 26 medallas obtenidas en casi la mitad de los deportes olímpicos (medallas en 15 de los 32 deportes), algo completamente inusual en los demás países de COI.
Por la presencia entre los primeros diez del medallero, los recursos materiales y humanos invertidos y las perspectivas abiertas hacia el futuro, el desempeño de la delegación olímpica juvenil argentina ha sido evaluada como "histórica", al punto de considerar que "es la primera vez (en Argentina) que se hace algo de esta magnitud".

## Medallas

### Oro en remo: skiff individual femenino

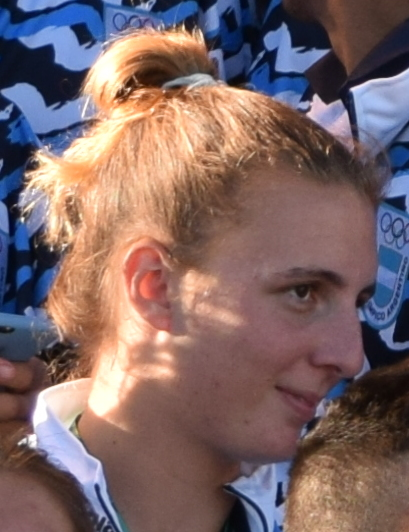
La remera María Sol Ordás obtuvo la primera medalla de oro para la delegación argentina, al vencer en el evento de skiff individual femenino.

El 10 de octubre, en el cuarto día de competencia, la remera María Sol Ordás, de 18 años y oriunda de San Nicolás, obtuvo la primera medalla de oro para la delegación argentina al vencer en el evento de skiff individual femenino.
Ordás llegaba como favorita, luego de haber obtenido la medalla de plata, en el Campeonato Mundial Juvenil realizado dos meses antes en la República Checa, detrás de la rumana Tabita Maftei, que no había logrado clasificar para esta prueba.
Luego de una ronda inicial no eliminatoria entre las 24 remeras que iniciaron la prueba, el formato de la competencia establecía una etapa eliminatoria en dos rondas, en seis series de cuatro competidoras cada una, en la que las dieciséis con mejor puntaje (por posición de llegada y un adicional por mejor tiempo) pasaban a los cuartos de final. Las dos primeras de cada cuarto pasaban a la semifinal, y las dos primeras de cada semifinal pasaban a la carrera final A, para disputar las medallas.
Ordás evidenció superioridad desde el inicio, ganando las dos series eliminatorias en las que participó, en ambos casos con el mejor tiempo de la ronda, clasificando primera a cuartos de final con 16 puntos (6 puntos por cada serie ganada y 4 puntos adicionales por mejor tiempo en ambas rondas).
En cuartos de final volvió a ganar su serie, aunque la sueca Elin Lindroth mostró su poderío al ganar la suya por un tiempo 7 centésimas menor que el de la argentina. En semifinales, Ordás y Lindroth ganaron sus respectivas series con margen.
En la final Ordás y Lindroth corrieron una carrera aparte, sepárandose rápidamente de las otras dos finalistas. La sueca tomó la delantera y la mantuvo, pero sobre el final, Ordás aceleró el ritmo y superó a la sueca por medio segundo. El tiempo de la argentina fue de 1'43''81, el mejor de los cuatro días.
| Remo Skiff individual femenino Final  | Remo Skiff individual femenino Final | Remo Skiff individual femenino Final | Remo Skiff individual femenino Final | Remo Skiff individual femenino Final |
|                                       | Remera                               | País                                 | Tiempo                               | Dif.                                 |
| ------------------------------------- | ------------------------------------ | ------------------------------------ | ------------------------------------ | ------------------------------------ |
| Medalla de oro                        | María Sol Ordás                      | Argentina                            | 1:43.81                              |                                      |
| Medalla de plata                      | Elin Lindroth                        | Suecia                               | 1:44.31                              | +0.50                                |
| Medalla de bronce                     | Greta Jaanson                        | Estonia                              | 1:46.13                              | +2.32                                |
| 4                                     | Luizakhon Islomova                   | Uzbekistán                           | 1:51.21                              | +7.40                                |
| Fuente: Página oficial de los Juegos. |                                      |                                      |                                      |                                      |

### Oro en BMX estilo libre mixto

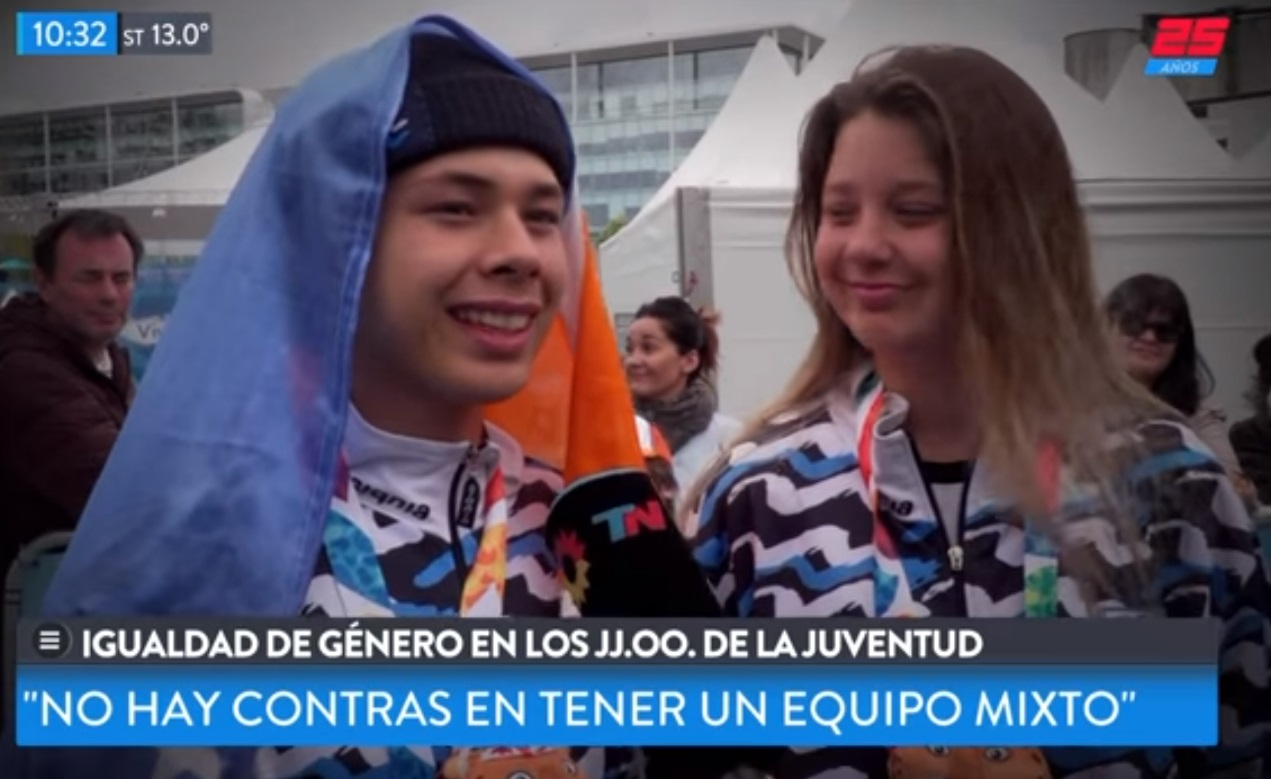
Iñaki Mazza y Agustina Roth, medalla de oro en BMX estilo libre mixto.

El 11 de octubre, en el quinto día de los Juegos, los ciclistas Iñaki Mazza (17 años, oriundo de Río Grande, Tierra del Fuego) y Agustina Roth (17 años, oriunda de Bahía Blanca), obtuvieron la segunda medalla de oro para la delegación argentina, en el evento de BMX estilo libre mixto, al finalizar con empate en el primer lugar con el equipo alemán.
El sistema de competencia establece dos series de competencias, cada una con tres carreras, de los hombres entre sí y de las mujeres entre sí. La ubicación en la tabla de cada una de la series confiere un puntaje, correspondiéndole 15 puntos al primero, 10 puntos al segundo, ocho puntos al tercero y así sucesivamente. El equipo ganador es el que obtiene mayor puntaje, sumando los puntos obtenidos por la mujer y el hombre.
La competencia se realizó en dos días. El primer día se disputó la serie clasificatoria, con dos carreras cada una, tanto para hombres como para mujeres, con ocho deportistas compitiendo en cada serie, de los cuales clasificaban a la final las cuatro primeras mujeres y los cuatro primeros varones. Iriartes clasificó en segundo lugar (79.83 puntos) detrás del alemán Brandes (83.66 puntos). Roth (68.83 puntos) también salió segunda en la serie clasificatoria de mujeres, detrás de la alemana Lessmann (82.16).
Las cuatro carreras de la "gran final" se corrieron el 11 de octubre, entre los cuatro varones clasificados por un lado y las cuatro mujeres clasificadas, por otro lado.
La serie masculina fue ganada por Mazza (83.33 puntos), quien ganó las dos carreras, revirtiendo el resultado en la serie clasificatoria. Le siguió el alemán Evan Brandes (82.0 puntos), quien también salió segundo en las dos carreras finales.
La serie femenina fue ganada por la alemana Lara Lessmann (83.66 puntos), que se impuso en las dos carreras con amplitud. Segunda fue la argentina Roth (74.0 puntos), que también salió segunda en las dos carreras.
Debido a que tanto el equipo argentino, como el equipo alemán, obtuvieron cada uno un primer y un segundo puesto, ambos resultaron ganadores con 25 puntos, haciéndose acreedores a una medalla de oro cada equipo.
| Ciclismo BMX Estilo libre de Parque Mixto Gran Final | Ciclismo BMX Estilo libre de Parque Mixto Gran Final | Ciclismo BMX Estilo libre de Parque Mixto Gran Final | Ciclismo BMX Estilo libre de Parque Mixto Gran Final | Ciclismo BMX Estilo libre de Parque Mixto Gran Final | Ciclismo BMX Estilo libre de Parque Mixto Gran Final |
|                                                      | Equipo                                               | País                                                 | Posición                                             | Puntos                                               |                                                      |
| ---------------------------------------------------- | ---------------------------------------------------- | ---------------------------------------------------- | ---------------------------------------------------- | ---------------------------------------------------- | ---------------------------------------------------- |
| 1                                                    | Agustina Roth Iñaki Mazza                            | Argentina                                            | 2.ª (10 p.) 1.º (15 p.)                              | 25                                                   |                                                      |
| 2                                                    | Lara Lessmann Evan Brandes                           | Alemania                                             | 1.ª (15 p.) 2.º (10 p.)                              | 25                                                   |                                                      |
| 3                                                    | Kanami Tanno Yuma Oshimo                             | Japón                                                | 3.ª (8 p.) 4.º (6 p.)                                | 14                                                   |                                                      |
| 4                                                    | Yeinkerly Hernández Patriks Viksna                   | Venezuela Letonia                                    | 8.ª (1 p.) 3.º (8 p.)                                | 9                                                    |                                                      |
| Fuente: Página oficial de los Juegos.                |                                                      |                                                      |                                                      |                                                      |                                                      |

### Oro en balonmano de playa femenino

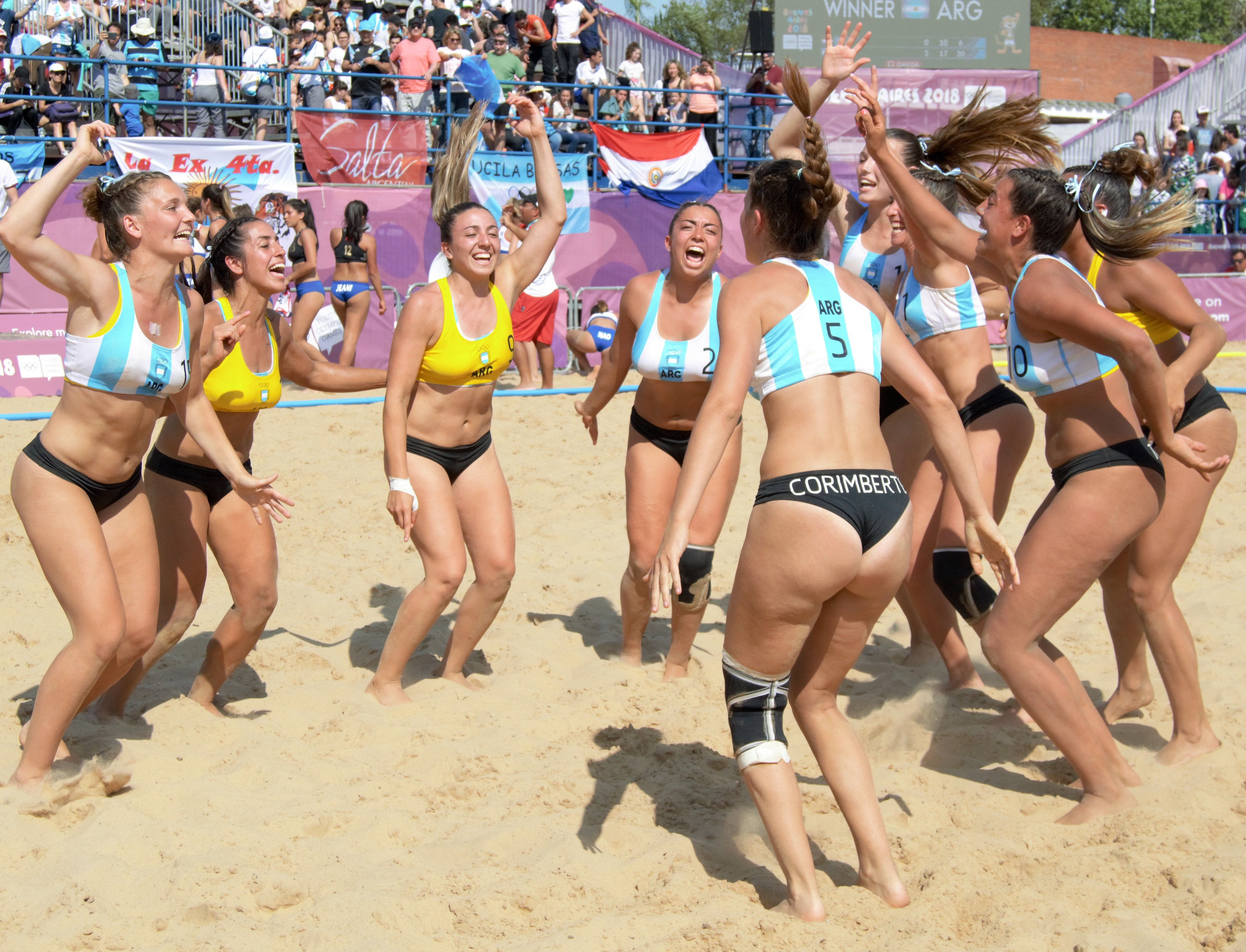
Las Kamikazes festejan tras su victoria ante Paraguay en la ronda preliminar.

El 13 de octubre el equipo femenino de handball de playa, conocido como las Kamikazes, ganó la tercera medalla de oro. El equipo estuvo integrado por Lucila Balsas (18), Caterina Benedetti (18), Fiorella Corimberto (16), Belén Aizen (17), Carolina Ponce (18), Zoe Turnes (18), Gisella Bonomi (18), Jimena Riadigos (18) y Rosario Soto (18). La entrenadora fue Leticia Brunati.
El balonmano de playa es un deporte que carece de tradición en Argentina, donde ni siquiera existe una competencia interna del mismo. Cuando la COI decidió en 2015 incluir el deporte en el calendario olímpico a partir de los Juegos Juveniles de Buenos Aires, Argentina creó un proyecto, conducido por Leticia Brunatti, para organizar una selección femenina (y también otra masculina), con jugadoras de balonmano convencional, de Mendoza, Viedma, Mar del Plata y Buenos Aires. Hacia 2017 el beach handball argentino había alcanzado un alto nivel internacional, saliendo terceros hombres y mujeres en el Primer Campeonato Mundial Juvenil (-17) de Beach Handball, realizado en Flic-en-Flac, Mauricio. Allí se consagraron campeonas las húngaras y subcampeonas las neerlandesas.
El torneo se desarrolló a lo largo de seis días, entre el 8 y el 13 de octubre, compitiendo doce equipos, divididos inicialmente en dos grupos preliminares. Los tres mejores de cada grupo preliminar pasaban a la Ronda Principal, donde cada equipo debía jugar contra los clasificados del otro grupo preliminar (tres partidos), mientras que con los dos del mismo grupo, se computaba el resultado de la Ronda Preliminar. Los cuatro primeros pasaban a la etapa eliminatoria de semifinales, jugando el primero contra el cuarto, y el segundo contra el tercero. Las ganadoras de cada semifinal debían enfrentarse por la medalla de oro, y las perdedoras por la medalla de bronce. En cada partido se juegan dos sets independientes de diez minutos cada uno. Si al finalizar los mismos, cada equipo ganó un set, se debe jugar un desempate en tandas de shoot out, donde confrontan una jugadora y la arquera del otro equipo.
En la Ronda Preliminar, Argentina integró el Grupo B, donde clasificó segunda, venciendo a Turquía en dos sets (20-6 y 20-14), a Paraguay en dos sets (10-17 y 6-20), a Venezuela en dos sets (17-14 y 20-14), a Hong Kong en dos sets (13-8 y 24-5), y perdiendo frente a Países Bajos en dos sets (22-19 y 22-16).

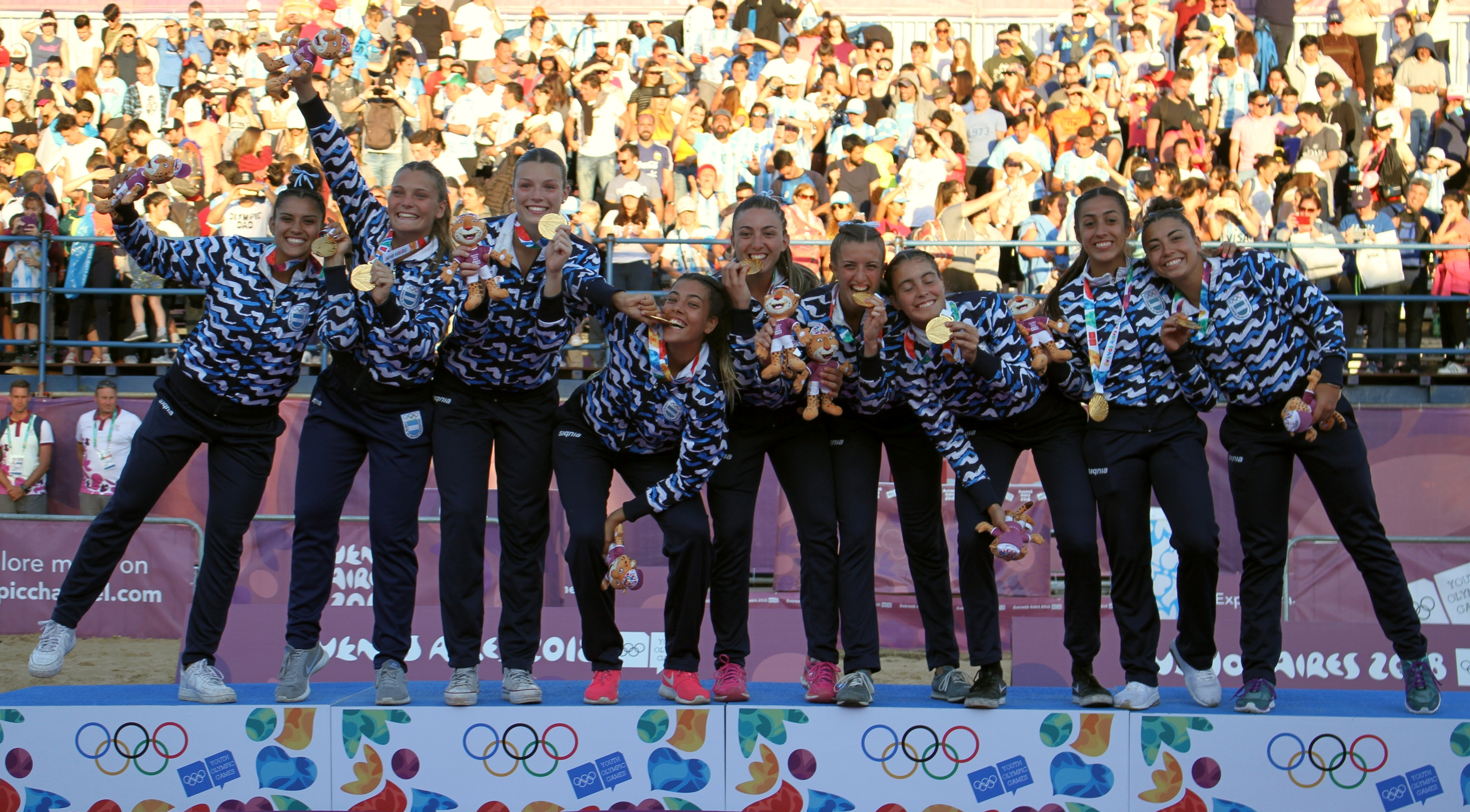

En la Ronda Principal, las Kamikazes ganaron sus tres partidos por shoot out: contra Croacia (9-2), contra las campeonas del mundo, Hungría, en una definición emocionante, por un solo gol (7-6), y finalmente contra China Taipéi, en un partido muy parejo y también por un solo gol (7-6).
Con esos resultados, las jóvenes argentinas debieron enfrentar en semifinales nuevamente a las campeonas del mundo: Hungría. Como en la Ronda Principal, el partido fue muy cerrado y debió definirse en shoot out, donde las Kamikazes volvieron a imponerse por un solo gol (7-6).
La final fue contra Croacia, que le ganó con amplitud en dos sets (19-12 y 18-16) a Países Bajos. Argentina dominó el partido con cierto margen, ganando el primer set 14-10 y el segundo 18-16.

### Oro en vela mixto
El 13 de octubre el equipo mixto de vela, integrado por Dante Cittadini (San Pedro, provincia de Buenos Aires) y Teresa Romairone (Buenos Aires), ganó la medalla de oro en la prueba Nacra 15 (versión más pequeña del Nacra 17). Cittadini y Romairone llegaban con el antecedente y la presión de haberse consagrado campeones mundiales en esa categoría, en el Campeonato Mundial realizado tres meses antes en Corpus Christi, Estados Unidos.
La competencia utilizó el sistema tradicional de doce regatas y una regata final llamada "Medal Race", pero sin puntaje doble en esta última. Se obtienen puntos en cada regata (primero un punto; segundo dos puntos...), ganando la embarcación que al final de la competencia sume la menor cantidad de puntos, luego de descartar la peor performance. Compitieron 14 embarcaciones.
El desempeño de Cittadini y Romairone fue sobresaliente y parejo en las doce series: 3 primeros puestos, 3 segundos puestos, 4 cuartos puestos, y solamente en dos regatas se retrasaron levemente con un sexto y un séptimo puesto, este último descartado. Al llegar a la Carrera Final llevaban diez puntos de ventaja sobre su más inmediato perseguidor, la pareja neerlandesa (Laila van der Meer y Bjarne Bouwer), y doce puntos sobre la pareja francesa (Titouan Petard y Kenza Coutard). Los demás equipos no tenían ninguna posibilidad de alcanzarlos.
Con semejante ventaja, Cittadini y Romairone manejaron la Carrera Final, de modo tal de no alejarse considerablemente de las parejas neerlandesa y francesa, llegando en sexta posición y ganando por siete puntos sobre Francia y por ocho sobre Países Bajos.
| Vela Clase Nacra 15 Mixto Posición/puntaje* en cada regata | Vela Clase Nacra 15 Mixto Posición/puntaje* en cada regata | Vela Clase Nacra 15 Mixto Posición/puntaje* en cada regata | Vela Clase Nacra 15 Mixto Posición/puntaje* en cada regata | Vela Clase Nacra 15 Mixto Posición/puntaje* en cada regata | Vela Clase Nacra 15 Mixto Posición/puntaje* en cada regata | Vela Clase Nacra 15 Mixto Posición/puntaje* en cada regata | Vela Clase Nacra 15 Mixto Posición/puntaje* en cada regata | Vela Clase Nacra 15 Mixto Posición/puntaje* en cada regata | Vela Clase Nacra 15 Mixto Posición/puntaje* en cada regata | Vela Clase Nacra 15 Mixto Posición/puntaje* en cada regata | Vela Clase Nacra 15 Mixto Posición/puntaje* en cada regata | Vela Clase Nacra 15 Mixto Posición/puntaje* en cada regata | Vela Clase Nacra 15 Mixto Posición/puntaje* en cada regata | Vela Clase Nacra 15 Mixto Posición/puntaje* en cada regata | Vela Clase Nacra 15 Mixto Posición/puntaje* en cada regata |
| --- | ---------------------------------------------------------- | ---------------------------------------------------------- | ---------------------------------------------------------- | ---------------------------------------------------------- | ---------------------------------------------------------- | ---------------------------------------------------------- | ---------------------------------------------------------- | ---------------------------------------------------------- | ---------------------------------------------------------- | ---------------------------------------------------------- | ---------------------------------------------------------- | ---------------------------------------------------------- | ---------------------------------------------------------- | ---------------------------------------------------------- | ---------------------------------------------------------- |
| | Países                                                     | 1                                                          | 2                                                          | 3                                                          | 4                                                          | 5                                                          | 6                                                          | 7                                                          | 8                                                          | 9                                                          | 10                                                         | 11                                                         | 12                                                         | MR                                                         | FINAL                                                      |
| Medalla de oro | Argentina                                                  | 2                                                          | 1                                                          | 4                                                          | 2                                                          | 4                                                          | 1                                                          | 7                                                          | 6                                                          | 2                                                          | 4                                                          | 1                                                          | 4                                                          | 6                                                          | 37                                                         |
| Medalla de plata | Francia                                                    | 1                                                          | 6                                                          | 2                                                          | 9                                                          | 3                                                          | 3                                                          | 5                                                          | 1                                                          | 8                                                          | 14                                                         | 4                                                          | 1                                                          | 1                                                          | 44                                                         |
| Medalla de bronce | Países Bajos                                               | 6                                                          | 3                                                          | 1                                                          | 4                                                          | 7                                                          | 7                                                          | 1                                                          | 5                                                          | 1                                                          | 1                                                          | 8                                                          | 5                                                          | 4                                                          | 45                                                         |
| 4 | Bélgica                                                    | 4                                                          | 15 UFD                                                     | 7                                                          | 11                                                         | 1                                                          | 2                                                          | 2                                                          | 2                                                          | 3                                                          | 5                                                          | 2                                                          | 2                                                          | 8                                                          | 49                                                         |
| 5 | Alemania                                                   | 15 UFD                                                     | 2                                                          | 6                                                          | 5                                                          | 2                                                          | 4                                                          | 6                                                          | 8                                                          | 7                                                          | 11                                                         | 7                                                          | 3                                                          | 9                                                          | 70                                                         |
| 6 | Estados Unidos                                             | 12                                                         | 4                                                          | 8                                                          | 6                                                          | 6                                                          | 5                                                          | 12                                                         | 10                                                         | 9                                                          | 2                                                          | 5                                                          | 9                                                          | 3                                                          | 79                                                         |
| 7 | Australia                                                  | 7                                                          | 5                                                          | 3                                                          | 3                                                          | 10                                                         | 6                                                          | 4                                                          | 5.5 RDG                                                    | 5.4 RDG                                                    | 10                                                         | 13                                                         | 12                                                         | 10                                                         | 80.8                                                       |
| 8 | España                                                     | 3                                                          | 15 UFD                                                     | 9                                                          | 10                                                         | 8                                                          | 9                                                          | 9                                                          | 4                                                          | 13                                                         | 7                                                          | 3                                                          | 7                                                          | 5                                                          | 87                                                         |
| 9 | Italia                                                     | 5                                                          | 15 UFD                                                     | 7.1 RDG                                                    | 1                                                          | 5                                                          | 10                                                         | 3                                                          | 7                                                          | 11                                                         | 3                                                          | 12                                                         | 13                                                         | 12                                                         | 89.1                                                       |
| 10 | Suiza                                                      | 8                                                          | 15 UFD                                                     | 10                                                         | 8                                                          | 12                                                         | 15 DNF                                                     | 8                                                          | 3                                                          | 4                                                          | 6                                                          | 11                                                         | 8                                                          | 2                                                          | 95                                                         |
| 11 | Uruguay                                                    | 10                                                         | 15 UFD                                                     | 5                                                          | 7                                                          | 13                                                         | 8                                                          | 15 UFD                                                     | 11                                                         | 6                                                          | 9                                                          | 9                                                          | 10                                                         | 11                                                         | 114                                                        |
| 12 | Singapur                                                   | 11                                                         | 8                                                          | 15 UFD                                                     | 12                                                         | 9                                                          | 12                                                         | 11                                                         | 9                                                          | 10                                                         | 8                                                          | 6                                                          | 11                                                         | 13                                                         | 120                                                        |
| 13 | Austria                                                    | 9                                                          | 15 UFD                                                     | 11                                                         | 14                                                         | 11                                                         | 11                                                         | 10                                                         | 15 DSQ                                                     | 5                                                          | 13                                                         | 10                                                         | 6                                                          | 7                                                          | 122                                                        |
| 14 | Túnez                                                      | 15 DNF                                                     | 7                                                          | 12                                                         | 13                                                         | 14                                                         | 15 DNF                                                     | 13                                                         | 12                                                         | 12                                                         | 12                                                         | 14                                                         | 14                                                         | 14                                                         | 152                                                        |
| Fuente: Resumen de regata. Página oficial. * En cada regata el puntaje es igual a la posición. Se descarta la peor regata, salvo la MR. * UFD (U flag disqualified) significa descalificación por adelantamiento antes de largar. DNF (Did Not Finish) significa que no finalizó. DSQ significa descalificado. RDG (Redress given) significa que recibió puntaje adicional por avería imprevisible o ayuda a un competidor. |                                                            |                                                            |                                                            |                                                            |                                                            |                                                            |                                                            |                                                            |                                                            |                                                            |                                                            |                                                            |                                                            |                                                            |                                                            |

### Oro en tenis dobles masculino

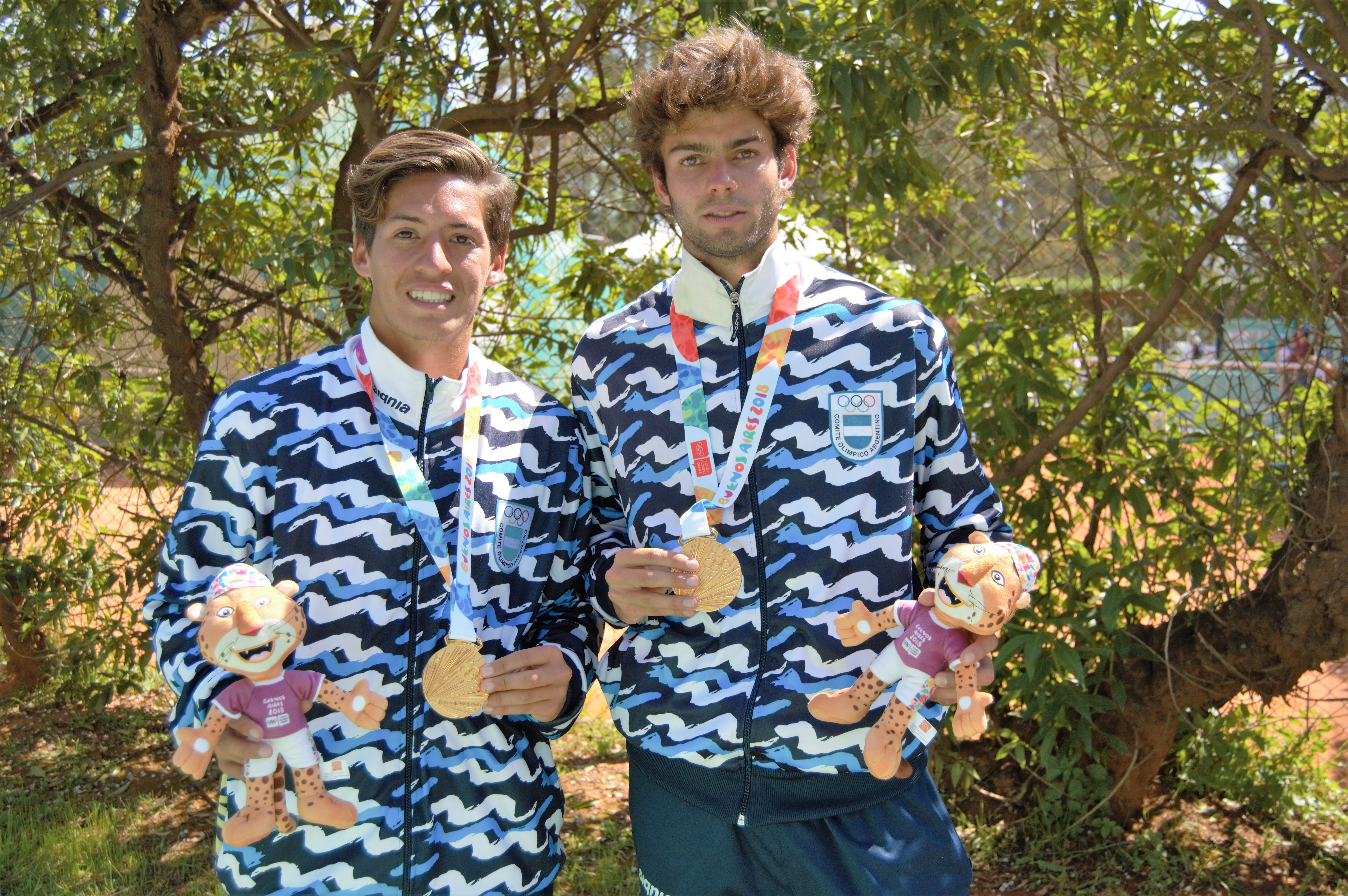
Sebastián Báez y Facundo Díaz Acosta con la medalla de oro por ganar el dobles masculino.

El dobles masculino formado por Facundo Díaz Acosta (Buenos Aires) y Sebastián Báez (San Martín, provincia de Buenos Aires) ganó la medalla de oro en las canchas de polvo de ladrillo del Buenos Aires Lawn Tennis Club, el 14 de octubre. El equipo argentino estaba precalificado primero.
El doble argentino comenzó venciendo en octavos de final y en dos sets (7-5; 6-2)a la pareja de China Taipéi, donde jugaba el número uno del ranking mundial, Chun Hsin Tseng. En cuartos de final enfrentaron a un equipo internacional mixto chino-japonés, venciendo con amplitud en dos sets (6-0; 6-1). En la semifinal, jugaron contra la pareja checa, que sorprendió ganando cómodamente el primer set 6-2; como el segundo set fue para Argentina 6-4, el partido se definió en tie-break, con una novedosa regla de que el primero en anotar diez puntos gana.
La final fue disputada, en un marco espectacular con un Buenos Aires Lawn Tennis Club repleto, contra otro equipo internacional mixto, integrado por el búlgaro Adrian Andreev, séptimo en el ranking mundial, y el australiano Rinky Hijikata, veinte en el ranking mundial. Báez/Díaz Acosta vencieron en dos sets (6-4; 6-4) y ganaron la medalla dorada. Díaz Acosta había ganado el día anterior la medalla de plata en single masculino.

### Oro en hockey 5 femenino

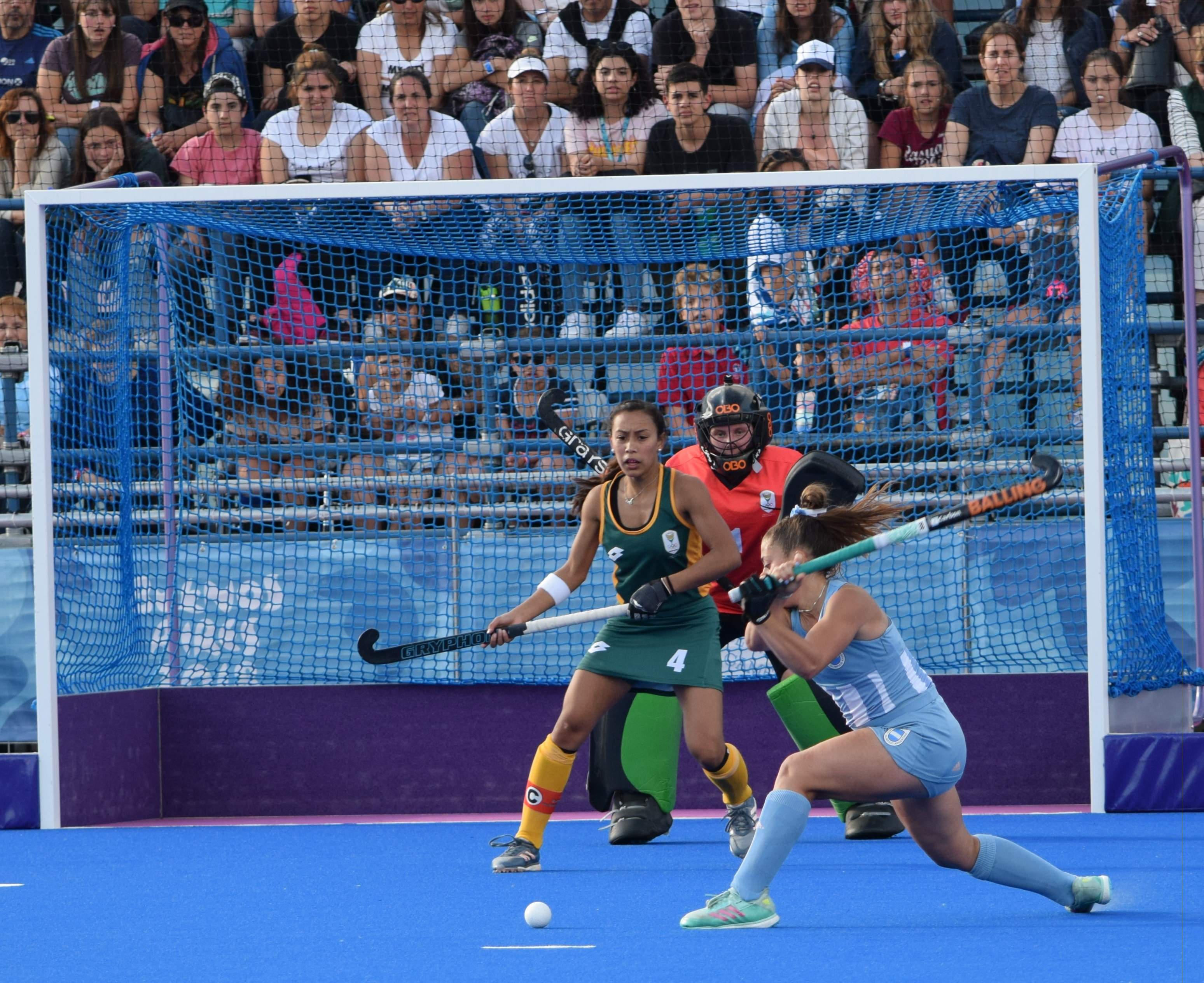
Las Leoncitas obtuvieron el oro ganando todos los partidos con 58 goles y solo 3 goles en contra.

El 14 de octubre la selección argentina de hockey 5 femenino ganó la medalla de oro. El equipo argentino, conocido como Las Leoncitas, estuvo integrado por Lourdes Pérez Iturraspe, Josefina Rubenacker, Brisa Bruggesser, María Cerundolo, Celina Di Santo, Victoria Miranda, Gianella Palet, Sofía Ramallo y Azul Iritxity. El entrenador fue Carlos Retegui.
Para disputar los eventos de hockey sobre césped se dispuso un formato peculiar de hockey 5, con una duración de dos tiempos de 10 minutos o llegar a 21 goles, en una cancha cerrada por una valla que permite el rebote de la pelota, sin córner corto y con la posibilidad de rematar al gol desde cualquier sector del campo.
La competencia se realizó entre doce equipos divididos en dos grupos preliminares. Argentina integró el Grupo A, ganando todos los partidos: Vanuatu con una goleada récord (21-0), a Austria (6-0), a Sudáfrica (4-0), a la India (5-2) y a Uruguay (5-0).
En la fase eliminatoria, Argentina venció en cuartos de final a Zambia (3-0), en semifinales a Sudáfrica (11-0) y en la final a la India (3-1). En total las Leoncitas convirtieron 58 goles y recibieron solo 3 goles en contra.

### Oro en lanzamiento de bala masculino
El lunes 15 de octubre el entrerriano Nazareno Sasia (17 años) obtuvo medalla de oro en lanzamiento de bala. Sasia tuvo un rendimiento sobresaliente en las dos etapas, logrando que seis de sus ocho lanzamientos estuvieran por encima de 21 metros, algo que solo uno de sus contrincantes logró en uno solo de sus ocho lanzamientos.
La competencia se realizó en dos etapas. En la primera etapa, realizada el viernes 12 de octubre, Sasia arrancó liderando la tabla, con un primer excelente lanzamiento de 21,58 m, que no sería superado por ninguno de sus quince contrincantes. Pese a ello en su cuarto lanzamiento alcanzó una distancia de 21,94 m, su mejor marca personal (PB) y récord sudamericano juvenil. Su principal rival, el búlgaro Aliaksei Aleksandrovich, también logró en su cuarto lanzamiento su mejor marca histórica personal, con 21,22 m.
La segunda etapa se realizó el 15 de octubre. Aunque no logró repetir su performance de la primera etapa, Sasia lideró la tabla todo el día, con un primer lanzamiento de 21,10 m, que ninguno de sus competidores alcanzaría. Con su tercer y cuarto lanzamiento mejoró su marca inicial, llegando a 21,22 m y 21,25 m. Segundo quedó el chino Jialiang Xing, con 20,89 m, su mejor marca personal. Tercero quedó el italiano Carmelo Alessandro Musci, con 20,76. El búlgaro Aleksandrovich tuvo tres de sus cuatro lanzamientos fallidos y apenas logró 20,02 m, quedando en cuatro lugar.
| Atletismo Lanzamiento de bala masculino Etapa 2              | Atletismo Lanzamiento de bala masculino Etapa 2 | Atletismo Lanzamiento de bala masculino Etapa 2 | Atletismo Lanzamiento de bala masculino Etapa 2 | Atletismo Lanzamiento de bala masculino Etapa 2 | Atletismo Lanzamiento de bala masculino Etapa 2 | Atletismo Lanzamiento de bala masculino Etapa 2 | Atletismo Lanzamiento de bala masculino Etapa 2 |
|                                                              | Atleta                                          | País                                            | 1                                               | 2                                               | 3                                               | 4                                               | DEF                                             |
| ------------------------------------------------------------ | ----------------------------------------------- | ----------------------------------------------- | ----------------------------------------------- | ----------------------------------------------- | ----------------------------------------------- | ----------------------------------------------- | ----------------------------------------------- |
| Medalla de oro                                               | Nazareno Sasia                                  | Argentina                                       | 21,10                                           | 20,41                                           | 21,22                                           | 21,25                                           | 21,25                                           |
| Medalla de plata                                             | Jialiang Xing                                   | China                                           | 20,75                                           | X                                               | 20,89                                           | 20,45                                           | 20,89                                           |
| Medalla de bronce                                            | Carmelo Alessandro Musci                        | Italia                                          | 20,76                                           | 20,46                                           | X                                               | X                                               | 20,76                                           |
| 4                                                            | Aliaksei Aleksandrovich                         | Bielorrusia                                     | X                                               | X                                               | 20,02                                           | X                                               | 20,02                                           |
| 5                                                            | Piotr Gozdziewicz                               | Polonia                                         | 17,48                                           | 18,75                                           | 18,60                                           | 19,02                                           | 19,02                                           |
| 6                                                            | Maohung Hsueh                                   | China Taipéi                                    | 18,46                                           | 18,29                                           | 18,78                                           | X                                               | 18,78                                           |
| 7                                                            | Niesterle Castillo Castillo                     | Cuba                                            | 18,54                                           | X                                               | X                                               | 18,42                                           | 18,54                                           |
| 8                                                            | Lucas Woodhall                                  | Canadá                                          | X                                               | 18,48                                           | X                                               | X                                               | 18,48                                           |
| 9                                                            | Mohamed Osama Mohamed                           | Egipto                                          | 17,98                                           | X                                               | X                                               | 17,66                                           | 17,98                                           |
| 10                                                           | Dominykas Cepys                                 | Lituania                                        | X                                               | 16,74                                           | 17,66                                           | 17,97                                           | 17,97                                           |
| 11                                                           | Istvan Fekete                                   | Hungría                                         | 17,05                                           | X                                               | 17,03                                           | 17,43                                           | 17,43                                           |
| 12                                                           | José Manuel López Soto                          | México                                          | X                                               | 17,20                                           | X                                               | X                                               | 17,20                                           |
| 13                                                           | Melih Yersel                                    | Turquía                                         | 16,12                                           | 16,59                                           | 16,84                                           | 17,06                                           | 17,06                                           |
| 14                                                           | Lohan Potgieter                                 | Sudáfrica                                       | X                                               | X                                               | 16,52                                           | X                                               | 16,52                                           |
| 15                                                           | Muhamet Ramadani                                | Kosovo                                          | 16,48                                           | X                                               | X                                               | 16,24                                           | 16,48                                           |
| Fuente: Página oficial de los Juegos. * Distancia en metros. |                                                 |                                                 |                                                 |                                                 |                                                 |                                                 |                                                 |

### Oro en volcadas

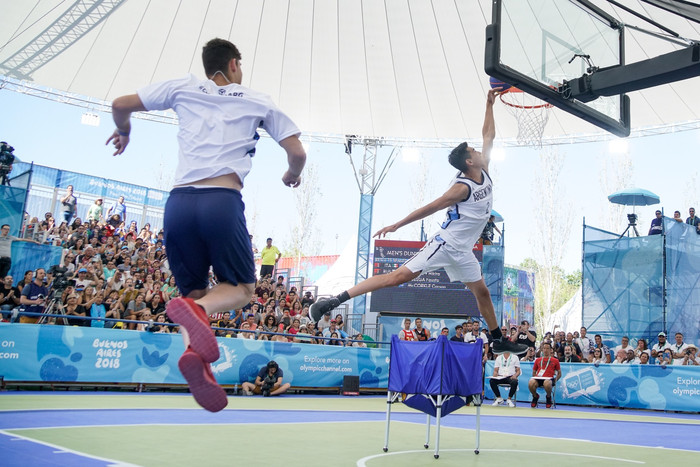
Fausto Ruesga volando sobre un carrito en movimiento, en el concurso de volcadas que le daría su primera medalla de oro. Luego obtendría la segunda en la prueba de básquetbol 3x3.

El lunes 15 de octubre el bahiense Fausto Ruesga (18 años) obtuvo medalla de oro en el concurso de volcadas, uno de los cuatro eventos del básquetbol. La competencia se realizó en el Parque Urbano de Puerto Madero ante una multitud fervorosa.
El concurso reunió diez competidores, que realizaron una ronda clasificatoria de la cual pasarían a la siguiente los primeros cuatro. Cada deportista debía realizar dos volcadas, evaluadas por cinco árbitros, con notas del uno al diez, de las que debían descartarse la más alta y la más baja, con puntaje máximo de treinta por volcada y sesenta por presentación.
Con un nivel muy parejo, Ruesga terminó primero en la ronda clasificatoria con 51 puntos (24 y 27), seguido muy de cerca por el estadounidense Carson McCorkle (50), el ruso Nikita Remizov (50) y el italiano Niccolo Filoni (49).
En una semifinal entre los cuatro clasificados de alta temperatura emotiva, se registró un triple empate en 51 puntos, entre el argentino, el ruso y el italiano, que llevó a un triple desempate, en la que el ruso terminó primero y el argentino segundo, clasificando ambos a la final.
La final entre Ruesga y Remizov, se realizó mediante tres volcadas cada uno. En su primera ejecución Ruesga obtuvo un alto triple nueve (27), pero el ruso respondió con una ejecución del mismo nivel (27). En la segunda ejecución Ruesga bajó mínimamente su nivel obteniendo 26 puntos (9-9-8), oportunidad que Remizov no desaprovechó repitiendo un triple nueve (27). En la última ejecución Remizov volvió a lograr un triple nueve (27), obligando a Ruesga a arriesgar una volcada que le aportara al menos dos calificaciones con diez. En su último intento permitido, el argentino realizó una volcada brillante, en la que un compañero hizo rebotar la pelota en el filo lateral del tablero para que él la tomara en el aire y la volcara de espaldas, que le aportó dos nueves y un diez, empatando la final en 81 puntos y llevando la lucha por la medalla de oro a una volcada adicional de desempate.
El desempate se definiría sin votación, por simple deliberación del jurado luego de que ambos competidores finalizaran su presentación. El ruso fue primero, optando por una volcada frontal sin participación de terceros. A continuación el argentino optó por recurrir a un compañero, que hizo rebotar la pelota en el tablero, para que Ruesga la tomara en el aire y la volcara de espaldas, que le valió la medalla de oro luego de una breve deliberación del jurado.
| | Países         | Deportista             | Clasificación | Semifinal | Final |
| Medalla de oro | Argentina      | Fausto Ruesga          | 51            | 51*       | 81*   |
| Medalla de plata | Rusia          | Nikita Remizov         | 50            | 51*       | 81*   |
| Medalla de bronce | Italia         | Niccolo Filoni         | 50            | 51*       |       |
| 4 | Estados Unidos | Carson McCorkle        | 50            | 47        |       |
| 5 | Letonia        | Niks Salienikis        | 46            |           |       |
| 6 | Brasil         | Aieser Batista Pereira | 45            |           |       |
| 7 | Eslovenia      | Dan Osrecki            | 42            |           |       |
| 8 | Bélgica        | Sasha Deheneffe        | 38            |           |       |
| 9 | Andorra        | Albert Pons            | 21            |           |       |
| 10 | China          | Yunzhang Wang          | 21            |           |       |
| 11 | Kirguistán     | Denis Gerashchenko     | DNS           |           |       |
| 12 | Venezuela      | Omar Márquez           | DNS           |           |       |
| Fuente: Página oficial de los Juegos. * El asterisco (*) indica que fue resuelto por desempate. * DNS (Did not start) significa que el competidor no inició la prueba. |                |                        |               |           |       |

### Oro en rugby 7 masculino

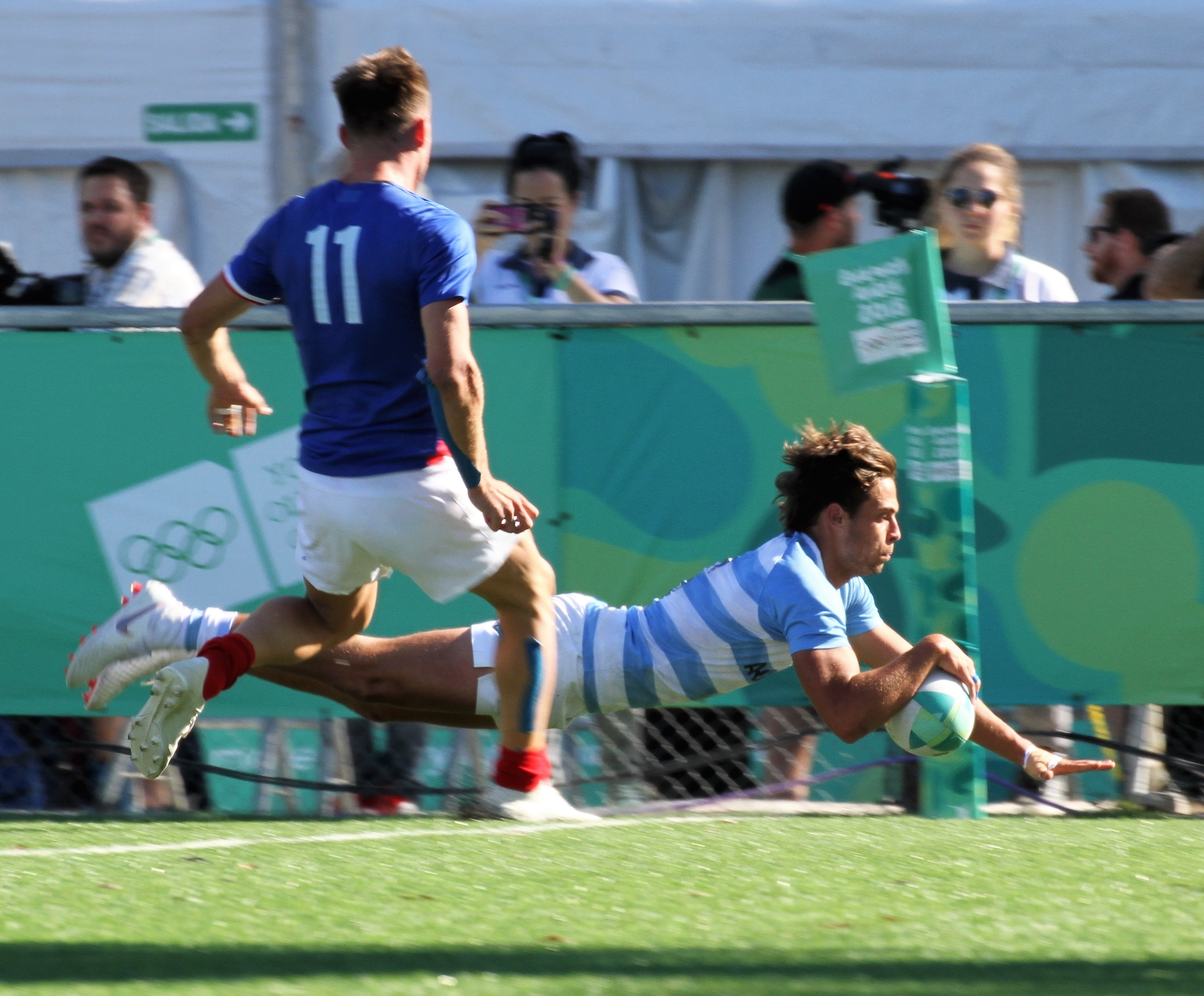
Los Pumitas 7 ganaron la medalla de oro con amplitud: seis jugados, seis ganados, 34 tries a favor y 8 en contra.

El lunes 15 de octubre el seleccionado juvenil de rugby 7 obtuvo la medalla de oro en la prueba masculina. La competencia se realizó en el campo de juego del Club Atlético de San Isidro, en el Gran Buenos Aires. El equipo estuvo formado por Lucio Cinti (La Plata), Ramiro Costa (Buenos Aires), Marcos Elicagaray (Buenos Aires), Juan González (Mendoza), Matteo Graziano (Buenos Aires), Julián Hernández (Mendoza), Ignacio Mendy (La Plata), Marcos Moneta (Buenos Aires), Bautista Pedemonte (Santiago del Estero), Julián Quetglas (Córdoba), Nicolás Roger (Santiago del Estero) y Tomás Vanni (San Miguel de Tucumán). El entrenador fue Lucas Borges.
La competencia tuvo una ronda inicial en el que los seis equipos participantes se enfrentaron todos contra todos, calificando los dos primeros a la final y los siguientes dos al partido por la medalla de bronce. Argentina inició el torneo ganándole con amplitud a Samoa por 50-7, luego a Japón por 47-0, a Francia 29-12, a Sudáfrica 34-5 y a Estados Unidos 22-14.
La final fue contra Francia, que también ganó todos los partidos, con excepción del jugado frente a la Argentina. Los Pumitas ratificaron la superioridad que habían demostrado en la etapa preliminar y al finalizar el primer tiempo se imponían 19-0. En el segundo tiempo Francia se recuperó, marcando dos tries convertidos, que pusieron a los europeos a distancia de try (19-14), amenazando seriamente a los argentinos, cuando aún restaban más de tres minutos. Pero los Pumitas reaccionaron con un nuevo try (24-14) y manejaron el partido hasta el final.

### Oro en básquetbol 3x3 masculino

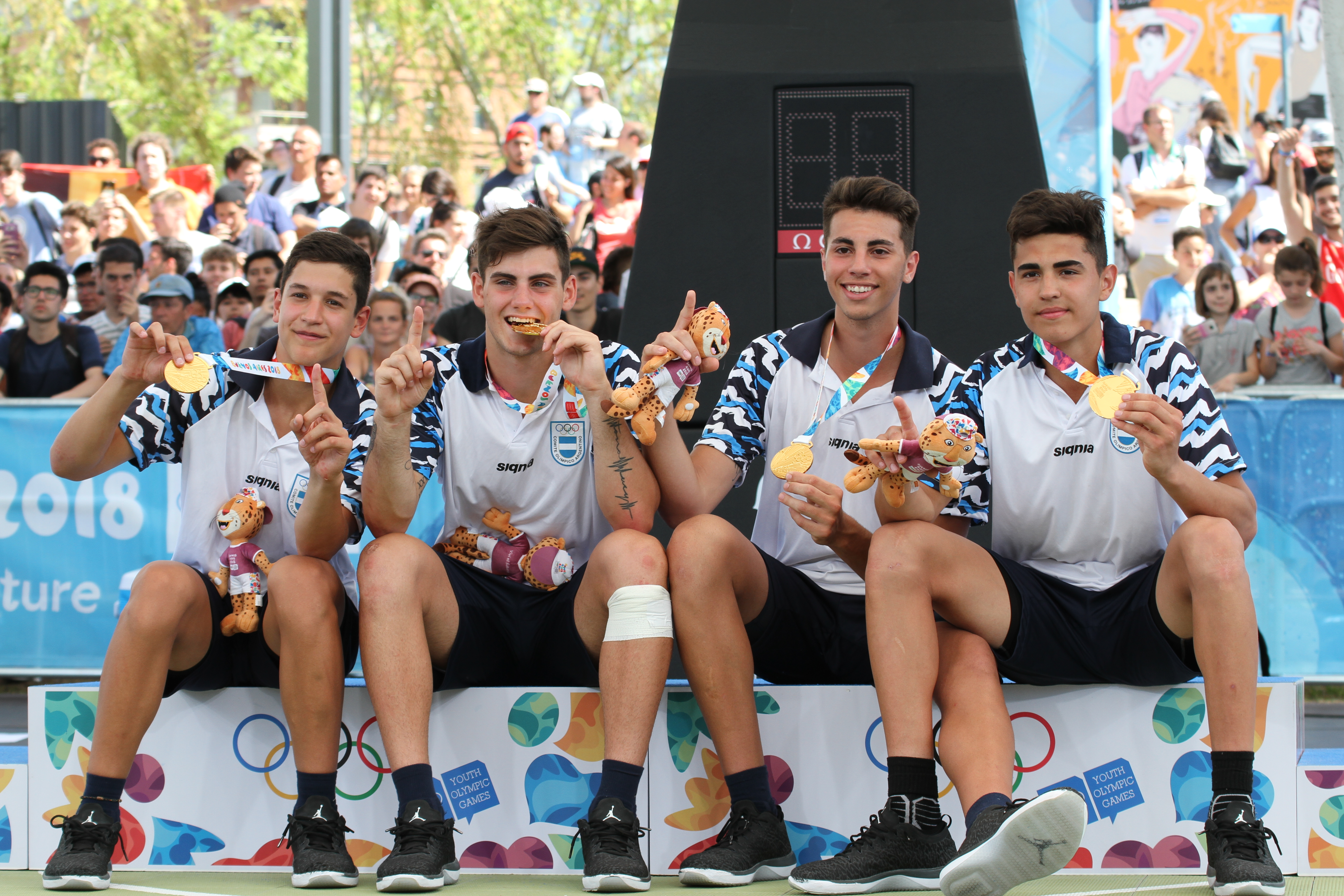
Hierrezuelo, Ruesga, De la Fuente y Giordano, exhiben sus medallas de oro luego de ganar la prueba de básquet 3x3.

El miércoles 17 de octubre el seleccionado juvenil de básquetbol 3x3 obtuvo la medalla de oro en la prueba masculina. La competencia se realizó en el Parque de Puerto Madero. El equipo estuvo formado por Juan Santiago Hierrezuelo Serer (San Juan), Fausto Ruesga (Bahía Blanca), Juan Esteban de la Fuente (Mar del Plata) y Marco Giordano Gnass (Rosario). El entrenador fue Juan Gatti.
El torneo se desarrolló a lo largo de diez días con 20 equipos nacionales divididos en cuatro grupos preliminares, en los cuáles los dos primeros pasaban a cuartos de final. Las reglas seguidas por el básquet 3x3, fueron un tiempo continuo de 10 minutos o hasta anotar 21 puntos, con anotaciones de un punto (dentro del semicírculo) y dos puntos (fuera del semicírculo).
Al equipo argentino le tocó el grupo más difícil: La cabeza de serie fue Estonia, campeón europeo, tercero en el último campeonato mundial, sexto en el ranking mundial y candidato al oro. Mongolia había sido bronce en el campeonato asiático. Rusia era la mayor potencia olímpica juvenil y traía un equipo muy competitivo. Y finalmente Estados Unidos, era cuarto en el ranking mundial, con su abrumadora superioridad mundial histórica en este deporte.
Argentina inició su participación en el Grupo C ganando un partido crucial contra Estonia. Ambos equipos anotaron sin sacarse diferencias, hasta que promediando el encuentro, Argentina sacó una diferencia de seis (12:6). Pero los estonios remontaron la diferencia hasta empatar el partido 16:16, cuando aún faltaban tres minutos. Argentina volvió a alejarse 20:16, pero faltando un minuto Estonia se puso a uno, 20-19. Luego de que ambos equipos fallaran sus respectivos lanzamientos y faltando 54 segundo Giordano convirtió un doble que estableció la diferencia final de 22:19. Giordano tuvo una actuación sobresaliente, con cinco dobles en nueve intentos y el 63% de los tantos convertidos por Argentina.
El segundo partido fue contra Rusia, ganado por Argentina con amplitud por 21:14, sin que nunca estuviera en discusión el resultado. El tercer partido fue contra Mongolia, que se mantuvo equilibrado hasta los cinco minutos con Argentina arriba por uno, momento desde el cual comenzó a sacar diferencias hasta terminar antes de los diez minutos con diferencia de siete, 22:15. El cuarto partido fue contra Estados Unidos, donde Argentina mostró amplia superioridad, ganándolo de punta a punta 21:14 y adjudicándose el Grupo C.
En cuartos de final Argentina debió enfrentar a Georgia, venciendo con amplitud 21:12, nuevamente antes del tiempo máximo. La semifinal fue contra Ucrania, tercero en el ranking mundial y firme candidato al oro. Los ucranianos mostraron una leve superioridad durante la mayor parte del partido, manteniéndose al frente por escasa diferencia. Cuando faltaban apenas dos minutos se habían puesto a cuatro puntos (16:12). Argentina buscó  desesperadamente descontar y cuando todo parecía decidido, faltando apenas siete segundos, llegó a la igualdad 16:16 con un simple de De la Fuente. En el tiempo suplementario de dos minutos, Argentina evitó tantos en contra y sumó dos goles que le dieron la victoria 18:16.
La final fue ese mismo día contra Bélgica, campeón mundial y amplio favorito al oro. El partido se mantuvo tanto a tanto hasta los cinco minutos, cuando Argentina obtuvo una luz de tres puntos (10:7), que inmediatamente amplió a cinco (12:7). Bélgica intentó descontar, pero Argentina resistió el contrataque llegando a sumar una diferencia de siete puntos cuando faltaban dos minutos y medio (17:10). A partir de ese momento Argentina manejó la diferencia hasta que se cumplió el tiempo, ganando con amplitud 20:15.

### Oro en boxeo masculino
El miércoles 17 de octubre el boxeador Brian Agustín Arregui obtuvo la medalla de oro en la categoría peso wélter (69 kg) hombres. La competencia se realizó en el Pabellón Oceanía del Parque Polideportivo Roca.
Arregui llegaba con el antecedente de su quinto lugar en el Campeonato Mundial Juvenil de Boxeo de la Asociación Internacional de Boxeo (AIBA) realizado dos meses antes en Budapest.
Para llegar a la final, Arregui debió enfrentarse dos veces con el uzbeco Jakhongir Rakhmonov, quien también había salido quinto en el Campeonato Mundial. Arregui venció las dos veces a Rakhmonov por mínimo margen, en encuentros muy reñidos y fallos divididos 3-2.
La final fue contra el marroquí Yassine El Ouarz. Arregui ganó con claridad los tres asaltos y los cinco jurados le dieron el triunfo por unanimidad.

### Plata en natación 800 m libre mujeres

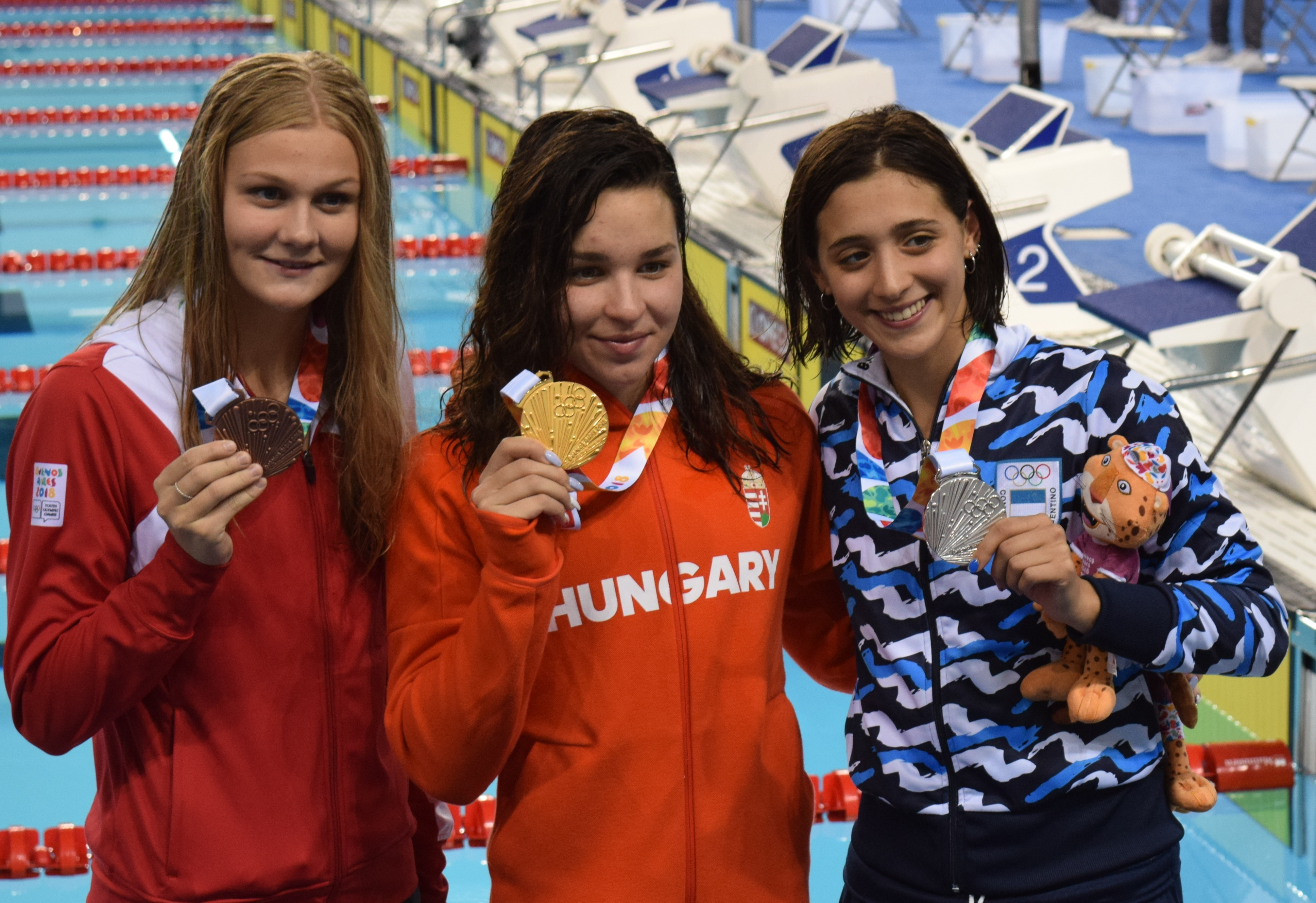
El trío Kahler, Kesely y Pignatiello, ganadoras de las medallas de bronce, oro y plata, respectivamente, en 800 m y 400m estilo libre.

El 9 de octubre la nadadora Delfina Pignatiello (San Isidro) obtuvo la medalla de plata en la prueba de 800 m estilo libre. La competencia se realizó en la pileta de natación del Parque Polideportivo Roca.
En la prueba compitieron 21 nadadoras divididas en tres series. Pignatiello llegaba como la favorita -a pesar de que su especialidad eran los 1500 m libres-, con el mejor tiempo en las pruebas de clasificación para los Juegos (8:25.22), seguida de la húngara Ajna Kesely (8:30.43), pero la argentina no lograría repetir su tiempo y la húngara superaría el suyo.
Pignatiello largó en punta y se mantuvo adelante los primeros cien metros, pero a partir de ese punto Kesely se puso al frente por escasas milésimas. Ambas nadadoras se mantuvieron cabeza a cabeza hasta que a los 500 metros la húngara logró sacar una luz de casi un segundo, que a los 700 metros ya eran dos segundos y medio, que en la llegada terminaron siendo casi cinco (+4.82). El tiempo de Kesely fue de 8:27.60, casi tres segundos menos que su tiempo de clasificación; el tiempo de Pignatiello fue 8:32.42, más de siete segundos que el tiempo marcado para clasificar.
Pignatiello superó a su vez por más de cuatro segundos a la austríaca Marlene Kahler, que ganó la medalla de bronce y por más once segundos a la argentina Delfina Dini, que finalizó cuarta con diploma olímpico, apenas dos milésimas de segundo adelante de una de las favoritas, la alemana Celine Rieder.
| Natación 800 m libre femenino Final   | Natación 800 m libre femenino Final | Natación 800 m libre femenino Final | Natación 800 m libre femenino Final | Natación 800 m libre femenino Final |
|                                       | Nadadora                            | País                                | Tiempo                              | Dif.                                |
| ------------------------------------- | ----------------------------------- | ----------------------------------- | ----------------------------------- | ----------------------------------- |
| Medalla de oro                        | Ajna Kesely                         | Hungría                             | 8:27.60                             |                                     |
| Medalla de plata                      | Delfina Pignatiello                 | Argentina                           | 8:32.42                             | 4.82                                |
| Medalla de bronce                     | Marlene Kahler                      | Austria                             | 8:36.57                             | 8.97                                |
| 4                                     | Delfina Dini                        | Argentina                           | 8:43.71                             | 16.13                               |
| 5                                     | Celine Rieder                       | Alemania                            | 8:43.73                             | 16.13                               |
| 6                                     | GAN Ching Hwee                      | Singapur                            | 8:44.69                             | 17.09                               |
| 7                                     | Kaitlynn Sims                       | Estados Unidos                      | 8:46.40                             | 16.80                               |
| 8                                     | Roman Mantilla Mc                   | Colombia                            | 8:48.88                             | 21.28                               |
| 9                                     | Maddie Donohoe                      | Estados Unidos                      | 8:48.96                             | 21.36                               |
| 10                                    | Andrea Galisteo Zapatero            | España                              | 8:49.85                             | 22.25                               |
| 11                                    | Nicole Justine Oliva                | Filipinas                           | 8:52.29                             | 24.69                               |
| 12                                    | Malene Rypestoel                    | Noruega                             | 8:54.64                             | 27.04                               |
| 13                                    | Samantha Bello                      | Perú                                | 8:54.89                             | 27.29                               |
| 14                                    | Erika Fairweather                   | Nueva Zelanda                       | 8:56.14                             | 28.54                               |
| 15                                    | Arianna Valloni                     | San Marino                          | 8:57.00                             | 29.40                               |
| 16                                    | Kate Jean Beavon                    | Sudáfrica                           | 8:59.60                             | 32.00                               |
| 17                                    | Tinky Ho                            | Hong Kong                           | 9:02.08                             | 34.48                               |
| 18                                    | Alexandra Frazao                    | Portugal                            | 9:05.25                             | 37.65                               |
| 19                                    | Sandy Atef                          | Egipto                              | 9:16.73                             | 49.13                               |
| 20                                    | Vasiliki Kadoglu                    | Bulgaria                            | 9:18.92                             | 51.32                               |
| 21                                    | Jennifer Ramírez                    | Honduras                            | 9:28.18                             | 1:00.58                             |
| Fuente: Página oficial de los Juegos. |                                     |                                     |                                     |                                     |

### Plata en natación 400 m libre mujeres
El 12 de octubre una vez más, la nadadora Delfina Pignatiello (San Isidro) obtuvo la medalla de plata, esta vez en la prueba de 400 m estilo libre. La competencia se realizó en la pileta de natación del Parque Polideportivo Roca.
En la prueba compitieron 26 nadadoras que se dividieron en cuatro series clasificatorias. Pignatiello llegaba con el segundo mejor tiempo en las pruebas de clasificación para los Juegos (4:08.33), detrás de la húngara Ajna Kesely (4:05.75) y delante de la austríaca Marlene Kahler (4:11.62). El favoritismo previo se concretaría en el mismo orden en Buenos Aires.
Pignatiello clasificó para la final, saliendo primera en su serie con un tiempo de 4:11.86. También clasificó a la final la argentina Delfina Dini.
La salida de las ocho finalistas, tuvo a Kesely en punta, quien no la perdería hasta el final, ganando con una diferencia de tres segundos y medio. Pignatiello y Kahler disputaron la medalla de plata brazada a brazada y se mantuvieron prácticamente empatadas hasta los 250 metros, cuando la argentina tuvo más reservas para sacar una luz de diferencia que llegó a ser de dos segundos en la llegada. Dini por su parte llegó última acreditándose su segundo diploma olímpico.
| Natación 400 m libre femenino Final   | Natación 400 m libre femenino Final | Natación 400 m libre femenino Final | Natación 400 m libre femenino Final | Natación 400 m libre femenino Final |
|                                       | Nadadora                            | País                                | Tiempo                              | Dif.                                |
| ------------------------------------- | ----------------------------------- | ----------------------------------- | ----------------------------------- | ----------------------------------- |
| Medalla de oro                        | Ajna Kesely                         | Hungría                             | 4:07.14                             |                                     |
| Medalla de plata                      | Delfina Pignatiello                 | Argentina                           | 4:10.40                             | 3.26                                |
| Medalla de bronce                     | Marlene Kahler                      | Austria                             | 4:12.48                             | 5.34                                |
| 4                                     | Coeetze Dune                        | Sudáfrica                           | 4:15.27                             | 8.13                                |
| 5                                     | Kaitlynn Sims                       | Estados Unidos                      | 4:15.53                             | 8.39                                |
| 6                                     | Nicole Justine Oliva                | Filipinas                           | 4:16.61                             | 9.47                                |
| 7                                     | Andrea Galisteo Zapatero            | España                              | 4:16.91                             | 9.77                                |
| 8                                     | Delfina Dini                        | Argentina                           | 4:19.25                             | 12.11                               |
| Fuente: Página oficial de los Juegos. |                                     |                                     |                                     |                                     |

### Plata en tenis single masculino

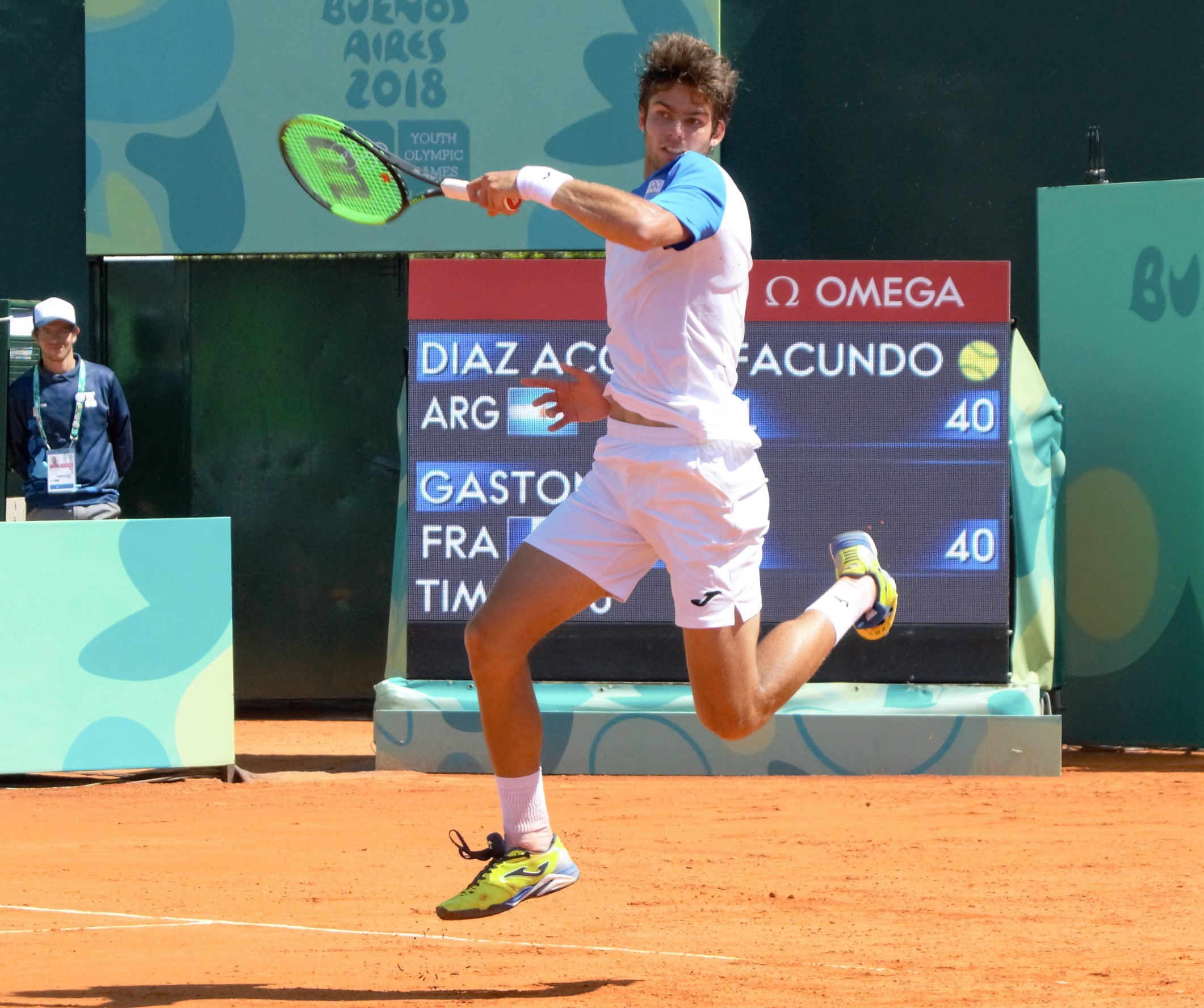
Facundo Díaz Acosta disputando la final del single.

El 13 de octubre Facundo Díaz Acosta ganó la medalla de plata en el sencillo masculino. El partido se disputó en las canchas de polvo de ladrillo del Buenos Aires Lawn Tennis Club. El argentino ocupaba la posición número 13 de ranking mundial y fue ubicado como octava cabeza de serie.
Díaz Acosta comenzó venciendo con solvencia en dieciseisavos de final y en dos sets (6-0; 6-3) al sudafricano Philip Henning, 66 del ranking mundial. En octavo de final enfrentó al neerlandés Jesper de Jong, 47 del ranking mundial, que sorprendió ganando el primer set, pero el argentino se recuperó ganando los dos sets restantes (4-6; 6-4; 6-3). En cuartos de final Díaz Acosta dio el "batacazo" al vencer en dos sets (6-2; 6-4) al número uno del ranking y sensación mundial, el chino taipeiano Chun Hsin Tseng, amplio favorito para ganar la medalla de oro. En semifinal volvió a vencer con amplitud, esta vez al búlgaro Adrian Andreev, séptimo en el ranking, asegurándose una medalla (6-4; 6-1).
La final fue contra el francés Hugo Gaston, tercero del ranking. Díaz Acosta perdió ajustadamente el primer set 6-4 y llegó a ponerse 5-2 en el segundo set. Pero Gaston se recuperó y ganó el set 7-5, quedando la medalla de plata para el argentino. Al día siguiente Díaz Acosta ganó la medalla de oro en dobles masculino con Sebastián Báez.

### Plata en lucha femenina
El 13 de octubre Linda Machuca (José C. Paz, provincia de Buenos Aires) ganó la medalla de plata en lucha libre hasta 73 kilos. Las competencias se realizaron en el Pabellón Asia del Centro Olímpico de la Juventud.
Machuca había sido a los 14 años campeona nacional de los Juegos Nacionales Evita de 2014 y medalla de oro en los Juegos Suramericanos de la Juventud Santiago 2017.
Las diez luchadoras clasificadas fueron divididas en dos grupos independientes, de los cuales las dos ganadoras disputarían la final entre sí, mientras que las dos segundas de cada grupo disputarían la medalla de bronce.
Machuca ganó todos los encuentros del Grupo A en el que le tocó competir. Venció por tocado (caída) a la turca Vahide Gok, con una diferencia de 8-1 puntos técnicos (p.t.). Luego venció a la bielorrusa Kseniya Dzibuk por puntos (8-6 p.t.), en un combate cerrado. A continuación triunfó por puntos en diferencia mínima, sobre la uzbeca Svetlana Oknazarova (10-9 p.t.). La última lucha de la serie fue contra la tunecina Khadija Jlassi, a quien venció por puntos (5-2 p.t.).
La final fue contra la cubana Milaimys Marín Potrille, primera del Grupo B, donde dio la sorpresa al vencer a la campeona mundial y favorita al oro, la japonesa Yuka Kagami. En el combate decisivo la cubana no le permitió a la argentina desplegar sus posibilidades, sorprendiéndola en los primeros segundos con una toma que la puso de espaldas y le dio la victoria por caída.

### Plata en lucha masculina

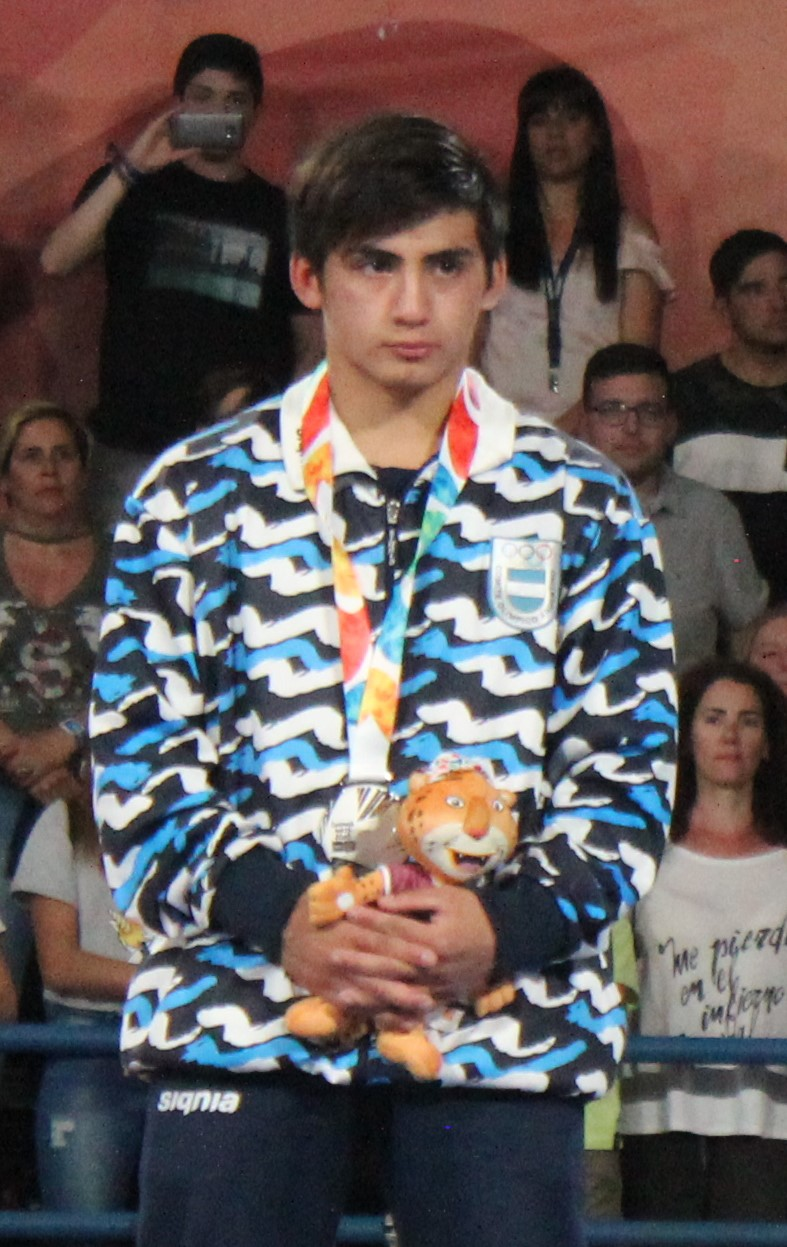
El chubutense David Almendra ganó la medalla de plata en lucha libre masculina hasta 55k.

El 13 de octubre Hernán David Almendra (Corcovado, Chubut) ganó la medalla de plata en lucha libre hasta 55 kilos. Las competencias se realizaron en el Pabellón Asia del Centro Olímpico de la Juventud.
Oriundo de un pequeño pueblo patagónico, Almendra se había mudado cuatro años antes a Buenos Aires, para vivir y entrenar en el Centro Nacional de Alto Rendimiento Deportivo (CENARD), en cuyo colegio terminó su educación secundaria. Su perfeccionamiento quedó a cargo del colombiano Wilson Medina y el cubano Erik León.
Los seis luchadores clasificados fueron divididos en dos grupos independientes, de los cuales los dos ganadores disputarían la final entre sí, mientras que los dos segundos de cada grupo disputarían la medalla de bronce.
Almendra ganó los dos encuentros del Grupo A en el que le tocó competir. Venció por tocado (caída) al guameño Gavin Whitt y por puntos al argelino Oussama Laribi (5-4 puntos técnicos), luego de dar vuelta sobre el final un combate que venía perdiendo.
La final fue contra el estadounidense Robert Howard, primero del Grupo B, que logró una sucesión de puntos técnicos en el combate decisivo, que Almendra no pudo contrarrestar y le dieron la victoria por superioridad técnica.

### Plata en lanzamiento de jabalina masculina

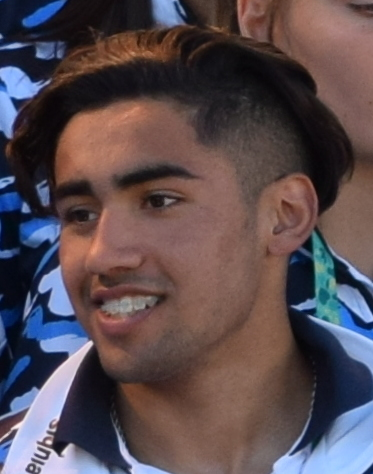
Agustín Osorio, medalla de plata en lanzamiento de jabalina.

El 13 de octubre Agustín Osorio (Marcos Paz, provincia de Buenos Aires) ganó la medalla de plata en jabalina. Las competencias se realizaron en el Pabellón Asia del Centro Olímpico de la Juventud.
Entrenado por su padre, Gustavo Osorio, destacado formador del programa del Ente Nacional de Alto Rendimiento Deportivo (ENARD), Agustín Osorio llegaba a los Juegos de Buenos Aires como quinto en el ranking mundial, con una marca de 74.47m que le valió la medalla de oro en los Juegos Suramericanos de la Juventud de Santiago 2017.
La prueba se desarrolló en dos etapas, todos contra todos, con cuatro lanzamientos en cada etapa. La posición final se debía establecer mediante la suma de los dos mejores lanzamientos de cada etapa.
Osorio inició su participación en la primera etapa con un extraordinario lanzamiento de 76,03m que superó su récord personal en más de un metro y medio. Sus otros tres lanzamientos en esa etapa fueron 72,10m, nulo y 71,83m, finalizando segundo, detrás del sudafricano Jano Esterhuizen, segundo del ranking mundial.
En la segunda etapa Osorio comenzó con un lanzamiento nulo, pero en su segundo intento alcanzó una excelente distancia de 74,25m, que lo colocó en segunda posición en la tabla general con 150,28m, detrás del finlandés Topias Laine (153.42m).
Mientras tanto Esterhuizen no lograba sostener la buena posición alcanzada en la primera etapa, y el alemán David SCheep, primero en el ranking mundial y favorito al oro, se hundía en los últimos lugares de la tabla. En el último intento, el checo Martin Florian lanzó 76,24m, su mejor marca persona, que lo dejó a solo cuatro centímetros de Osorio, llevándose la medalla de bronce.
| Atletismo Lanzamiento de jabalina masculino                                                                             | Atletismo Lanzamiento de jabalina masculino | Atletismo Lanzamiento de jabalina masculino | Atletismo Lanzamiento de jabalina masculino | Atletismo Lanzamiento de jabalina masculino | Atletismo Lanzamiento de jabalina masculino | Atletismo Lanzamiento de jabalina masculino | Atletismo Lanzamiento de jabalina masculino |
| | Atleta                                      | País                                        | E1 m.                                       | Pos E1                                      | E2 m.                                       | Pos E2                                      | DEF m.                                      |
| --- | ------------------------------------------- | ------------------------------------------- | ------------------------------------------- | ------------------------------------------- | ------------------------------------------- | ------------------------------------------- | ------------------------------------------- |
| Medalla de oro | Topias Laine                                | Finlandia                                   | 74,57                                       | 3                                           | 78,85                                       | 1                                           | 153,42                                      |
| Medalla de plata | Agustín Osorio                              | Argentina                                   | 76,03                                       | 2                                           | 74,25                                       | 5                                           | 150,28                                      |
| Medalla de bronce | Martin Florian                              | República Checa                             | 74,00                                       | 5                                           | 76,24                                       | 2                                           | 150,24                                      |
| 4 | Ita Leshan                                  | Kenia                                       | 72,73                                       | 7                                           | 74,52                                       | 4                                           | 147,25                                      |
| 5 | Jean Marcos Mairongo                        | Ecuador                                     | 74,32                                       | 4                                           | 72,22                                       | 6                                           | 146,54                                      |
| 6 | Kunwer Rana                                 | India                                       | 71,45                                       | 9                                           | 75,06                                       | 3                                           | 146,51                                      |
| 7 | Ahmet Toyran                                | Turquía                                     | 73,01                                       | 6                                           | 71,23                                       | 7                                           | 144,24                                      |
| 8 | Jano Esterhuizen                            | Sudáfrica                                   | 77,69                                       | 1                                           | 65,59                                       | 11                                          | 143,28                                      |
| 9 | Guilherme Moreira                           | Brasil                                      | 72,56                                       | 8                                           | 68,97                                       | 9                                           | 141,53                                      |
| 10 | Razvan Carare                               | Rumania                                     | 70,07                                       | 10                                          | 69,98                                       | 8                                           | 140,05                                      |
| 11 | Lenny Brisseault                            | Francia                                     | 66,61                                       | 11                                          | 65,60                                       | 10                                          | 132,21                                      |
| 12 | Kentaro Nakamura                            | Japón                                       | 66,31                                       | 13                                          | 64,55                                       | 12                                          | 130,86                                      |
| 13 | Gerasimos Kalogerakis                       | Grecia                                      | 66,44                                       | 12                                          | 63,56                                       | 16                                          | 130,00                                      |
| 14 | David Schepp                                | Alemania                                    | 65,44                                       | 14                                          | 64,23                                       | 14                                          | 129,67                                      |
| 15 | Armando Caballero                           | Panamá                                      | 63,74                                       | 15                                          | 64,45                                       | 13                                          | 128,19                                      |
| 16 | Marek Mucha                                 | Polonia                                     | 61,43                                       | 16                                          | 63,59                                       | 15                                          | 125,02                                      |
| 17 | Abdulaziz Alhemdan                          | Kuwait                                      | NM                                          |                                             | DNS                                         |                                             |                                             |
| Fuente: Página oficial de los Juegos. * Distancia en metros. * NM (No mark): No marcó. DNS (Did Not Start): No Comenzó. |                                             |                                             |                                             |                                             |                                             |                                             |                                             |

### Bronce en remo: dos sin timonel masculino

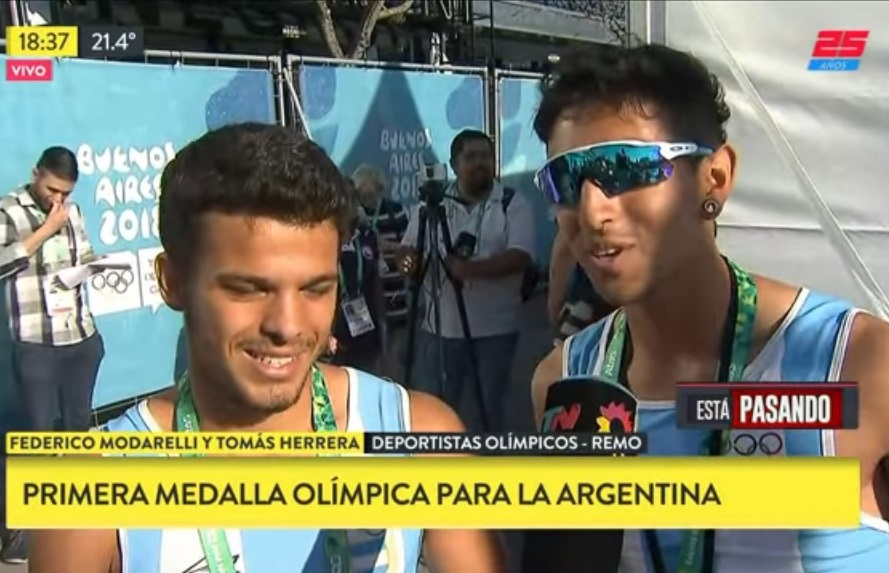
Las remeros Tomás Herrera y Felipe Modarelli luego de obtener la medalla de bronce en remo, primera medalla de la delegación argentina.

El 9 de octubre, en el tercer día de los Juegos, los remeros Tomás Herrera (tucumano de nacimiento pero criado en Mendoza) y Felipe Modarelli (Campana, provincia de Buenos Aires), obtuvieron la primera medalla para la delegación argentina al ganar la de bronce en la prueba de dos sin timonel masculino.
La pareja argentina se había reorganizado para competir en los 500 metros olímpicos, luego de haber obtenido un octavo puesto en 2000 metros, en el campeonato mundial juvenil realizado dos meses antes en la República Checa.
Luego de una ronda inicial no eliminatoria, el formato del evento establecía una etapa eliminatoria de dos rondas, en tres series de cuatro competidores cada una, en la que los ocho equipos con mejor puntaje (por posición de llegada y un adicional por mejor tiempo) pasaban a la semifinal. Los dos primeros de cada semifinal pasaban a la carrera final A, para disputar las medallas. Rumania, Croacia y Alemania, en ese orden, llegaban como favoritos por haber sido los medallistas del campeonato mundial juvenil.
Herrera/Modarelli superaron con comodidad las dos rondas eliminatorias, ganando sus dos series y clasificando primeros a semifinales con 14 puntos (6 puntos por cada serie ganada y 2 puntos adicionales por mejor tiempo en la segunda ronda).
En la serie semifinal, el equipo argentino, con un tiempo de 1:30.68, fue superado por apenas 25 centésimas por Uzbekistán, pero logró clasificar a la final al superar por 67 centésimas a Gran Bretaña, tomando una pequeña revancha del campeonato mundial, donde fueron los británicos quienes desplazaron a los argentinos del séptimo lugar.
En una final calificada de "infartante", los cuatro equipos llegaron separados por poco más de un segundo. Herrera/Modarelli llegaron a estar adelante al promediar la carrera, pero finalmente los italianos y los rumanos, en ese orden, llegaron antes a la meta por escasas centésimas (57 y 32 centésimas respectivamente), mientras los argentinos, con un tiempo de 1:30.97, lograron preservar su ventaja ante Uzbekistán, por 67 centésimas, para quedarse con la medalla de bronce.
| Remo Dobles sin timonel masculino Final A (medallas) | Remo Dobles sin timonel masculino Final A (medallas) | Remo Dobles sin timonel masculino Final A (medallas) | Remo Dobles sin timonel masculino Final A (medallas) | Remo Dobles sin timonel masculino Final A (medallas) |
|                                                      | Remeros                                              | País                                                 | Tiempo                                               | Dif.                                                 |
| ---------------------------------------------------- | ---------------------------------------------------- | ---------------------------------------------------- | ---------------------------------------------------- | ---------------------------------------------------- |
| Medalla de oro                                       | Alberto Zamariola Nicolas Castelnuevo                | Italia                                               | 1:30.40                                              |                                                      |
| Medalla de plata                                     | Florin Arteni-Fintinariu Alexandru Danciu            | Rumania                                              | 1:30.65                                              | +0.25                                                |
| Medalla de bronce                                    | Felipe Modarelli Tomás Herrera                       | Argentina                                            | 1:30.97                                              | +0.57                                                |
| 4                                                    | Davrjon Davronov Evgeniy Agafonov                    | Uzbekistán                                           | 1:31.63                                              | +1.23                                                |
| Fuente: Página oficial de los Juegos.                |                                                      |                                                      |                                                      |                                                      |

### Bronce en handball de playa masculino

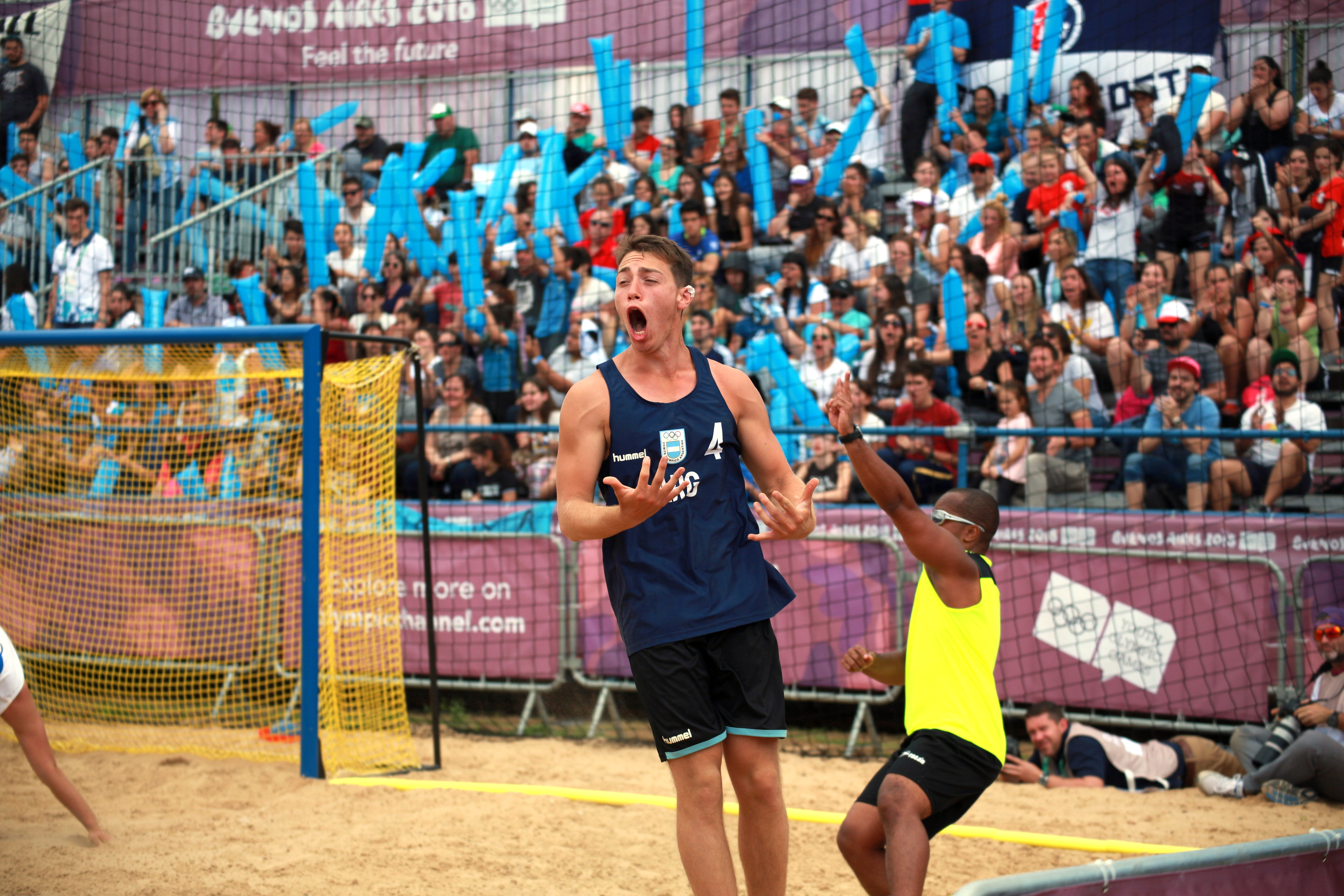
Nicolás Dieguez celebra al anotar un gol durante el partido por la medalla de bronce.

El 13 de octubre el equipo masculino de handball de playa, ganó la medalla de bronce. El plantel estuvo integrado por Nahuel Baptista, José Basualdo, Francisco Daudinot, Nicolás Dieguez, Elián Jesús Goux, Nicolás Millet, Alejo Novillo, Tomás Páez Alarcón y Julián Santos. El entrenador fue Daniel Zeballos.

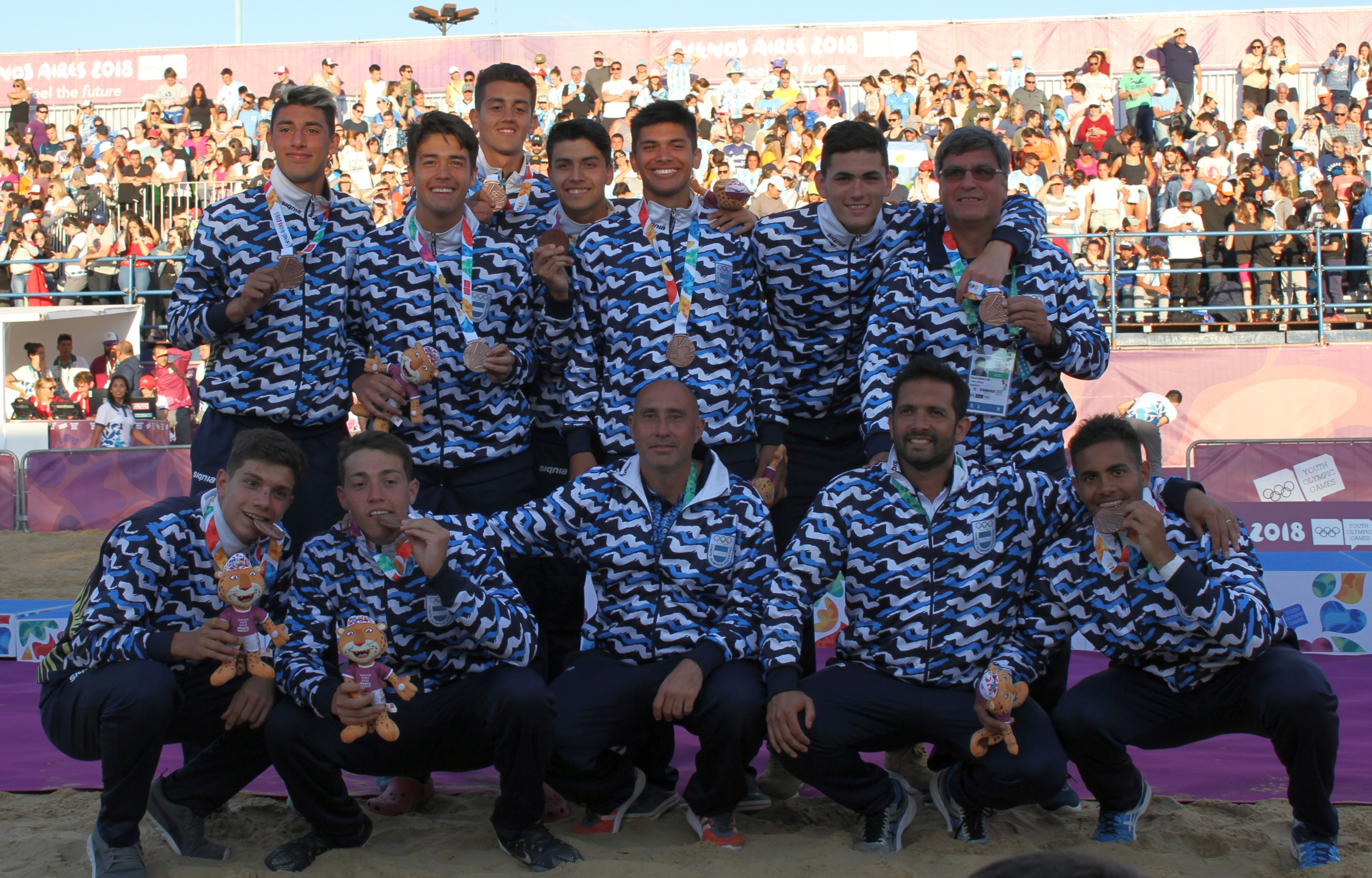

El balonmano de playa es un deporte que carece de tradición en Argentina, donde ni siquiera existe una competencia interna del mismo. Cuando la COI decidió en 2015 incluir el deporte en el calendario olímpico a partir de los Juegos Juveniles de Buenos Aires, Argentina creó un proyecto, conducido por Leticia Brunatti y Daniel Cevallos, para organizar una selección femenina y otra masculina. Hacia 2017 el beach hanball argentino había alcanzado un alto nivel internacional, saliendo terceros hombres y mujeres en el Primer Campeonato Mundial Juvenil (-17) de Beach Balonmano, realizado en Flic-en-Flac, Mauricio. Allí se consagraron campeones los españoles, y subcampeones los italianos.
El torneo se desarrolló a lo largo de seis días, entre el 8 y el 13 de octubre, compitiendo doce equipos, divididos inicialmente en dos grupos preliminares. Los tres mejores de cada grupo preliminar pasaban a la Ronda Principal, donde cada equipo debía jugar contra los clasificados del otro grupo preliminar (tres partidos), mientras que con los dos del mismo grupo, se computaba el resultado de la Ronda Preliminar. Los cuatro primeros pasaban a la etapa eliminatoria de semifinales, jugando el primero contra el cuarto, y el segundo contra el tercero. Los ganadores de cada semifinal debían enfrentarse por la medalla de oro, y los perdedores por la medalla de bronce. En cada partido se juegan dos sets independientes de diez minutos cada uno. Si al finalizar los mismos, cada equipo ganó un set, se debe jugar un desempate en tandas de shoot out, donde confrontan un jugador y el arquero del otro equipo.
En la Ronda Preliminar, Argentina integró el Grupo B, donde clasificó primera ganando todos los partidos: a Croacia en desempate (9-4), a Paraguay en dos sets (17-13 y 21-12), y luego todos desempates con Portugal (10-5), Mauricio (10-4) e Italia -favorito del grupo- (14-12).
En la Ronda Principal, vencieron a Tailandia en un disputado desempate (26-4), dieron la sorpresa al vencer a España -los campeones mundiales-, en dos sets (20-18; 21-20) y perdieron contra Hungría en dos sets (20-31; 24-25).
Con esos resultados, los jóvenes argentinos debieron enfrentar en semifinales nuevamente a Portugal, al que ya había vencido en la ronda preliminar. Una vez más se trató de un partido cerrado, pero esta vez el resultado favoreció a los europeos, que vencieron en el desempate por un solo gol (9-8).
El partido por la medalla de bronce fue contra Croacia, que ganaron los argentinos con amplitud en dos sets (17-14 y 20-18).

### Bronce en canotaje: K1 masculino
El 13 de octubre, el piragüista Valentín Rossi (San Pedro , provincia de Buenos Aires) obtuvo la medalla de bronce en la prueba de kayak de velocidad uno contra uno hombres.
Rossi, con apenas 16 años de edad, llegaba con el antecedente de haber obtenido la medalla de oro en los Juegos Suramericanos de la Juventud de 2017.
La competencia se llevó a cabo en un solo día, siempre en carreras de dos kayaks "cabeza a cabeza", en un formato que contemplaba una serie inicial de clasificación según los tiempos obtenidos, una serie de repechages para quienes no clasificaron, cuartos de final, semifinal y finales separadas para el oro y el bronce.
Por la mañana, en la serie clasificatoria, Rossi obtuvo un excelente tiempo de 1:40.93 con el que clasificó tercero. En cuartos de final mejoró su tiempo marcando 1:40.760, que le permitió superar con amplitud al sudafricano Pierre van der Westhuyzen (1:46.220), por una diferencia de más de cinco segundos.
En semifinal Rossi debió enfrentar al favorito, el húngaro Adam Kiss (1:38.490), a quien no pudo superar pese a marcar 1:39.480, una marca que no superaría ningún otro competidor durante la prueba.
La final por la medalla de bronce fue contra el polaco Wojciech Piarz, quien también llegaba como uno de los candidatos al oro. Rossi volvió a mejorar su tiempo y marcó 1:38.880, superando al polaco (1:41.110) por más de dos segundos y marcando el segundo mejor tiempo de toda la competencia, apenas once centésimas por encima de la marca con la que Adam Kiss ganó la medalla de oro (1:38.770).
| Piragüismo K1 varones Finales         | Piragüismo K1 varones Finales | Piragüismo K1 varones Finales | Piragüismo K1 varones Finales | Piragüismo K1 varones Finales |
|                                       | Canoeros                      | País                          | Tiempo                        | Final                         |
| ------------------------------------- | ----------------------------- | ----------------------------- | ----------------------------- | ----------------------------- |
| Medalla de oro                        | Adam Kiss                     | Hungría                       | 1:38.770                      | A                             |
| Medalla de plata                      | Jules Vengeel                 | Bélgica                       | 1:39.880                      | A                             |
| Medalla de bronce                     | Valentín Rossi                | Argentina                     | 1:38.880                      | B                             |
| 4                                     | Wojciech Pilarz               | Polonia                       | 1:41.110                      | B                             |
| Fuente: Página oficial de los Juegos. |                               |                               |                               |                               |

### Bronce en hockey 5 masculino

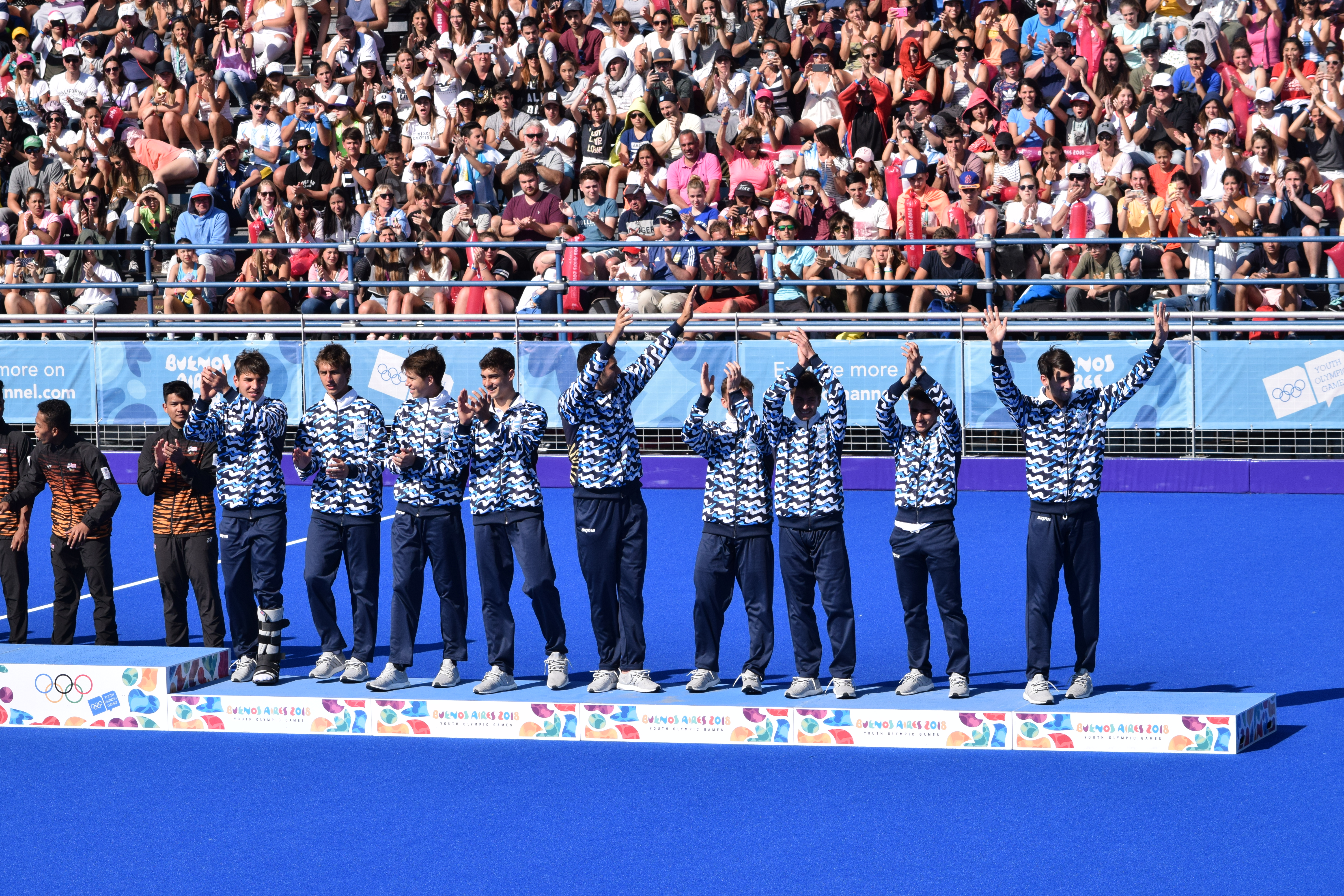
Los Leoncitos celebran su medalla de bronce en la ceremonia de premiación.

El 14 de octubre la selección argentina de hockey 5 masculino ganó la medalla de bronce. El equipo argentino, conocido como Los Leoncitos, estuvo integrado por Nehuén Hernando, Facundo Zárate, Ignacio Ibarra, Gaspar Garrone, Tadeo Marcucci, Santiago Micaz, Facundo Sarto, Lisandro Zago y Agustín Cabana. El entrenador fue Carlos Retegui.
Para disputar los eventos de hockey sobre césped se dispuso un formato peculiar de hockey 5, con una duración de dos tiempos de 10 minutos o llegar a 21 goles, en una cancha cerrada por una valla que permite el rebote de la pelota, sin córner corto y con la posibilidad de rematar al gol desde cualquier sector del campo.
La competencia se realizó entre doce equipos divididos en dos grupos preliminares. Argentina integró el Grupo A, ganando todos los partidos: Zambia (6-2), Vanuatu con goleada récord (18-0), Polonia (5-2), Malasia -que ganaría la medalla de oro- (4-2) y México (3-0).
En la fase eliminatoria, Argentina venció en cuartos de final a Bangladés (5-0) y perdió en semifinales contra la India (3-1). En el partido por la medalla de bronce enfrentaron nuevamente a Zambia, a quienes vencieron con holgura 4-0.

### Bronce en lanzamientos de básquet

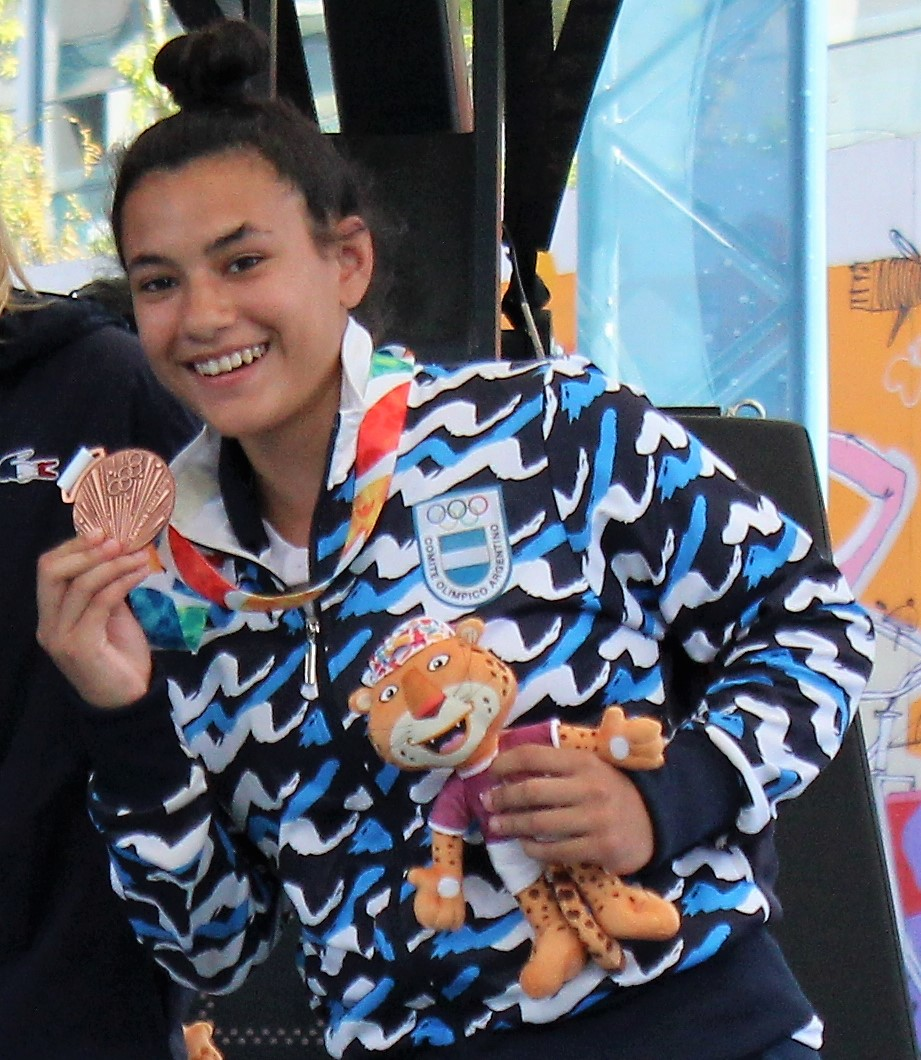
Sofía Acevedo con la medalla de bronce obtenida en el concurso de lanzamientos a distancia de básquetbol.

El lunes 15 de octubre la merlense Sofía Acevedo obtuvo la medalla de bronce en el concurso de lanzamientos, uno de los cuatro eventos del básquetbol. La competencia se realizó en el Parque Urbano de Puerto Madero ante una multitud fervorosa.
El concurso reunió 37 competidoras, que realizaron una ronda clasificatoria de la cual pasarían a la final solamente las primeras cuatro. Cada basquetbolista debía realizar diez lanzamiento en ángulo de 45.º, cinco desde la derecha y cinco desde la izquierda, en un lapso máximo de 30 segundos.
Acevedo sorprendió embocando nueve de los diez lanzamientos (90% de efectividad) en 25.2 segundos, clasificando primera, con dos o más puntos de diferencia sobre todas las demás, en lo que a la que a la postre sería la marca más alta de la competencia.
En la final Acevedo enfrentó a la francesa Mathilde Peyregne, la checa Katerina Galickova y la estadounidense Paige Bueckers. El formato era más complejo y exigía que cada competidora lanzara 18 pelotas desde cuatro posiciones distintas: cinco desde la derecha en ángulo de 45.º, cinco desde la izquierda en ángulo de 45.º, cinco desde el centro en ángulo de 45.º y tres, también desde el centro pero a mayor distancia. Las quince primeras con un valor de un punto y las tres últimas con un valor de dos puntos cada pelota embocada. Las finalistas no tenías límite de tiempo, pero en caso de empate en puntos, ganaba la que lo había hecho en el menor tiempo.
Acevedo no logró en la final alcanzar la misma efectividad que había tenido en la serie clasificatoria, embocando ocho de los quince lanzamientos de un punto (53% de efectividad) y ninguno de los tres de dos puntos. Finalmente la medalla de oro la ganó la francesa Peyregne, con solo siete embocadas, pero dos de ellas de dos puntos. La medalla de plata le correspondió a la checa Galickova, quien logró la misma cantidad de puntos y lanzamientos embocados que Acevedo, pero en un tiempo menor.
| | País            | Jugadora                         | Clasificación | Clasificación | Final  | Final |
| Puntos | País            | Jugadora                         | Tiempo        | Puntos        | Tiempo |       |
| Medalla de oro                                                                                               | Francia         | Mathilde Peyregne                | 6             | 30.0          | 9      | 49.4  |
| Medalla de plata                                                                                             | República Checa | Katerina Galickova               | 5             | 25.3          | 8      | 43.6  |
| Medalla de bronce                                                                                            | Argentina       | Sofía Acevedo                    | 9             | 25.2          | 8      | 48.1  |
| 4 | Estados Unidos  | Paige Bueckers                   | 7             | 26.7          | 4      | 45.8  |
| 5 | México          | Karina Esquer                    | 5             | 26.3          |        |       |
| 6 | Hungría         | Aliz Varga                       | 5             | 26.5          |        |       |
| 7 | Estados Unidos  | Samantha Brunelle                | 5             | 27.3          |        |       |
| 8 | Indonesia       | Nathania Orville                 | 5             | 29.7          |        |       |
| 9 | Ucrania         | Yuliia Hutevych                  | 5             | 30.0          |        |       |
| 10 | Hungría         | Orsolya Toth                     | 5             | 30.0          |        |       |
| 11 | Australia       | Sara-Rose Smith                  | 4             | 24.4          |        |       |
| 12 | China           | Rui Zhang                        | 4             | 25.6          |        |       |
| 13 | Estonia         | Janne Pulk                       | 4             | 27.3          |        |       |
| 14 | China           | Kangchen Ding                    | 4             | 27.6          |        |       |
| 15 | Irán            | Fatemeh Aghazadegan Ghazvini     | 4             | 29.4          |        |       |
| 16 | Egipto          | Nouran Khaled Abdelrafea Ibrahim | 4             | 29.5          |        |       |
| 17 | Venezuela       | Luisanny Zapata                  | 4             | 30.0          |        |       |
| 18 | Rumania         | María Ferariu                    | 3             | 26.0          |        |       |
| 19 | Argentina       | Florencia Chagas                 | 3             | 26.7          |        |       |
| 20 | Países Bajos    | Kiki Fleuren                     | 3             | 26.7          |        |       |
| 21 | Rumania         | Carla Antonia Popescu            | 3             | 28.0          |        |       |
| 22 | Sri Lanka       | Leia Hamza                       | 3             | 28.3          |        |       |
| 23 | Francia         | Olivia Yale                      | 3             | 29.6          |        |       |
| 24 | Egipto          | Enas Tawheed                     | 3             | 29.9          |        |       |
| 25 | Venezuela       | Odeth Betancourt                 | 3             | 30.0          |        |       |
| 26 | Irán            | Fatemeh Bidar Darabi             | 3             | 30.0          |        |       |
| 27 | República Checa | Anna Rosecka                     | 2             | 25.5          |        |       |
| 28 | Alemania        | Emily Enochs                     | 2             | 27.1          |        |       |
| 29 | Países Bajos    | Robyn Bouwer                     | 2             | 27.7          |        |       |
| 30 | Andorra         | Julia Márquez                    | 2             | 28.7          |        |       |
| 31 | Estonia         | Johanna Teder                    | 2             | 30.0          |        |       |
| 32 | España          | Estel Puiggrós                   | 1             | 26.0          |        |       |
| 33 | Alemania        | Helena Eckerle                   | 1             | 28.1          |        |       |
| 34 | Sri Lanka       | Rashmi Taniya Wickramage Don     | 1             | 29.5          |        |       |
| 35 | Andorra         | Silvia Bardaji                   | 1             | 30.0          |        |       |
| 36 | España          | Mama Dembele Traore              | 0             | 30.0          |        |       |
| | México          | Martha Sofía Tapia Vallejo       | DNS           |               |        |       |
| Fuente: Página oficial de los Juegos. * DNS (Did not start) significa que el competidor no inició la prueba. |                 |                                  |               |               |        |       |

### Bronce en golf mixto

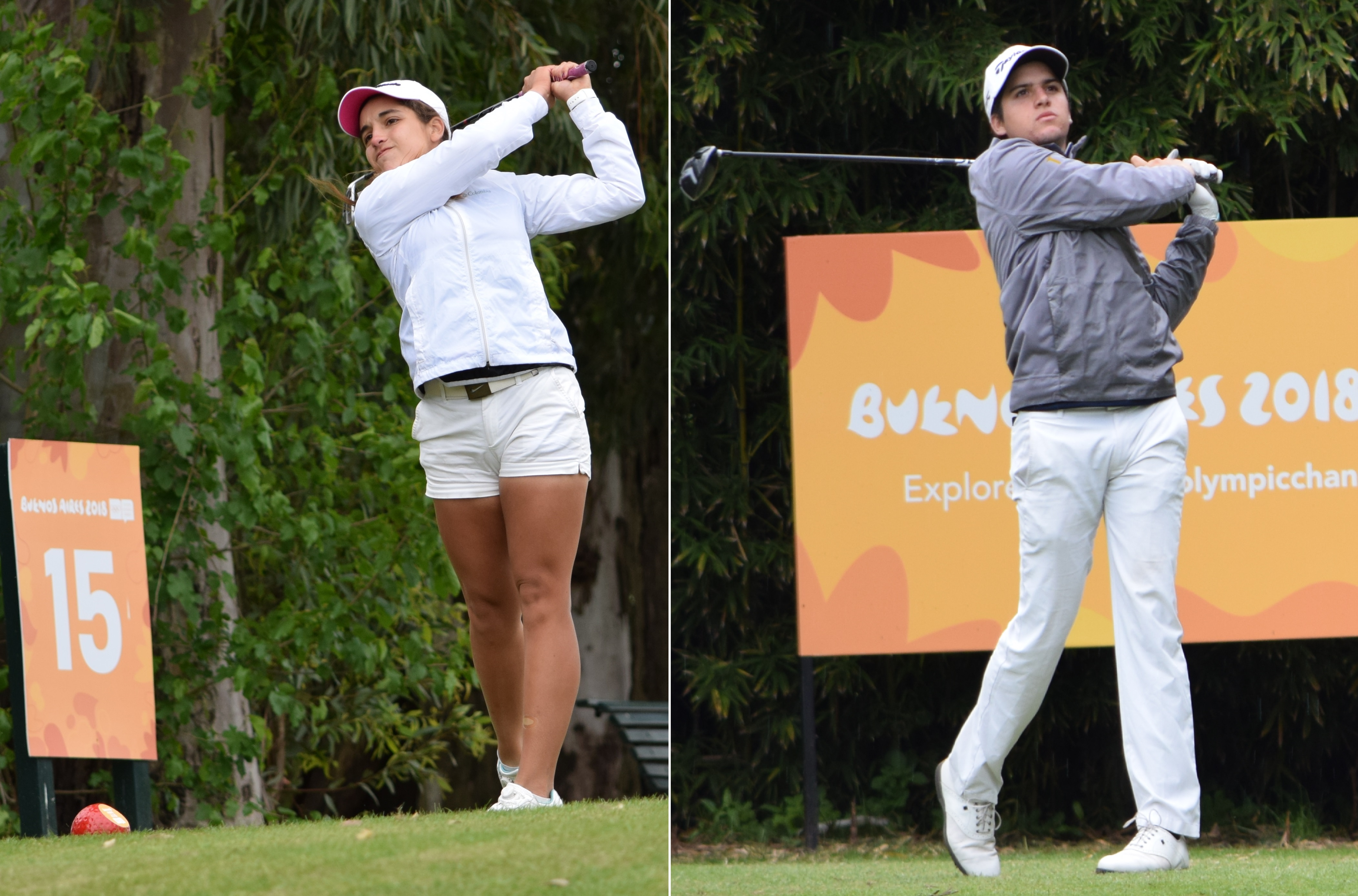
Ela Anacona y Mateo Fernández de Oliveira formaron el equipo mixto que obtuvo la medalla de bronce en golf.

El 15 de octubre la porteña Ela Anacona y el sanisidrense Mateo Fernández de Oliveira ganaron la medalla de bronce en el evento mixto del golf. Matías Anselmo fue el capitán de la delegación y Juan Ignacio Gil fue el entrenador. La competencia se realizó en el Hurlingham Club, ubicado en la ciudad de Hurlingham, en el Gran Buenos Aires.
La competencia reunió a 32 equipos mixtos y se realizó en tres días consecutivos, siguiendo cada día un formato diferente. El primer día se usó la modalidad "four-ball", que presenta una sola tarjeta con los puntos del miembro que haya realizado el mejor desempeño en cada hoyo. El segundo día se usó la modalidad "foursome", con una sola pelota, alternándose ambos miembros en el golpe. El tercer día se usó la modalidad acumulativa (aggregate), sumando las tarjetas de los dos integrantes del equipo. En total cada equipo presentó cuatro tarjetas, cuyos puntos sumados dan el total general.
El primer día de la competencia (four ball), Anacona y Fernández presentaron una tarjeta de 65 puntos (5 bajo par), que los ubicó en la décima posición, junto con otros cinco países. En la punta se ubicó Italia con 13 bajo par, seguido de Tailanda con 11 bajo par.
El segundo día (foursome), el equipo argentino subió cinco posiciones, con una tarjeta de 70 puntos (par), compartiendo la quinta ubicación con Irlanda y el equipo internacional mixto Indonesia/Corea. Por encima estaban Tailandia (12 bajo par), Italia (11 bajo par), Estados Unidos (8 bajo par) y Suiza (7 bajo par). Para aspirar a una medalla los argentinos debían descontar al menos tres puntos a dos de los cuatro equipos punteros.
La definición de la competencia el tercer día (aggregate), fue apasionante. Los argentinos subieron, logrando el segundo mejor puntaje del día, mientras Italia y Suiza se derrumbaron. Las dos tarjetas de Anacona y Fernández (1 bajo par cada una), les permitió alcanzar un total general de 273 puntos (7 bajo par), que los llevó a finalizar en la tercera posición. Por encima quedaron Tailandia con 268 puntos (12 bajo par) y Estados Unidos con 269 puntos (11 bajo par). Simultáneamente Italia y Suiza perdieron nueve y cinco puntos respectivamente, dejándolos con una tarjeta final de 278 puntos (2 bajo par), en el cuarto lugar.
| Medalla de oro                        | Tailandia      | Atthaya Thitikul Vanchai Luangnitikul   | Four-ball | 60 | 268 (-12) |
| Foursome                              | Tailandia      | Atthaya Thitikul Vanchai Luangnitikul   | 68        |    |           |
| Mujer                                 | Tailandia      | Atthaya Thitikul Vanchai Luangnitikul   | 69        |    |           |
| Hombre                                | Tailandia      | Atthaya Thitikul Vanchai Luangnitikul   | 71        |    |           |
| Medalla de plata                      | Estados Unidos | Lucy Li Akshay Bhatia                   | Four-ball | 62 | 269 (-11) |
| Foursome                              | Estados Unidos | Lucy Li Akshay Bhatia                   | 70        |    |           |
| Mujer                                 | Estados Unidos | Lucy Li Akshay Bhatia                   | 71        |    |           |
| Hombre                                | Estados Unidos | Lucy Li Akshay Bhatia                   | 66        |    |           |
| Medalla de bronce                     | Argentina      | Ela Anacona Mateo Fernández de Oliveira | Four-ball | 65 | 273 (-7)  |
| Medalla de bronce                     | Argentina      | Ela Anacona Mateo Fernández de Oliveira | Foursome  | 70 |           |
| Medalla de bronce                     | Argentina      | Ela Anacona Mateo Fernández de Oliveira | Mujer     | 69 |           |
| Medalla de bronce                     | Argentina      | Ela Anacona Mateo Fernández de Oliveira | Hombre    | 69 |           |
| 4                                     | Austria        | Emma Spitz Christoph Bleier             | Four-ball | 68 | 278 (-2)  |
| Foursome                              | Austria        | Emma Spitz Christoph Bleier             | 70        |    |           |
| Mujer                                 | Austria        | Emma Spitz Christoph Bleier             | 70        |    |           |
| Hombre                                | Austria        | Emma Spitz Christoph Bleier             | 72        |    |           |
| 4                                     | Suiza          | Elena Moosmann Nicola Gerhardsen        | Four-ball | 62 | 278 (-2)  |
| Foursome                              | Suiza          | Elena Moosmann Nicola Gerhardsen        | 71        |    |           |
| Mujer                                 | Suiza          | Elena Moosmann Nicola Gerhardsen        | 73        |    |           |
| Hombre                                | Suiza          | Elena Moosmann Nicola Gerhardsen        | 72        |    |           |
| 4                                     | Italia         | Alessia Nobilio Andrea Romano           | Four-ball | 57 | 278 (-2)  |
| Foursome                              | Italia         | Alessia Nobilio Andrea Romano           | 72        |    |           |
| Mujer                                 | Italia         | Alessia Nobilio Andrea Romano           | 74        |    |           |
| Hombre                                | Italia         | Alessia Nobilio Andrea Romano           | 75        |    |           |
| Fuente: Página oficial de los Juegos. |                |                                         |           |    |           |

### Bronce en beach vóley masculino

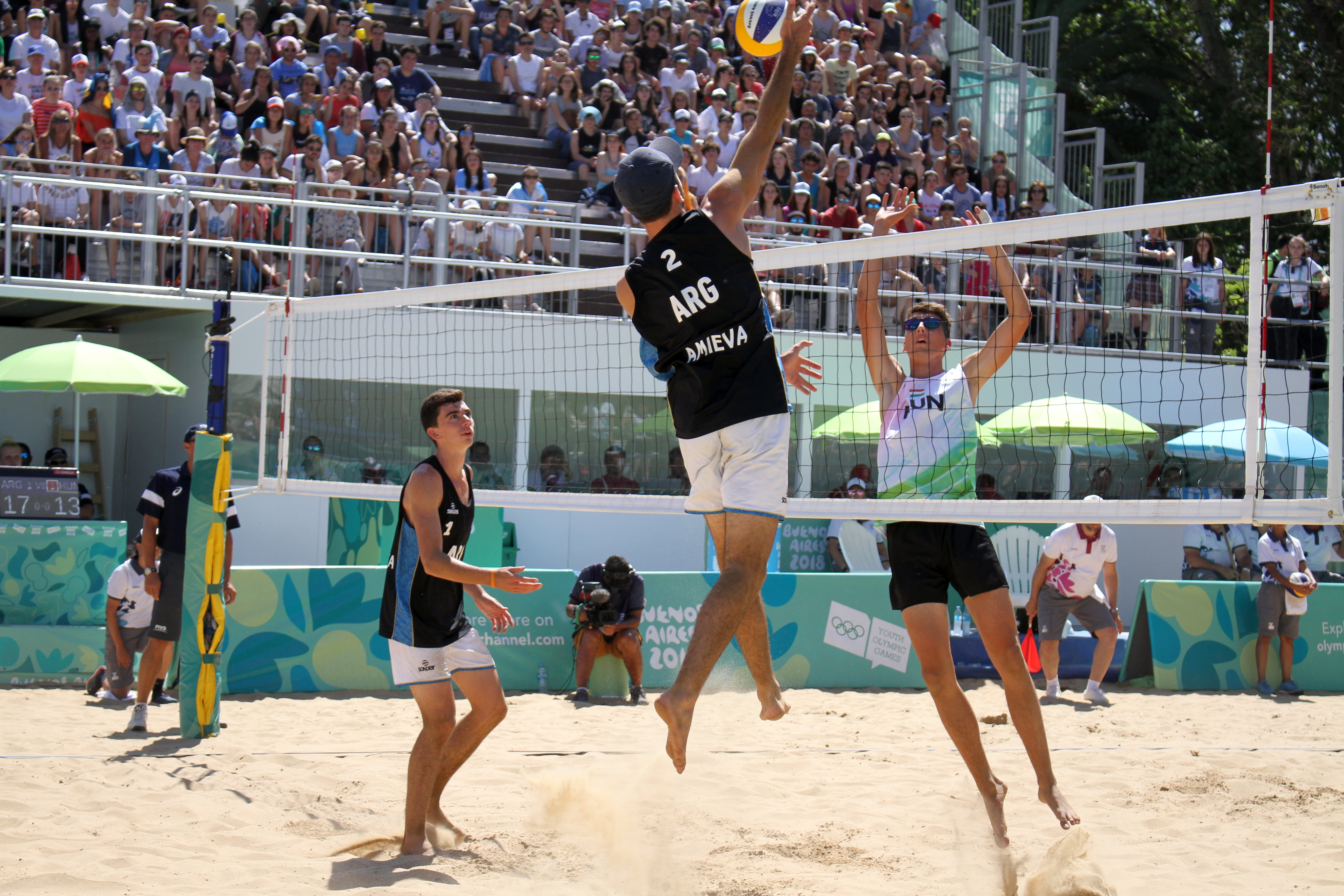
Bautista Amieva & Mauro Zelayeta en el juego por la medalla de bronce

El 17 de octubre, Juan Bautista Amieva Tarditti (Tunuyán, provincia de Mendoza) y Mauro Zelayeta (Mar del Plata, provincia de Buenos Aires) ganaron la medalla de bronce en beach vóley.
La pareja llegaba con el antecedente de haber perdido la final por la medalla de bronce en el Campeonato Mundial de Beach Vóley realizado en Nanjing tres meses antes.
El torneo se desarrolló a lo largo de diez días, entre el 8 y el 17 de octubre, compitiendo 32 equipos, divididos inicialmente en ocho grupos preliminares. El primero de cada grupo clasificaba directamente a los dieciseisavos de final, mientras que el segundo y tercero clasificaban para disputar un partido eliminatorio previo. A partir de allí debían disputarse por simple eliminación dieciseisavos, octavos, cuartos y semifinales, pasando a la final los dos ganadores y a la disputa por la medalla de bronce los dos perdedores.
Argentina integró el Grupo Preliminar A, donde clasificó segundo, luego de vencer en sets corridos a Tailandia y República Checa, y perder en el tercer set contra Suiza (11-15). Al clasificar segundos, Amieva y Zelayeta debieron ir a un partido de eliminación contra Ghana, que ganaron que amplitud en set corridos (21:13, 21:18).
Ya en dieciseisavos de final, tuvieron que jugar contra Ecuador, a quienes también vencieron con amplitud en dos sets (21:8, 21:18). En octavos de final jugaron contra Gran Bretaña un partido vibrante, en el que los argentinos quebraron a sus rivales luego de vencerlos en un agotador primer set, del que no pudieron reponerse (35:33, 21:14). En semifinales, Argentina enfrentó a Países Bajos, ganando el primer set, pero perdiendo los dos restantes (20:22, 21:17, 15:12).
El partido por la medalla de bronce fue contra Hungría (Streli/Hajos). El dúo Amieva-Zelayeta dominó a los húngaros, quienes nunca lograron ponerse en ventaja por más de un punto y terminaron perdiendo en sets corridos, por seis puntos en ambos casos (21:15, 21:15).

### Bronce en boxeo masculino
El 18 de octubre, el boxeador Mirco Cuello (Arroyo Seco, provincia de Santa Fe) ganó la medalla de bronce en peso gallo (56k).
Cuello llegaba con el antecedente de haber ganado la medalla de plata en el XXIII Torneo Internacional Juvenil Copa de Brandenburgo 2018 en Frankfurt.
El torneo se desarrolló en tres días, entre ocho competidores, en el Pabellón Oceanía del Parque Polideportivo Roca. La primera pelea fue contra el albano Muhamet Qamili, subcampeón juvenil italiano 2017, donde Cuello ganó con claridad el primer asalto, perdió con claridad el segundo, y terminó ganando el tercero en fallo dividido (3-2).
En la semifinal Cuello fue derrotado en fallo unánime por el uzbeco Abdumalik Khalokov, campeón del mundo juvenil (donde venció en octavos de final a Cuello) y quien a la postre sería el ganador de la medalla de oro.
El combate por la medalla de bronce fue contra Abdessamad Abbaz, último campeón africano de la categoría y estrella del poderoso equipo marroquí de boxeo. En el primer asalto Cuello se impuso con claridad y los cinco jueces lo vieron victorioso. Abbaz salió a recuperar la distancia perdida en las tarjetas, pero Cuello se plantó dando forma a un asalto muy parejo, en el que tres jueces lo vieron ganador a Cuello y dos jueces lo vieron ganador a Abbaz. El tercer asalto fue un emotivo golpe por golpe, con Cuello conectando los mejores impactos que llevaron a los cinco jueces a darle el triunfo por unanimidad.

### Bronce en boxeo femenino

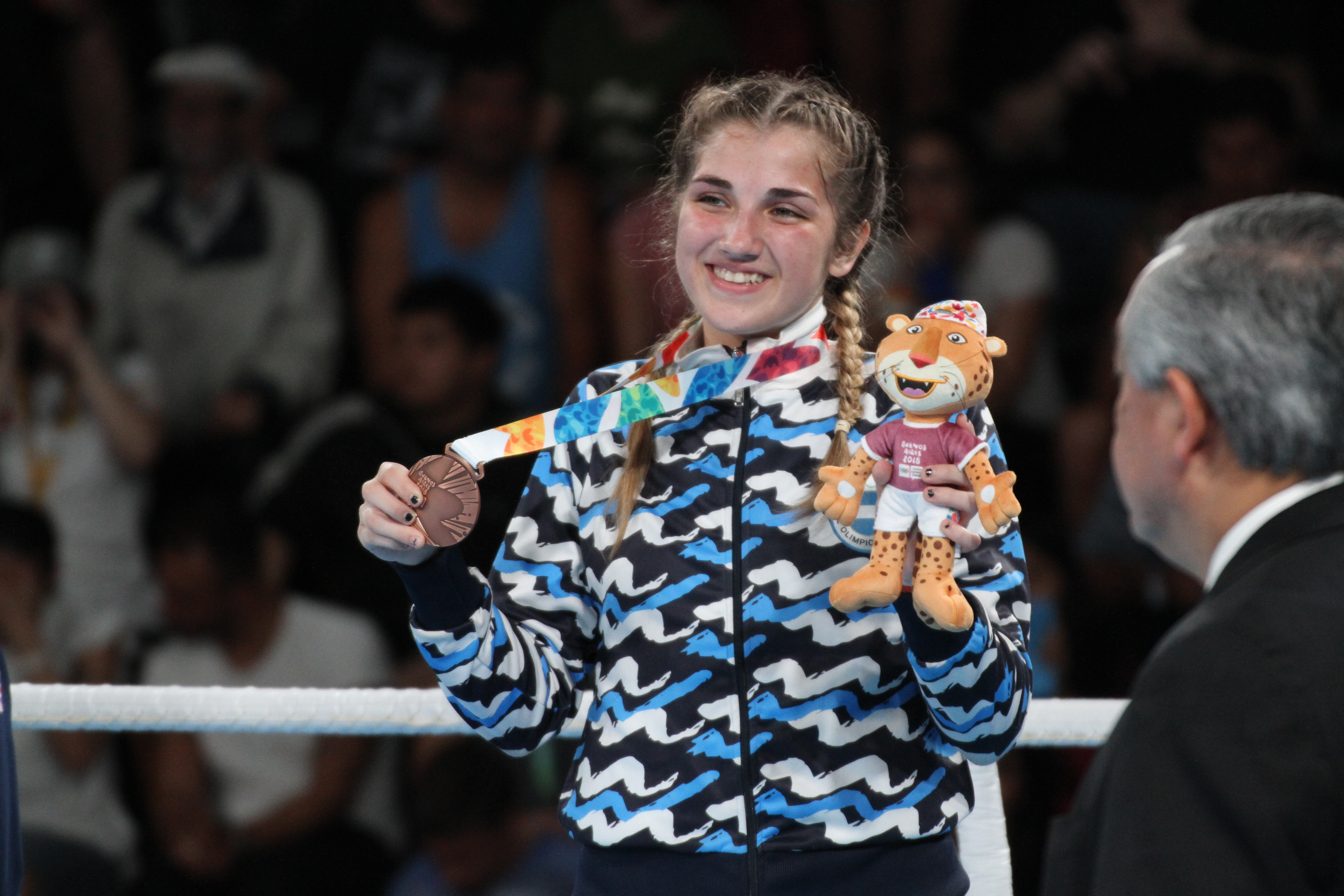
Oriana Saputo exhibe su medalla de bronce durante la ceremonia de premiación.

El 18 de octubre, sobre los momentos finales de los Juegos, la boxeadora Victoria Oriana Saputo (José C. Paz, provincia de Buenos Aires) ganó la medalla de bronce en peso ligero (-60k).
Saputo llegaba con el antecedente de haber ganado la medalla de oro en el Campeonato Continental Juvenil de la AMBC realizado en Colorado Springs cinco meses antes, que la consagró como campeona de América.
El torneo se desarrolló en tres días, entre ocho competidoras, en el Pabellón Oceanía del Parque Polideportivo Roca.
La primera pelea fue contra la húngara Luca Anna Hamori, subcampeona europea en 2016 y una de las grandes esperanzas del poderoso boxeo húngaro, donde Cuello ganó con claridad los dos primeros asaltos y terminó ganando el tercero en fallo dividido (3-2).
En la semifinal Saputo fue derrotada en fallo unánime por la británica Caroline Dubois, campeona del mundo juvenil, y quien a la postre sería la ganadora de la medalla de oro.
El combate por la medalla de bronce fue contra la australiana Emma Lawson, campeona de Oceanía y quinta el ranking mundial. El dominio de Saputo durante toda la pelea fue visible, imponiendo su velocidad, frente al mayor tamaño y alcance de brazos de la australiana. En el primer asalto ambas boxeadoras fueron cautas, pero Saputo, colocó buenos golpes de contraataque con oportunismo que le dieron la vuelta por unanimidad de los cinco jueces. En el segundo asalto la pelea siguió en la misma tónica, con la argentina profundizando el control estratégico, y los jueces nuevamente le dieron la victoria por unanimidad. Las cosas continuaron igual en el tercer asalto, con la australiana intentando acortar el combate y la argentina manteniéndola a distancia con su jab de derecha y contraatacando con si directo de zurda, para ganar nuevamente por unanimidad.

## Medallas en equipos internacionales mixtos
Deportistas argentinos participaron también en varios equipos internacionales mixtos (EIM), seis de los cuales obtuvieron medallas (cuatro de plata y dos de bronce).
Los equipos internacionales mixtos (EIM), son una novedad del movimiento olímpico juvenil orientada a promover la hermandad internacional y restar relevancia a la rivalidad entre naciones.

### Plata y bronce en gimnasia
Dos gimnastas de la delegación argentina ganaron medallas en la competencia por Equipos Internacionales Mixtos (EIM). Fernando Espíndola integró el EIM Max Whitlock ganador de la medalla de plata y Santiago Escallier integró el EIM Oksana Chusovitina, ganador de la medalla de bronce.
La Federación Internacional de Gimnasia (FIG) dispuso que todos los gimnastas clasificados para los Juegos Olímpicos de la Juventud se distribuyeran por sorteo en doce equipos de trece gimnastas cada uno, integrados por gimnastas de diversas naciones y géneros. Cada equipo tenía que tener tres gimnastas artísticas (GA) mujeres, tres gimnastas artísticos (GA) varones, tres gimnastas rítmicas (GR), una pareja mixta de gimnastas acróbatas (GACRO), una gimnasta de trampolín (GT) mujer y un gimnasta de trampolín (GT) varón.
Una vez formados, los integrantes de cada equipo debían reunirse para elegir el nombre del equipo -que debía ser el de un o una gimnasta que haya ganado un torneo mundial- y la persona que lo representaría.
La competencia se realizó por disciplinas, sumando las posiciones en que finalizaron los gimnastas de cada equipo en cada disciplina. El equipo ganador sería aquel que obtenga menor cantidad de puntos.
La delegación argentina contaba con cuatro gimnastas: Oliva Araujo (GA) integró el EIM Marina Chernova (equipo verde claro); Fernando Espíndola (GA) integró el EIM Max Whitlock (equipo verde); Santiago Escallier (GT) integró el EIM Oksana Chusovitina (equipo negro); y Celeste Darcángelo (GR) integró el EIM Anna Bessonava (equipo gris).
La competencia por equipos fue ganada por el EIM Simone Biles (naranja) -donde no había gimnastas de Argentina- que obtuvo 293 puntos. La medalla de plata fue para el EIM Max Whitlock (verde) -al que pertenecía Fernando Espíndola- que obtuvo 349 puntos. La medalla de bronce fue para el EIM Oksana Chusovitina (negro) -al que pertenecía Santiago Escallier- que obtuvo 352 puntos.
Fernando Espíndola (GA), ganó la medalla de plata con el EIM Max Whitlock, integrándolo con gimnastas de Portugal, Japón, Ecuador, Costa Rica, Rusia, Egipto, Malasia, Kazajastán, Estonia, España y Gran Bretaña. Junto a ellos consiguió el segundo lugar de la competencia. Sumó 43 puntos a su equipo, en caballete y barras paralelas. En caballete finalizó en la posición 23 sobre 36 participantes; en barras paralelas logró clasificar vigésimo entre los 24 primeros que se computaban; en barra horizontal no logró clasificar entre los 24 primeros; en ejercicios de suelo tampoco logró clasificar entre los 24 primeros; finalmente en argollas tampoco logró clasificar entre los 24 primeros, quedando en la 27.ª posición.
Santiago Escallier (GT), ganó la medalla de bronce con el EIM Oksana Chusovitina, integrándolo con gimnastas de Bielorrusia, Estados Unidos, Gran Bretaña, Egipto, Uzbekistán, Guatemala, Suecia, Australia, Japón, Alemania y Grecia. Actuó dos veces en la prueba de trampolín, saliendo último en la primera rutina (12 pts) y noveno en la segunda, totalizando 21 puntos.

### Plata en break dance mixto

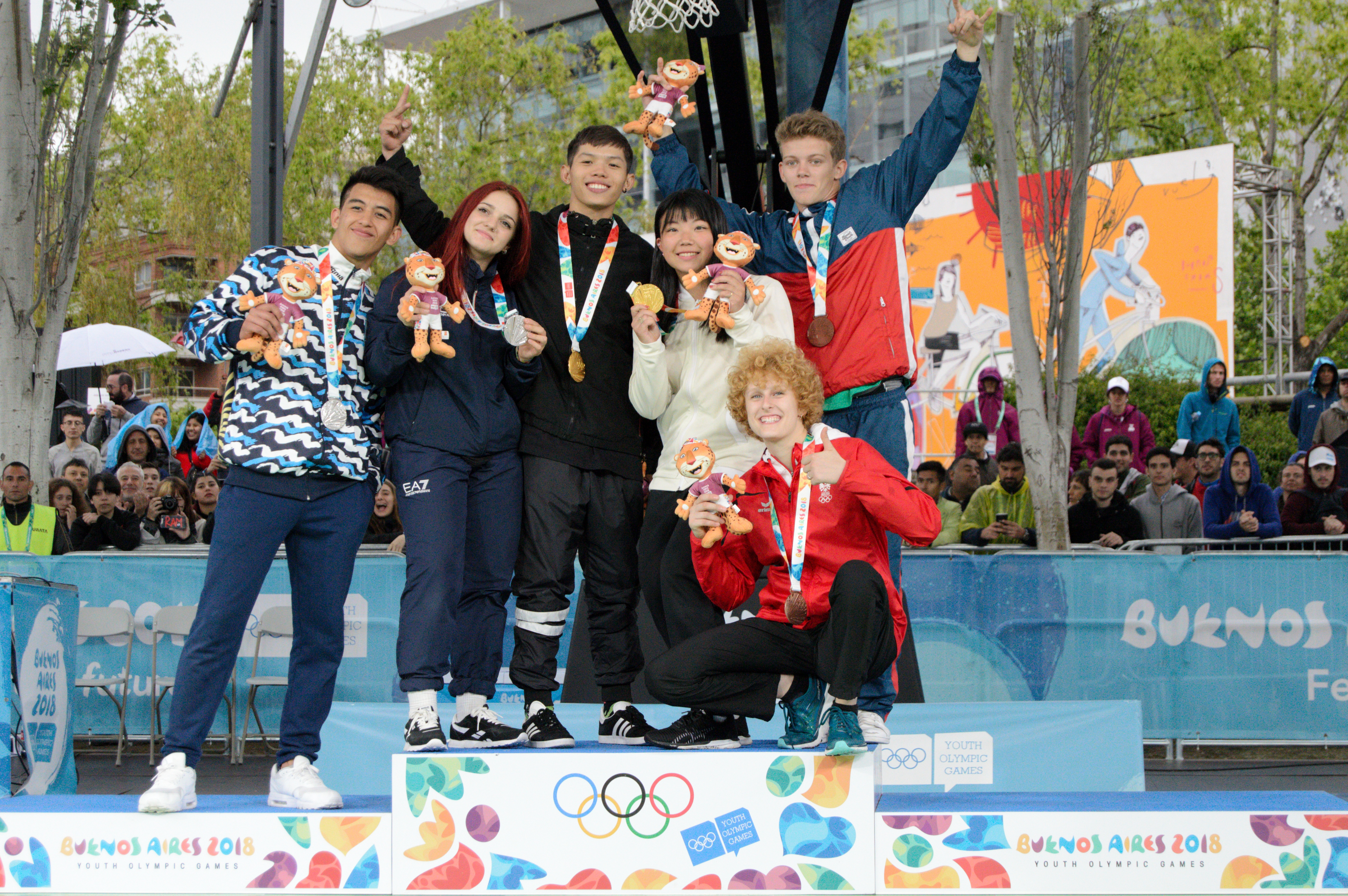
Broly junto al resto de los medallistas en breaking mixto internacional en la ceremonia de premiación.

Broly, nombre deportivo de Mariano Caravajal (General Fernández Oro, Río Negro) ganó la medalla de plata en la competencia por Equipos Internacionales Mixtos (EIM) de baile deportivo (breaking), disciplina que hizo su debut en los Juegos de Buenos Aires. Broly, nombre elegido por su identificación con un personaje de Dragon Ball Z, integró el EIM con la italiana Lexy (Alessandra Cortesia).
La Federación Internacional de Baile Deportivo (WDSF) dispuso que los 24 competidores de los Juegos Olímpicos de la Juventud debían formar doce equipos mixtos, integrados por una mujer y un hombre de naciones distintas. La regla central para formar esos equipos estableció que la ganadora de la prueba individual femenina, debía formar el EIM con el último de la prueba individual masculina; la segunda con el anteúltimo; y así consecutivamente, salvo que se trate de personas de la misma nación. Broly había salido sexto en la prueba individual y Lexy había salido séptima.
La competencia adoptó un formato que incluyó una fase preliminar en la que cada equipo debía realizar tres "batallas" de baile, contra otras tres parejas. Cada batalla debía durar dos rondas. Cinco jueces calificarían el desempeño de los equipos en cada ronda, con tres puntuaciones posibles 5-0, 4-1 y 3-2, o viceversa. Los ocho mejores quedarían clasificados a la etapa eliminatoria (desde cuartos de final), computándose primero la cantidad de asaltos ganados y en caso de empate, la cantidad de puntos otorgados por los jueces. En la etapa eliminatoria, las batallas debían extenderse cuatro rondas, con una ronda adicional en caso de empate.
La primera batalla fue contra Elly y Bumblebee -futuros ganadores de la medalla de bronce-, a quienes vencieron ajustamente, empatando los asaltos pero superándolos en puntos (7-3). En la segunda batalla vencieron en asaltos corridos a Ram y B4, precisamente quienes les ganarían la final. En la tercera y última batalla preliminar volvieron a vencer en asaltos corridos, esta vez a Ivy y D-Matt. Con sus tres victorias, Broly y Lexy ganaron 5 de los 6 asaltos disputados, con 23 puntos, clasificando en segundo lugar.
En cuartos de final Broly y Lexy le ganaron con amplitud, por cuatro asaltos a cero, a Srta. Carlota y X-Ray. En semifinales tuvieron que enfrentar nuevamente a Ella y Bumblebee y al igual que en la ronda preliminar la batalla fue muy pareja, con dos asaltos por lado, definiéndose a favor de la pareja ítalo-argentina por puntos (12-8).
En la final también tuvieron que enfrentarse con una pareja a la que habían vencido en la etapa preliminar, Ram y B4, de Japón y Vietnam respectivamente. La batalla terminó igualada en dos asaltos, pero los puntos (7-13) terminaron dándole la medalla de oro a Ram y B4, quedando la medalla de plata para Broly y Lexy.

### Plata en tiro con arco

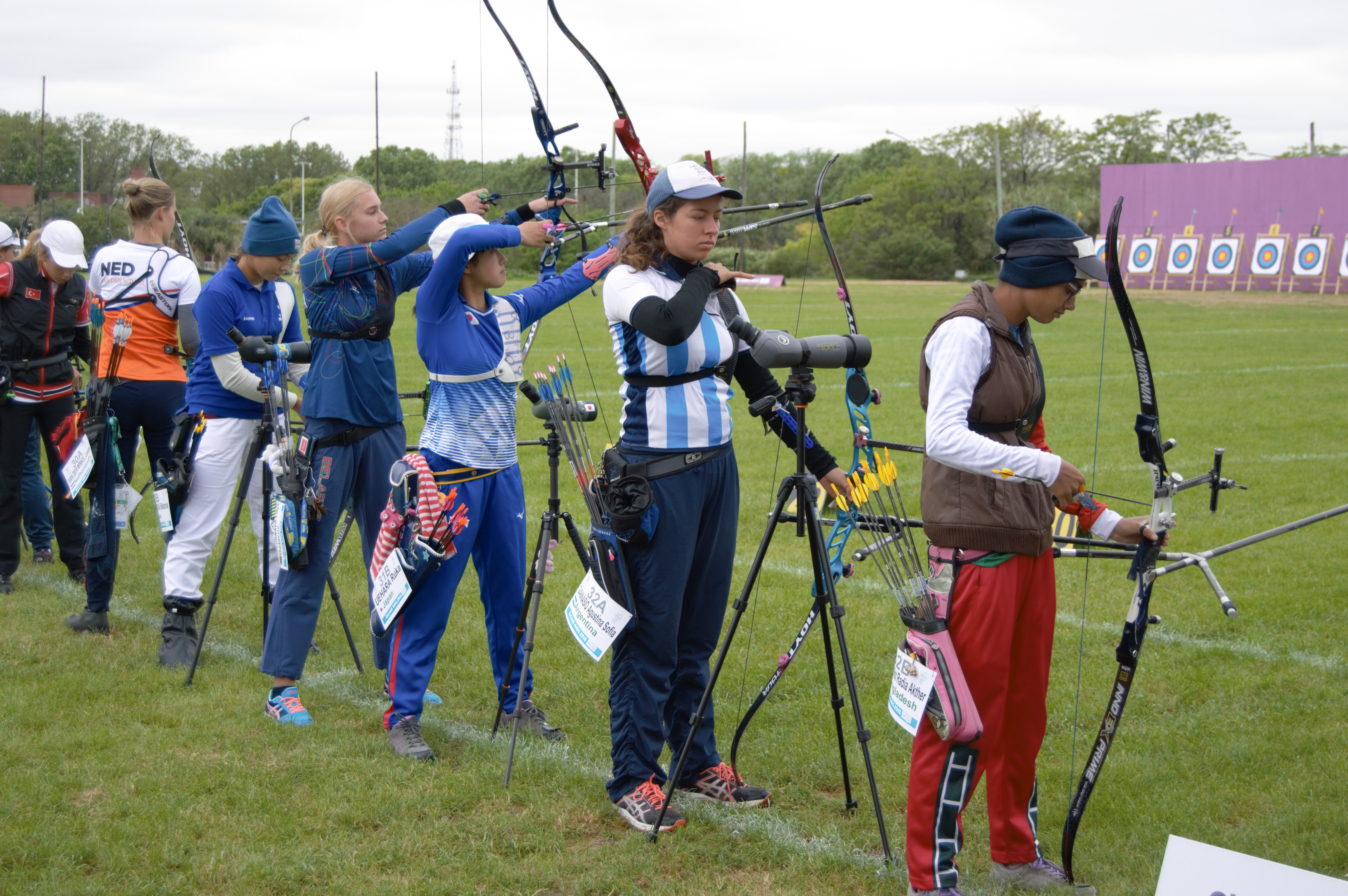
Giannasio durante las pruebas clasificatorias del equipo mixto internacional.

Agustina Giannasio (Hurlingham, provincia de Buenos Aires), con quince años, ganó la medalla de plata en la competencia por Equipos Internacionales Mixtos (EIM) en tiro con arco, en pareja con el tailandés Aitthiwat Sithong, también de quince años.
La Federación Internacional de Tiro con Arco dispuso que los 64 competidores de los Juegos Olímpicos de la Juventud debían formar doce equipos mixtos, integrados por una mujer y un hombre de naciones distintas. La regla central para formar esos equipos estableció que la arquera que clasificara primera en la clasificación preliminar para la prueba recurvo individual mujeres, debía formar el EIM con el último de la prueba individual equivalente masculina; la segunda con el anteúltimo; y así consecutivamente, salvo que se trate de personas de la misma nación. Giannasio había clasificado en la posición 21, mientras que Sithong clasificó en la posición 12.
La competencia adoptó un formato de eliminación simple partiendo de dieciseisavos de final. Ambos tiradores debían alternarse, con dos tiros cada uno, por set. Al ganador del set le correspondían dos puntos y en caso de empate, uno punto cada equipo. El ganador era el equipo que obtiene el mejor puntaje de cuatro sets posibles.
En dieciseisavos de final, Giannasio/Soithong enfrentaron a Laura Paeglis y Youssof Tolba, ganando el primer set con amplitud 36-28 y el segundo 37-34. El tercer set fue ganado por Paeglis/Tolba 36-33. El equipo de la argentina obtuvo el triunfo en el cuarto set con un excelente 38-34.
En octavos de final enfrentaron a Nada Amr Said Mohamed Azzam y Matthias Potrafke en un encuentro muy parejo, que debió definirse en un quinto set adicional. Giannasio/Soithong comenzaron con su mejor set del torneo, con tres diez y un nueve, que les permitió superar los excelentes dos diez y dos nueves de la otra pareja (39-38). El segundo set también lo ganaron por un punto, aunque en un nivel algo menor que el anterior (35-34). La paridad continuó en el tercer set que quedó esta vez para Amr/Potrafke (38-37). Ambas parejas cayeron en el cuarto set que le permitió a Amr/Potrafke recuperarse (32-35) y empatar el encuentro, llevándolo a un set extra, con una flecha por deportista, que le dio el triunfo definitivo a Giannasio/Soithong 17-14.
En cuartos de final vencieron en tres sets ganados corridos a Selin Satir y Akash Akash (36-29; 37-35; 36-32). En semifinales volvieron a vencer en tres sets ganados corridos a Rebecca Jones y Chihchun Tang (35-33,39-32,34-31).
La final por la medalla de oro fue contra la francesa Kyla Touraine-Helias y el español José Manuel Solera. El primer set terminó en empate (36-36), con ambos equipos marcando en un nivel considerablemente alto. Pero en los dos últimos sets Giannasio/Soithong no lograron mantener el promedio de 36 puntos que habían realizado durante todo el torneo, cayendo a 27 en el segundo set 27-36) y a 30 en el tercero (30-35), que le allanaron el triunfo a la pareja franco-española, quedando la plata para Giannasio y Soithong.

### Plata en pentatlón moderno

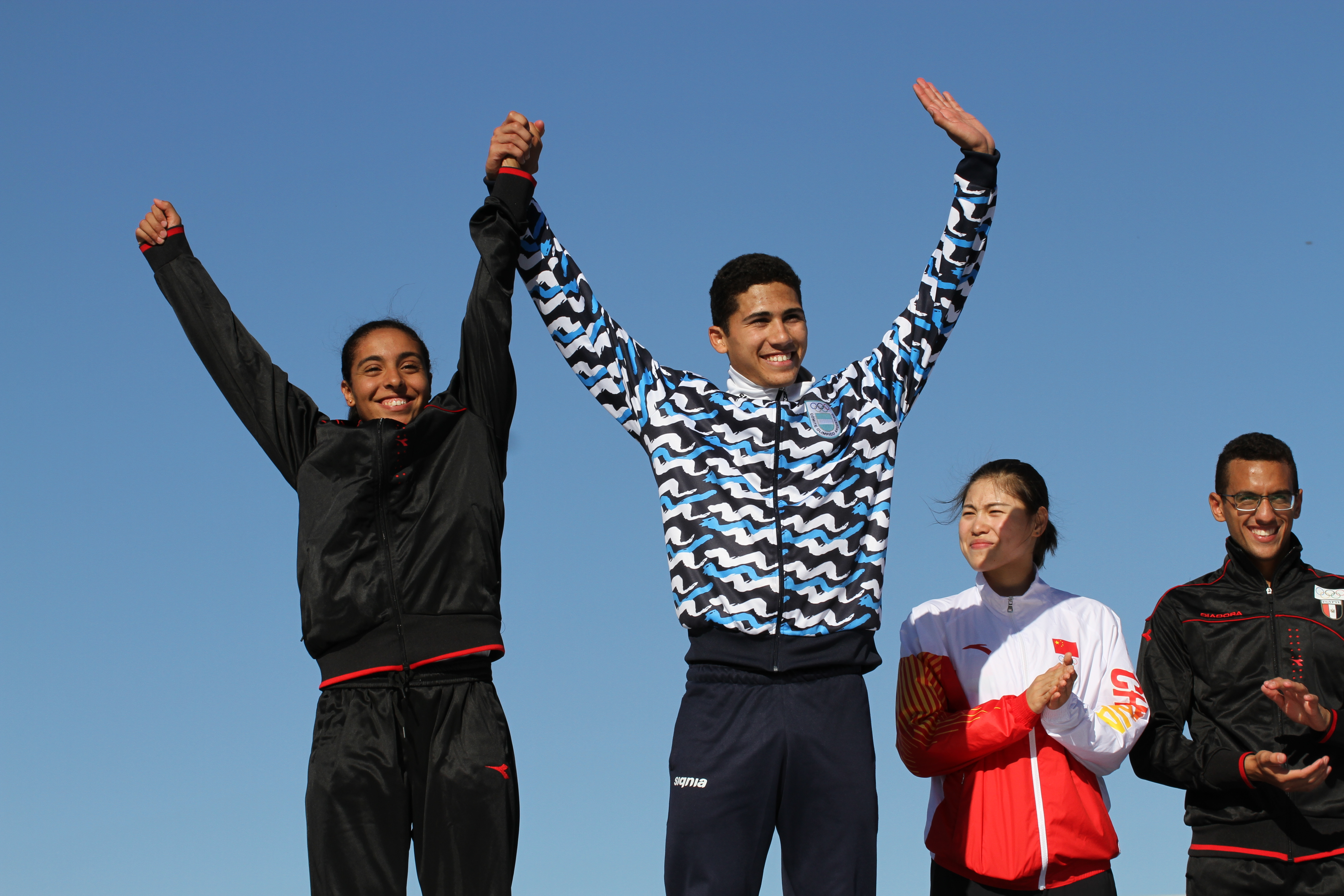
Salma Abdelmaksoud y Franco Serrano celebran la obtención de su medalla de plata.

Franco Serrano (José C. Paz, provincia de Buenos Aires) ganó la medalla de plata en la competencia por Equipos Internacionales Mixtos (EIM) en pentatlón moderno, en pareja con la atleta egipcia Salma Abdelmaksoud, también de dieciséis años. El EIM tomó el nombre de Equipo 3.
La Unión Internacional de Pentatlón Moderno dispuso que los 48 competidores de los Juegos Olímpicos de la Juventud debían formar 24 equipos mixtos, integrados por una mujer y un hombre de naciones distintas. La integración de los equipos se realizó por sorteo. En las competencias individuales, Serrano había finalizado en la posición 15, mientras que Adbelmaksoud fue la ganadora la medalla de oro.
La competencia adoptó un formato de triatlón, integrado por tres disciplinas deportivas, natación, esgrima y laser-run (una combinación de tiro con pistola láser y carrera a campo traviesa, a disputarse en dos días. Los resultados obtenidos en cada disciplina otorgan puntos a los deportistas y quien obtenga más puntos resulta ganador.
El primer día se realizó la ronda de clasificación de esgrima, en la que todos los equipos debían enfrentarse entre sí durante un minuto. Serrano/Abdelmaksoud tuvieron un desempeño parejo y destacado, ganando 15 batallas cada uno (30 en total) y perdiendo 7 batallas cada uno (14 en total), que le acreditaron 245 puntos y el tercer puesto en la disciplina.
Al día siguiente la competencia se reinició con las pruebas de natación (200 m libre), dividiendo a los equipos en tres series, debiendo sumarse los tiempos de ambos miembros del equipo. Serrano/Abdelmaksoud marcaron un tiempo de 2:00.31, que le acreditaron 310 puntos y el segundo puesto en la disciplina. Por entonces Serrano/Abdelmaksoud ya estaban segundos en la general, con 555 puntos, detrás del Equipo 1, integrado por Gu y Elegendy (569) y apenas tres puntos delante del Equipo 4 integrado por Heredia y Kasperczak (252).
Terminada la ronda de natación, se realizó la ronda adicional (Bonus Round) de esgrima, en la que los dos equipos clasificados últimos en la ronda preliminar se enfrentan entre sí; el que gana sigue enfrentando a los equipos que siguen comenzando desde la parte baja de la tabla de clasificación, hasta que todos los equipos combatieron. Cada victoria recibe un punto. Serrano/Abdelmaksoud obtuvieron dos puntos adicionales en esta etapa.
La última prueba fue la laser-run. Esta disciplina, incorporada a partir de 2015, consiste en una combinación de tiro y carrera, en cuatro tramos. Los pentatletas deben disparar con una pistola láser a un blanco que se encuentra a diez metros y acertar cinco veces, antes de quedar habilitados a correr 800 metros y llegar a una nueva zona de tiro. La situación se repite tres veces más. Gana la pareja que llega antes a la meta, luego de dar en el blanco 20 veces y cubrir 3200 metros. Serrano/Abdelmaksoud llegaron en 5.º lugar, pero Heredia y Kasperczak, con quienes disputaban cabeza a cabeza la medalla de plata, terminaron en 8.º lugar, garantizando así el segundo lugar en el podio.

### Bronce en tiro con carabina

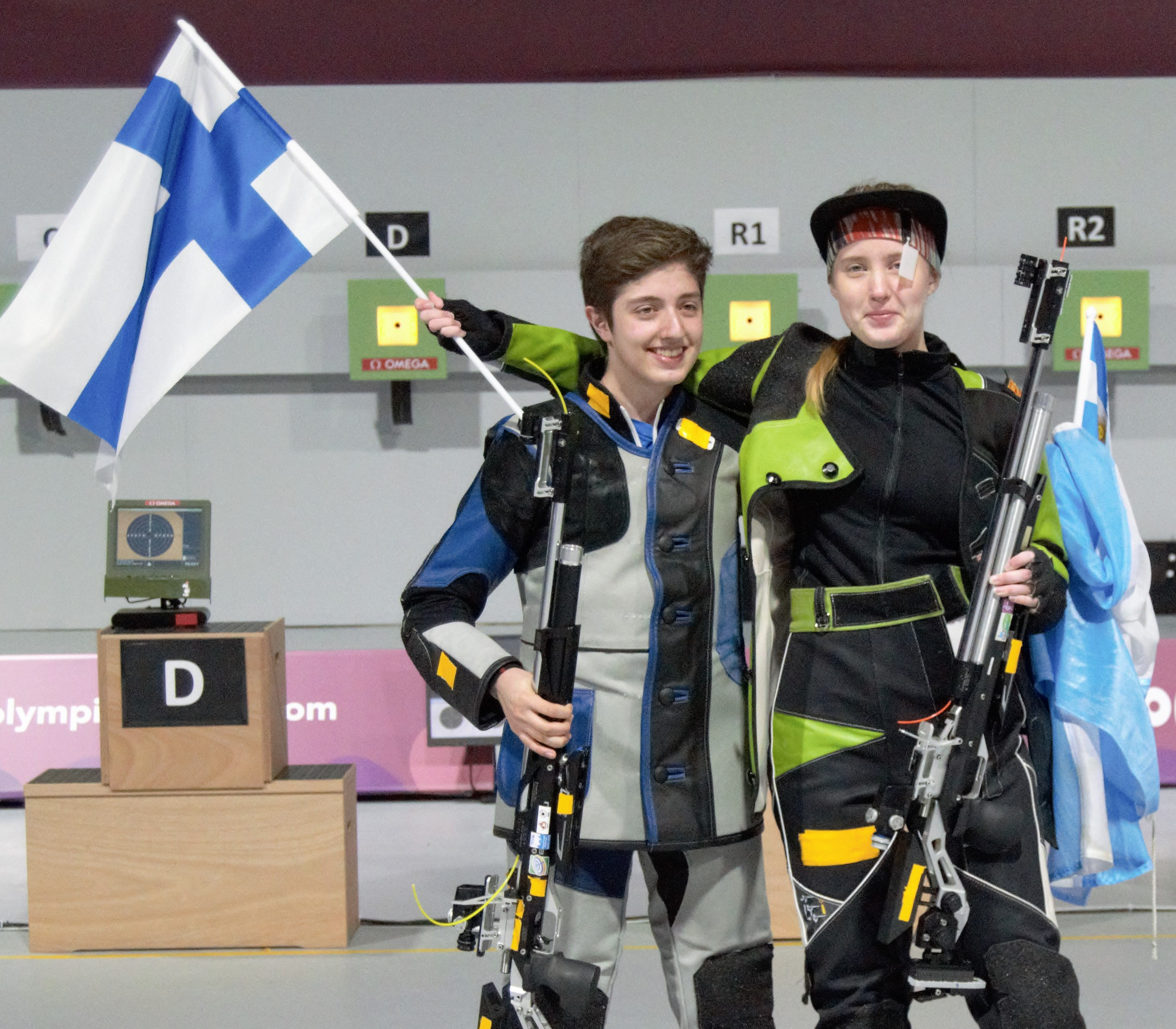
Facundo Firmapaz y la finlandesa Viivi Natalia Kemppi, con las banderas de sus países cambiadas, celebran la obtención de la medalla de bronce en 10 m carabina mediante la metodología del Equipo Internacional Mixto.

Facundo Firmapaz (Godoy Cruz, provincia de Mendoza) ganó la medalla de bronce en la competencia por Equipos Internacionales Mixtos (EIM) en tiro con carabina 10 m (aire comprimido), en pareja con la tiradora finlandesa Viivi Kemppi.
La Federación Internacional de Tiro Deportivo dispuso que los 40 competidores de los Juegos Olímpicos de la Juventud debían formar 20 equipos mixtos de carabina, integrados por una mujer y un hombre de naciones distintas. Lo mismo sucedió para la prueba de pistola. La integración de los equipos se realizó emparejando a la tiradora que finalizara primera en la prueba individual, con el último de la prueba individual equivalente masculina; la segunda con el anteúltimo; y así consecutivamente, salvo que se trate de personas de la misma nación. Firmapaz había finalizado en la posición 12, mientras que Kemppi había terminado novena, y por lo tanto ninguno de los dos había logrado clasificar a la etapa final en sus respectivas pruebas individuales.
El formato de la competencia tuvo una etapa inicial de clasificación, en la que pasaban a la etapa eliminatoria los ocho primeros equipos. A partir de ahí, los equipos debían eliminarse en enfrentamientos de a dos, en octavos de final, cuartos de final y semifinales, con los dos ganadores disputando la medalla de oro y los dos perdedores la medalla de bronce. La puntuación se debía realizar mediante con sistema decimal, siendo 10.9 el más alto por tiro (centro).
La etapa inicial de clasificación se dividió en cuatro series en la que cada tirador debía realizar 10 tiros, con puntaje máximo de 109.0 para cada serie individual (equivalente a diez centros de 10.9 cada uno) y puntaje máximo ideal por equipo para las cuatro series de 872 puntos. Firmapaz/Kemppi clasificaron en cuarto lugar, con 825.9 puntos, compartido con el equipo de Darwish y Hoberg. Kemppi se destacó en la ocasión llegando a marcar 105.9 en la tercera serie, la marca más alta entre todos los competidores durante la serie clasificatoria.
En la etapa eliminatoria, las reglas establecían que los combates se realizaran en series en las que los cuatro tiradores, de los dos equipos enfrentados, dispararan simultáneamente un tiro. El equipo cuyos dos tiros sumados obtuvieran el puntaje más alto, ganaba la serie, acreditándose un punto y el primero que llegara a diez puntos ganaba el encuentro, pasando a la siguiente etapa.
En octavos de final, Firmapaz/Kemppi enfrentaron a Wang/Emilov. Sobre el final, Firmapaz fue descalificado y se le adjudicó el triunfo a la otra pareja. El fallo sin embargo fue apelado y los jueces decidieron que se había tratado de un error, revirtiendo la decisión y ordenando que se disputara todo el encuentro nuevamente. Restablecido el combate, Firmapaz/Kemppi lideraron inicialmente el marcador, poniéndose 4-2. Pero Wang-Emilov nivelaron la lucha en 5. A partir de ese momento la competencia se hizo serie a serie, 7-6, 7-7, 8-8, 9-9, hasta llegar a la última serie, en la que predominó la pareja finlandesa-argentina (10-9).
En cuartos de final Firmapaz/Kemppi enfrentaron a Sofia Benetti y Muhammad Naufal Inamahardika, a quienes superaron con amplitud 10-5. En semifinal, en cambio, contra Enkhmaa erdenechuluun y Zalan Hunpekler -quienes a la postre ganarían la medalla de oro-, el resultado les fue adverso en la misma proporción (5-10).
El partido por la medalla de bronce fue contra Gabriela Martínez López y Stefan Autwadlegger, donde Firmapaz/Kemppi se impusieron con amplitud 10-7.

## Delegación argentina

### Integración
Se establecieron tres operativos para identificar a los "Jóvenes Talentos", el primero fue un testeo de todos los deportistas federados del grupo etario 2018, el segundo fue una Evaluación Nacional de la Aptitud Física y una encuesta de hábitos deportivos para la población general nacida entre 2000 y 2001 y el tercero, la búsqueda entre participantes de los Juegos Nacionales Evita.
El Plan Operativo del Programa 2018 del ENARD constaba de 4 Fases. La primera fue de detección de talentos, la segunda, de desarrollo del talento, la tercera, la proyección olímpica y la cuarta, la del equipo olímpico juvenil.
El 13 de septiembre de 2018, se dio a conocer a los miembros de la delegación.

### Deportes

#### Atletismo
- 400 metros con vallas masculino - Pedro Valentín Garrido
- Lanzamiento de bala masculino - Nazareno Sasia[1][164]
- Lanzamiento de disco masculino - Lázaro Bonora[1][164]
- Lanzamiento de jabalina masculino - Agustín Osorio[1][164]
- Lanzamiento de martillo masculino - Julio Nahuel Nobile[1][164]
- Salto con garrocha masculino - Pablo Zaffaroni Unrein[1][164]
- Salto triple masculino - Luciano Méndez[1]

#### Bádminton

##### Masculino

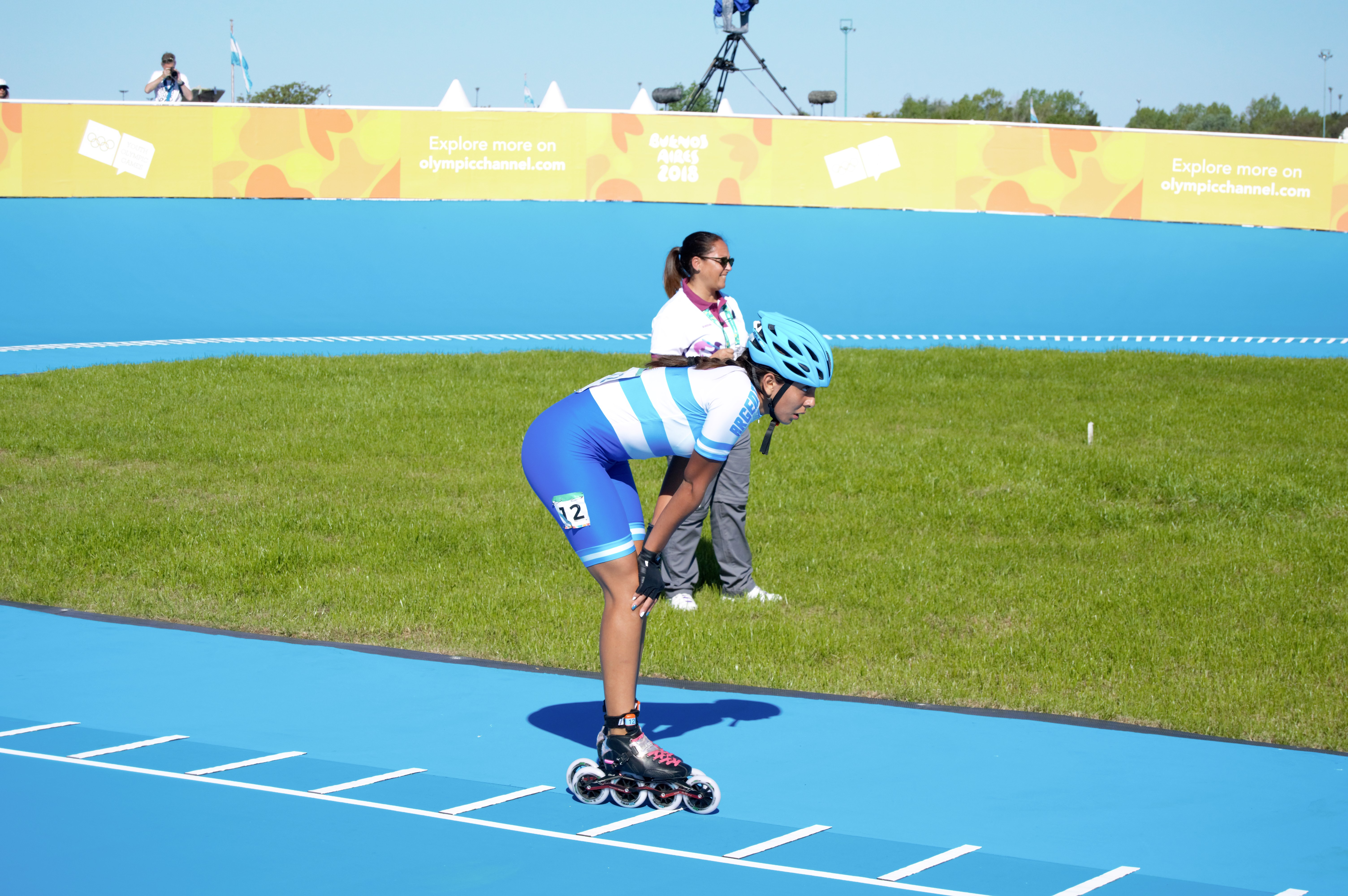
Fernanda Illanes

| Atleta                   | Evento               | Etapa de grupos                   | Etapa de grupos                 | Etapa de grupos                         | Etapa de grupos | Cuartos de final | Semifinal | Final     | Rango |
| Atleta                   | Evento               | Partido 1                         | Partido 2                       | Partido 3                               | Rango           | Cuartos de final | Semifinal | Final     | Rango |
| ------------------------ | -------------------- | --------------------------------- | ------------------------------- | --------------------------------------- | --------------- | ---------------- | --------- | --------- | ----- |
| Mateo Benjamín Delmastro | Individual Masculino | Canjura (ESA) P 0-2 (6-21, 13-21) | Nguyen (IRL) P 0-2 (8-21, 5-21) | Keoxay (LAO) P 1-2 (21-19 10-21, 19-21) | 4               | Eliminado        | Eliminado | Eliminado |       |

#### Baile deportivo
- B-Boys - Mariano Ángel Carvajal Matus[1][164]
- B-Girls - Iris Valeria González[1][164]

#### Básquetbol 3x3

##### Torneo masculino

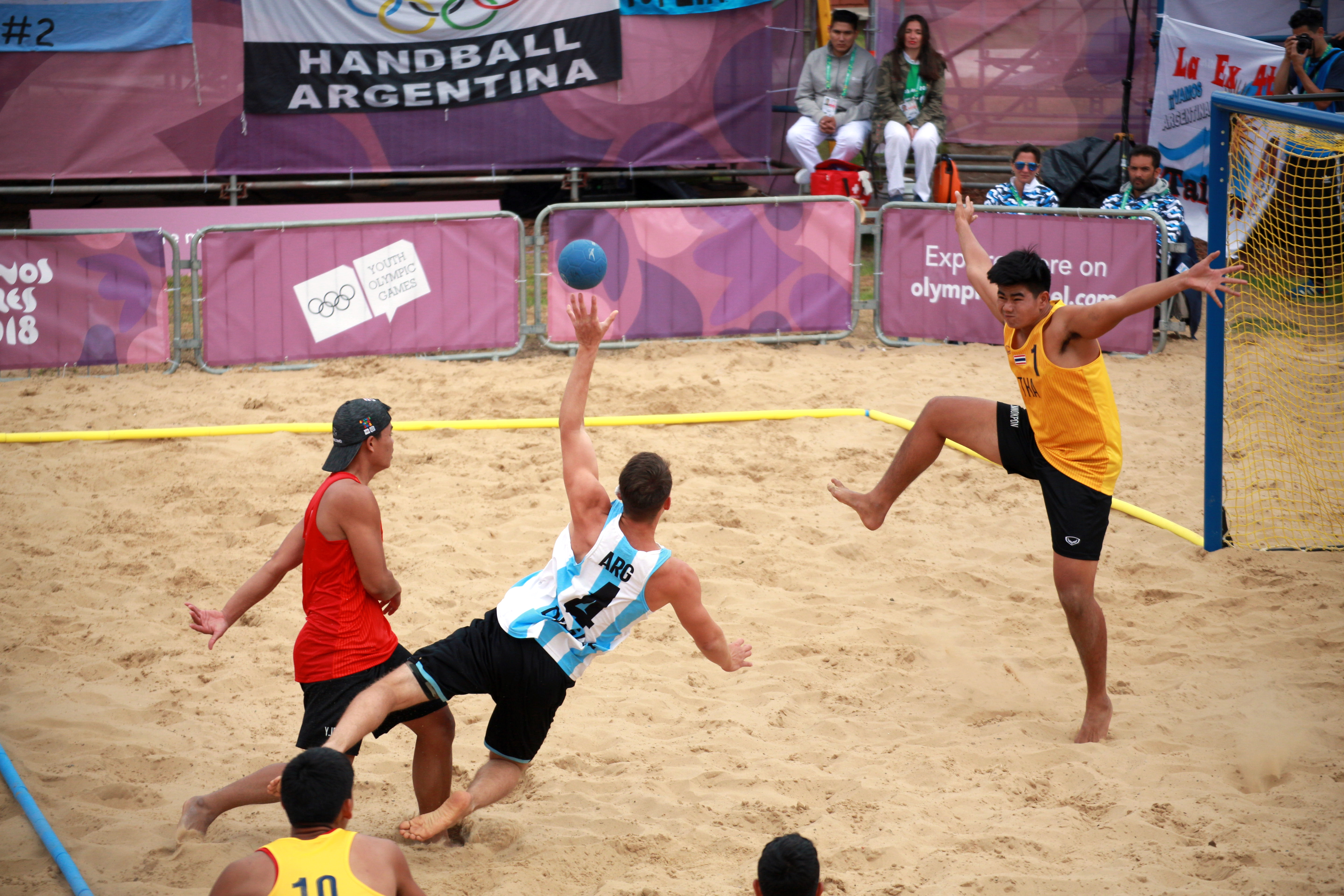
Nicolás Dieguez marca en el partido de la ronda principal contra Tailandia

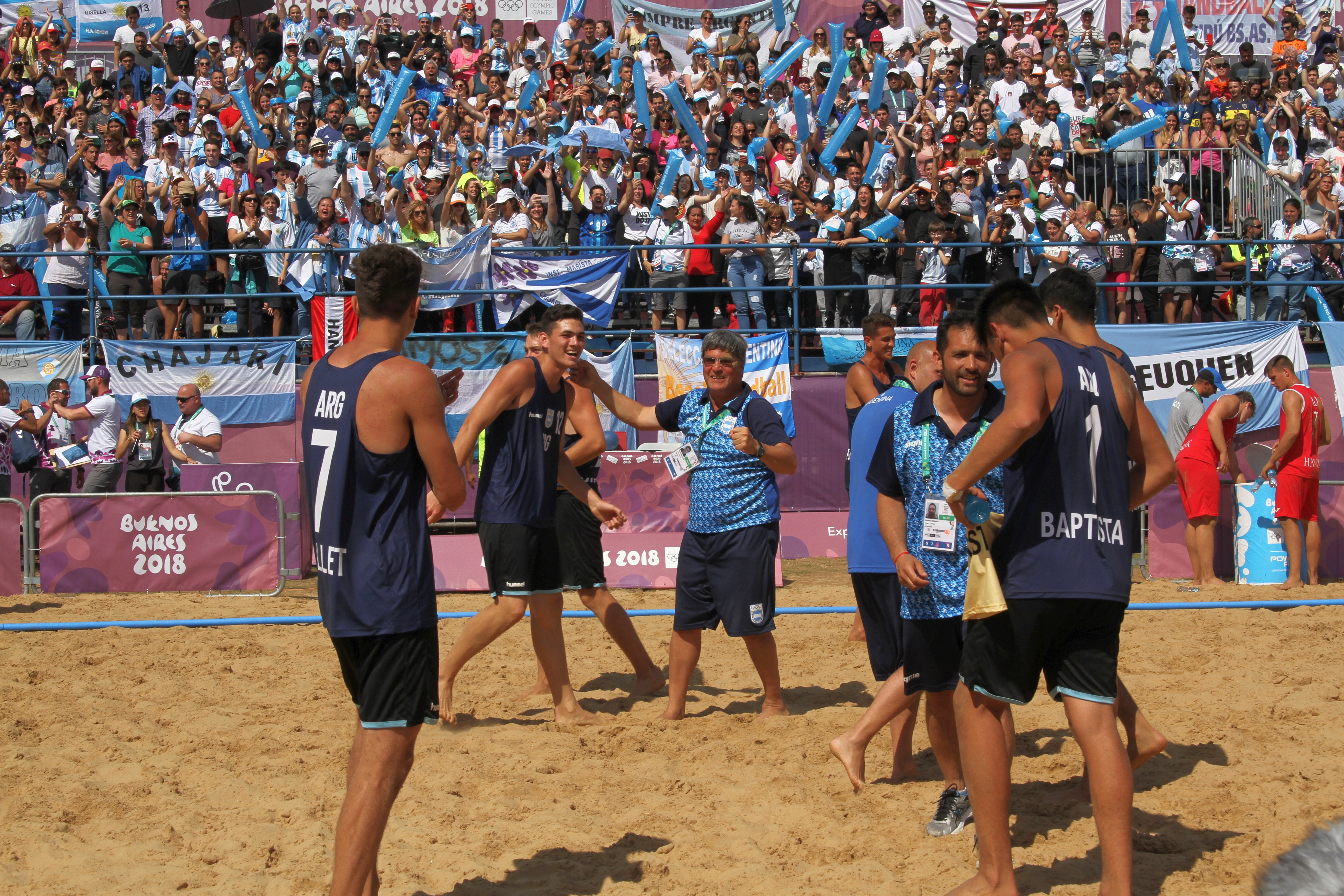
Los chicos argentinos celebran su medalla de bronce.

Equipo - 4 atletas
| - Juan Esteban de la Fuente - Marco Giordano - Juan Hierrezuelo - Fausto Ruesga |

| Equipo         | J | G | P | PA | PEC | DIF | Puntos |
| -------------- | - | - | - | -- | --- | --- | ------ |
| Argentina      | 4 | 3 | 1 | 83 | 69  | 14  | 7      |
| Rusia          | 4 | 3 | 1 | 73 | 70  | 3   | 7      |
| Estonia        | 4 | 2 | 2 | 83 | 71  | 12  | 6      |
| Estados Unidos | 4 | 2 | 2 | 72 | 76  | -4  | 6      |
| Mongolia       | 4 | 0 | 4 | 59 | 84  | -25 | 4      |

Fase de grupos
| 7 de octubre, 11:00 | Argentina | 22–19 | Estonia |  |  |
|                     |           |       |         |  |  |
|                     |           |       |         |  |  |

| 7 de octubre, 13:00 | Argentina | 21–14 | Rusia |  |  |
|                     |           |       |       |  |  |
|                     |           |       |       |  |  |

| 11 de octubre, 13:00 | Argentina | 22–15 | Mongolia |  |  |
|                      |           |       |          |  |  |
|                      |           |       |          |  |  |

| 11 de octubre, 14:30 | Argentina | 18–21 | Estados Unidos |  |  |
|                      |           |       |                |  |  |
|                      |           |       |                |  |  |

##### Torneo femenino[1][164]
- Sofía Acevedo
- Sol Victoria Castro
- Florencia Natalia Chagas
- Victoria Abril Gauna

| Equipo    | J | G | P | PA | PEC | DIF | Puntos |
| --------- | - | - | - | -- | --- | --- | ------ |
| Argentina | 4 | 4 | 0 | 80 | 44  | 36  | 8      |
| Francia   | 4 | 3 | 1 | 71 | 45  | 26  | 7      |
| México    | 4 | 2 | 2 | 61 | 56  | 5   | 6      |
| Indonesia | 4 | 1 | 3 | 53 | 75  | -22 | 5      |
| Andorra   | 4 | 0 | 4 | 34 | 79  | -45 | 4      |

Fase de grupos
| 9 de octubre, 12:00 | Argentina | 21–11 | Indonesia |  |  |
|                     |           |       |           |  |  |
|                     |           |       |           |  |  |

| 9 de octubre, 13:30 | Argentina | 18–13 | Francia |  |  |
|                     |           |       |         |  |  |
|                     |           |       |         |  |  |

| 13 de octubre, 12:00 | Argentina | 20–15 | México |  |  |
|                      |           |       |        |  |  |
|                      |           |       |        |  |  |

| 13 de octubre, 14:00 | Argentina | 21–5 | Andorra |  |  |
|                      |           |      |         |  |  |
|                      |           |      |         |  |  |

#### Balonmano de playa

##### Torneo masculino[1][164]
| - Elián Jesus Goux - José Basualdo - Nicolás Dieguez - Nicolás Ezequiel Millet - Alejo Novillo - Tomás Páez Alarcón - Julián Santos - José Nahuel Baptista |

| Equipo    | J | G | E | P | PA | PEC | DIF | Puntos |
| --------- | - | - | - | - | -- | --- | --- | ------ |
| Argentina | 5 | 5 | 0 | 0 | 10 | 4   | 6   | 10     |
| Croacia   | 5 | 4 | 0 | 1 | 9  | 3   | 6   | 8      |
| Portugal  | 5 | 3 | 0 | 2 | 8  | 4   | 4   | 6      |
| Italia    | 5 | 2 | 0 | 3 | 5  | 6   | -1  | 4      |
| Mauricio  | 5 | 1 | 0 | 4 | 3  | 9   | -6  | 2      |
| Paraguay  | 5 | 0 | 0 | 5 | 1  | 10  | -9  | 0      |

Fase de grupos
| 8 de octubre, 10:50 | Argentina | 2–1 | Croacia |  |  |
|                     |           |     |         |  |  |
|                     |           |     |         |  |  |

| 8 de octubre, 15:20 | Argentina | 2–0 | Paraguay |  |  |
|                     |           |     |          |  |  |
|                     |           |     |          |  |  |

| 9 de octubre, 11:40 | Argentina | 2–1 | Portugal |  |  |
|                     |           |     |          |  |  |
|                     |           |     |          |  |  |

| 9 de octubre, 16:10 | Argentina | 2–1 | Mauricio |  |  |
|                     |           |     |          |  |  |
|                     |           |     |          |  |  |

| 10 de octubre, 10:50 | Argentina | 2–1 | Italia |  |  |
|                      |           |     |        |  |  |
|                      |           |     |        |  |  |

Segunda Fase
| Equipo    | J | G | E | P | PA | PEC | DIF | Puntos |
| --------- | - | - | - | - | -- | --- | --- | ------ |
| España    | 5 | 4 | 0 | 1 | 9  | 4   | 4   | 8      |
| Argentina | 5 | 3 | 0 | 2 | 7  | 6   | 1   | 6      |
| Portugal  | 5 | 2 | 0 | 3 | 7  | 6   | 1   | 4      |
| Croacia   | 5 | 2 | 0 | 3 | 5  | 7   | -2  | 4      |
| Tailandia | 5 | 2 | 0 | 3 | 6  | 7   | -1  | 4      |
| Hungría   | 5 | 2 | 0 | 3 | 4  | 8   | -4  | 4      |

| 11 de octubre, 12:30 | Argentina | 1–2 | Tailandia |  |  |
|                      |           |     |           |  |  |
|                      |           |     |           |  |  |

| 11 de octubre, 17:00 | Argentina | 0–2 | España |  |  |
|                      |           |     |        |  |  |
|                      |           |     |        |  |  |

| 12 de octubre, 15:20 | Argentina | 2–0 | Hungría |  |  |
|                      |           |     |         |  |  |
|                      |           |     |         |  |  |

Semifinales
| 13 de octubre, 15:20 | Argentina | 1–2 | Portugal |  |  |
|                      |           |     |          |  |  |
|                      |           |     |          |  |  |

3 Puesto
| 13 de octubre, 14:10 | Argentina | 2–0 | Croacia |  |  |
|                      |           |     |         |  |  |
|                      |           |     |         |  |  |

Posición final: 

##### Torneo femenino[1][164]
| - Belén Aizen - Lucila Candela Balsas - Gisella Bonomi - Caterina Benedetti - Fiorella Corimberto - Carolina Ponce - Zoe Turnes - Jimena Riadigos - Rosario Soto |

| Equipo       | J | G | E | P | PA | PEC | DIF | Puntos |
| ------------ | - | - | - | - | -- | --- | --- | ------ |
| Países Bajos | 5 | 5 | 0 | 0 | 10 | 1   | 9   | 10     |
| Argentina    | 5 | 4 | 0 | 1 | 8  | 2   | 6   | 8      |
| Paraguay     | 5 | 3 | 0 | 2 | 6  | 6   | 0   | 6      |
| Venezuela    | 5 | 2 | 0 | 3 | 6  | 6   | 0   | 4      |
| Turquía      | 5 | 1 | 0 | 4 | 3  | 8   | -5  | 2      |
| Hong Kong    | 5 | 0 | 0 | 5 | 0  | 10  | -10 | 0      |

Fase de grupos
| 8 de octubre, 10:00 | Argentina | 2–0 | Turquía |  |  |
|                     |           |     |         |  |  |
|                     |           |     |         |  |  |

| 8 de octubre, 14:30 | Argentina | 2–0 | Paraguay |  |  |
|                     |           |     |          |  |  |
|                     |           |     |          |  |  |

| 9 de octubre, 12:30 | Argentina | 2–0 | Venezuela |  |  |
|                     |           |     |           |  |  |
|                     |           |     |           |  |  |

| 9 de octubre, 17:00 | Argentina | 2–0 | Hong Kong |  |  |
|                     |           |     |           |  |  |
|                     |           |     |           |  |  |

| 10 de octubre, 10:00 | Argentina | 0–2 | Países Bajos |  |  |
|                      |           |     |              |  |  |
|                      |           |     |              |  |  |

Segunda Fase
| Equipo       | J | G | E | P | PA | PEC | DIF | Puntos |
| ------------ | - | - | - | - | -- | --- | --- | ------ |
| Países Bajos | 5 | 4 | 0 | 1 | 9  | 4   | 5   | 8      |
| Hungría      | 5 | 4 | 0 | 1 | 9  | 3   | 6   | 8      |
| Argentina    | 5 | 4 | 0 | 1 | 8  | 5   | 3   | 8      |
| Croacia      | 5 | 2 | 0 | 3 | 6  | 6   | 0   | 4      |
| China Taipéi | 5 | 1 | 0 | 4 | 4  | 8   | -4  | 2      |
| Paraguay     | 5 | 0 | 0 | 5 | 0  | 10  | -10 | 0      |

| 11 de octubre, 10:00 | Argentina | 2–1 | Croacia |  |  |
|                      |           |     |         |  |  |
|                      |           |     |         |  |  |

| 11 de octubre, 14:30 | Argentina | 2–1 | Hungría |  |  |
|                      |           |     |         |  |  |
|                      |           |     |         |  |  |

| 12 de octubre, 11:40 | Argentina | 2–1 | China Taipéi |  |  |
|                      |           |     |              |  |  |
|                      |           |     |              |  |  |

Semifinales
| 13 de octubre, 11:10 | Argentina | 2–1 | Hungría |  |  |
|                      |           |     |         |  |  |
|                      |           |     |         |  |  |

Final
| 13 de octubre, 16:40 | Argentina | 2–0 | Croacia |  |  |
|                      |           |     |         |  |  |
|                      |           |     |         |  |  |

Posición final: 

#### Boxeo

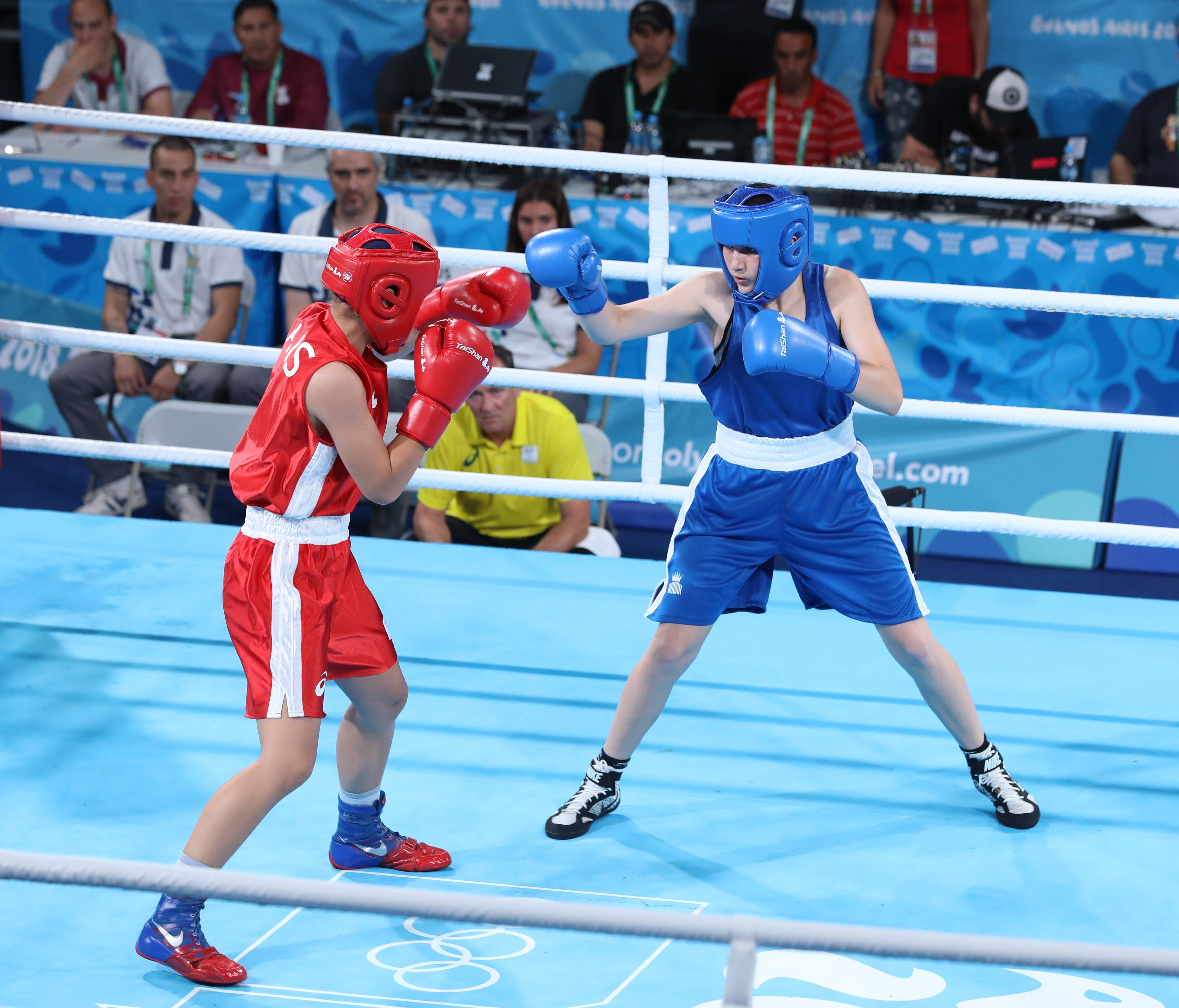
Oriana Saputo (azul) en el combate por la medalla de bronce de peso ligero femenino contra Emma Lawson

##### Masculino
| Atleta        | Evento           | Fase preliminar           | Semifinales         | Final           | Posición |
| Atleta        | Evento           | Rival Resultado           | Rival Resultado     | Rival Resultado | Posición |
| ------------- | ---------------- | ------------------------- | ------------------- | --------------- | -------- |
| Brian Arregui | +69 kg masculino | Jakhongir Rakhmonov G 3-2 | 16 de octubre 13:00 |                 |          |

- 69 kg masculino - Brian Agustín Arregui[1][164]
- 56 kg masculino -  Mirco Jehiel Cuello[1][164]
- 60 kg femenino - Victoria Oriana Saputo[1][164]

#### Canotaje
- Evento C1 masculino – Joaquín Ezequiel Lukac[1][164]
- Evento K1 masculino – Valentín Rossi[1][164]
- Evento K1 femenino – Rebeca D'Estefano[1][164]

#### Ciclismo
Equipo Mixto
| Atletas        | Evento           | Primera Fase | Primera Fase | Primera Fase | Primera Fase | Final     | Final   | Final     | Rank | Posición Final |
| Atletas        | Evento           | Carrera 1    | Rank         | Carrera 2    | Rank         | Carrera 1 | Rank    | Carrera 2 | Rank | Posición Final |
| -------------- | ---------------- | ------------ | ------------ | ------------ | ------------ | --------- | ------- | --------- | ---- | -------------- |
| Iñaki Iriartes | BMX Estilo libre | 81:00        | 1            | 83:33        | 1            | 81:00     | 1 Final | 83:33     | 1    | Medalla de oro |
| Agustina Roth  | BMX Estilo libre | 72.33        | 2            | 74:00        | 2            | 72.33     | 2       | 74:00     | 2    | Medalla de oro |

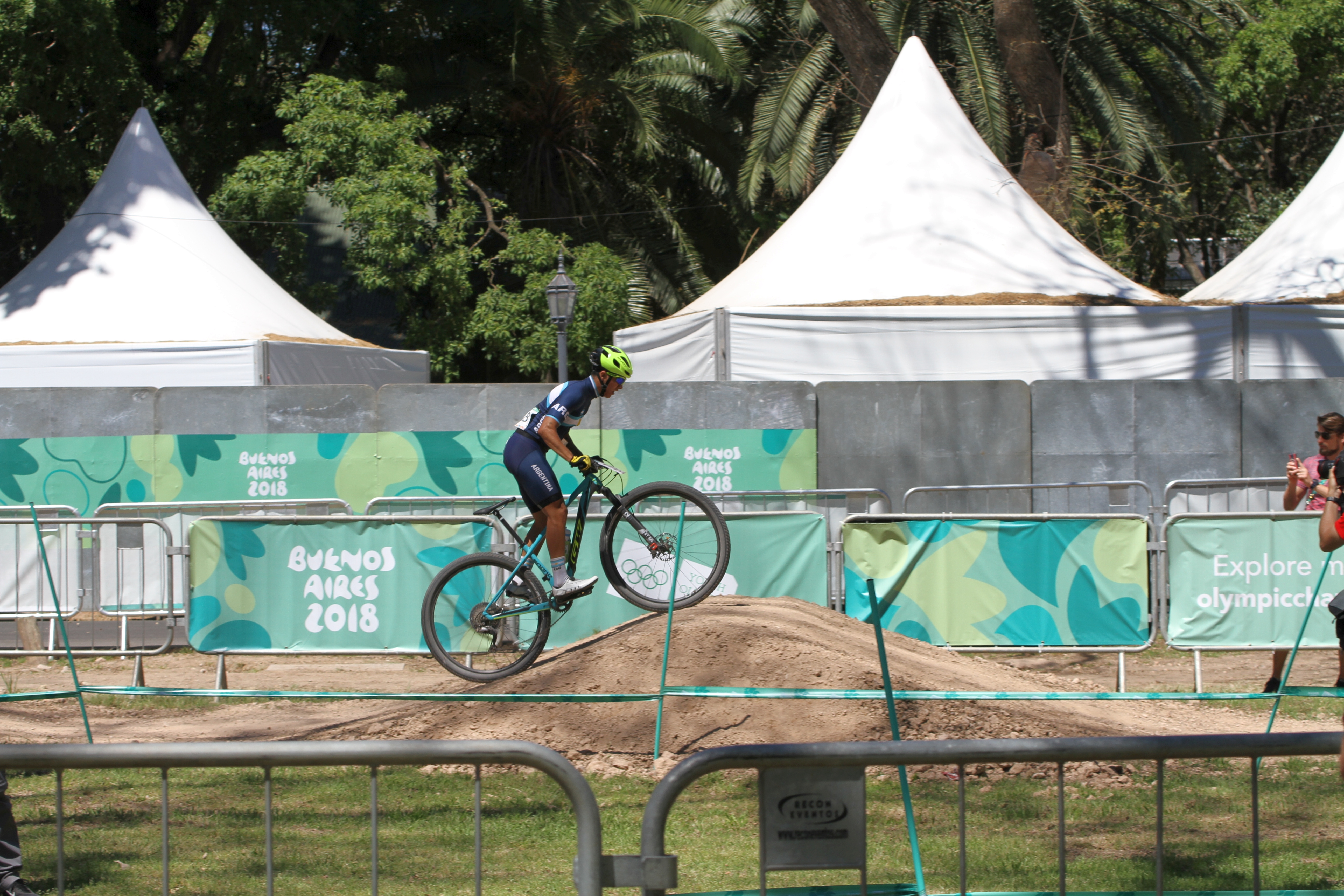
Yoel Agustín Vargas

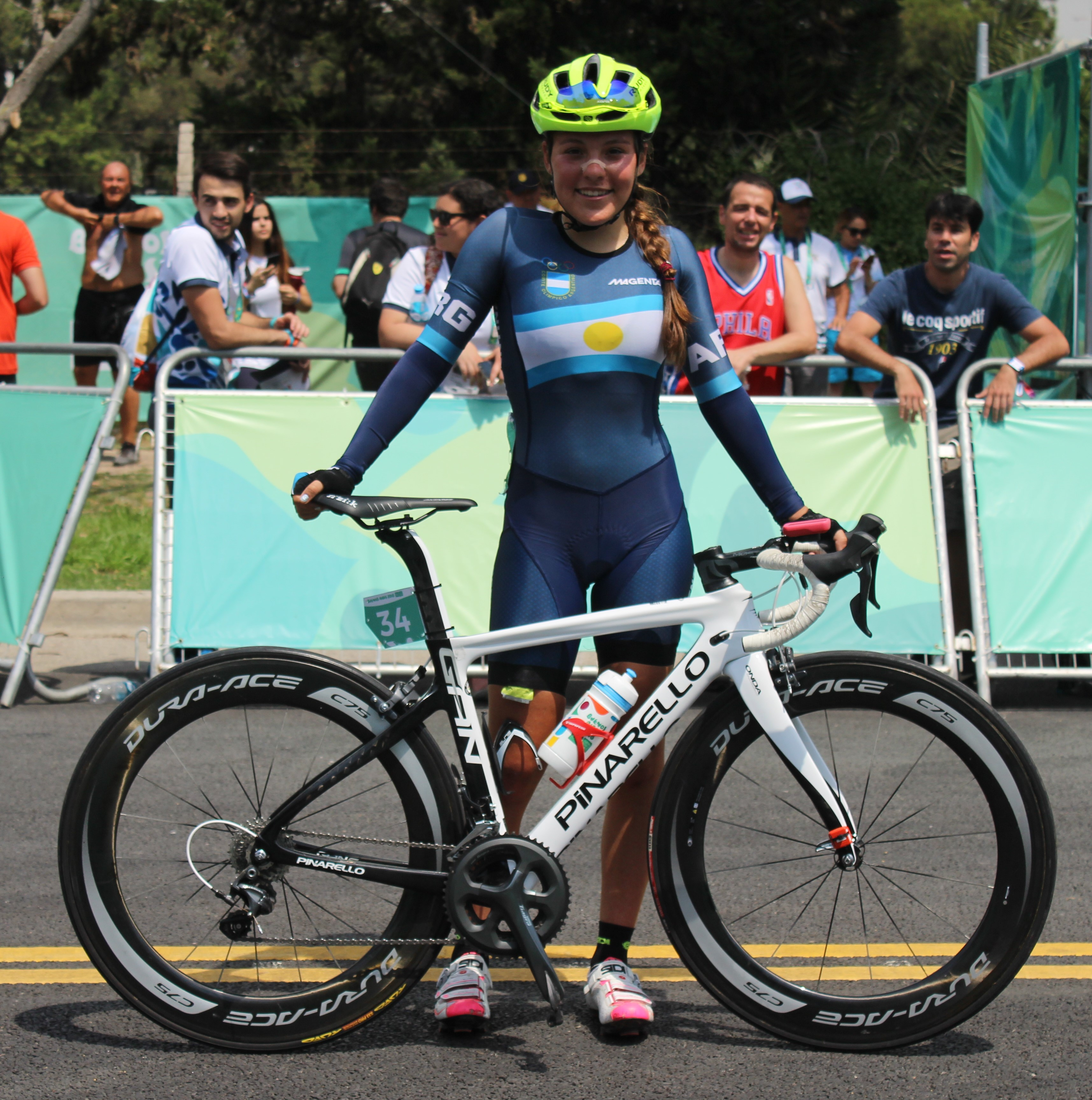
Camila Samsó

- Combinada masculino - Agustín Durán[1][164]
- Combinada masculino - Yoel Agustín Vargas[1][164]
- Combinada femenino - Daniela Valentina Muñoz[1][164]
- Combinada femenino - Camila Celeste Samso[1][164]
- BMX Freestyle masculino - Iñaki Iriartes[1][164]
- BMX Freestyle femenino - Agustina Roth[1][164]

#### Natación

##### Masculino
| Atleta           | Evento                     | Preliminar | Preliminar | Final     | Final     |
| Atleta           | Evento                     | Tiempo     | Posición   | Tiempo    | Posición  |
| ---------------- | -------------------------- | ---------- | ---------- | --------- | --------- |
| Joaquín González | 200 m combinado individual | 2:06.78    | 4          | No avanzó | No avanzó |

| Atleta              | Evento        | Preliminar | Preliminar | Final     | Final     |
| Atleta              | Evento        | Tiempo     | Posición   | Tiempo    | Posición  |
| ------------------- | ------------- | ---------- | ---------- | --------- | --------- |
| Juan Ignacio Méndez | 200 m espalda | 2:03.08    | 5          | No avanzó | No avanzó |

| Atleta           | Evento         | Preliminar | Preliminar | Final     | Final     |
| Atleta           | Evento         | Tiempo     | Posición   | Tiempo    | Posición  |
| ---------------- | -------------- | ---------- | ---------- | --------- | --------- |
| Joaquín González | 200 m mariposa | 2:08.57    | 3          | No avanzó | No avanzó |

##### Femenino
| Atleta                | Evento                     | Preliminar | Preliminar | Final     | Final     |
| Atleta                | Evento                     | Tiempo     | Posición   | Tiempo    | Posición  |
| --------------------- | -------------------------- | ---------- | ---------- | --------- | --------- |
| María Selene Alborzen | 200 m combinado individual | 2:20.81    | 8          | No avanzó | No avanzó |
| Julieta Lema          | 100 m estilo libre         | 57:07      | 3          | No avanzó | No avanzó |

| Atleta              | Evento             | Final   | Final            |
| Atleta              | Evento             | Tiempo  | Posición         |
| ------------------- | ------------------ | ------- | ---------------- |
| Delfina Pignatiello | 800 m estilo libre | 8:32.42 | Medalla de plata |
| Delfina Dini        | 800 m estilo libre | 8:43.71 | 4                |

| Atleta       | Evento        | Preliminar | Preliminar | Semifinal | Semifinal | Final     | Final     |
| Atleta       | Evento        | Tiempo     | Posición   | Tiempo    | Posición  | Tiempo    | Posición  |
| ------------ | ------------- | ---------- | ---------- | --------- | --------- | --------- | --------- |
| Julieta Lema | 50 m mariposa | 27.55      | 1          | 27.16     | 6         | No avanzó | No avanzó |

| Atleta              | Evento                     | Preliminar | Preliminar | Final   | Final            |
| Atleta              | Evento                     | Tiempo     | Posición   | Tiempo  | Posición         |
| ------------------- | -------------------------- | ---------- | ---------- | ------- | ---------------- |
| Delfina Pignatiello | 200 m estilo libre mujeres | 4:11:86    | 1          | 4:10:40 | Medalla de plata |
| Delfina Dini        | 200 m estilo libre mujeres | 4:17:00    | 4          | 4:19:25 | 8                |

| Atleta                | Evento      | Preliminar | Preliminar | Semifinales | Semifinales | Final  | Final    |
| Atleta                | Evento      | Tiempo     | Posición   | Tiempo      | Posición    | Tiempo | Posición |
| --------------------- | ----------- | ---------- | ---------- | ----------- | ----------- | ------ | -------- |
| María Selene Alborzen | 100 m braza | 1:12.23    | 1          | No avanzó   | No avanzó   |        |          |

| Atleta                | Evento      | Preliminar | Preliminar | Final     | Final     |
| Atleta                | Evento      | Tiempo     | Posición   | Tiempo    | Posición  |
| --------------------- | ----------- | ---------- | ---------- | --------- | --------- |
| María Selene Alborzen | 200 m braza | 2:32.14    | 1          | No avanzó | No avanzó |

| Atleta       | Evento            | Preliminar | Preliminar | Semifinal | Semifinal | Final     | Final     |
| Atleta       | Evento            | Tiempo     | Posición   | Tiempo    | Posición  | Tiempo    | Posición  |
| ------------ | ----------------- | ---------- | ---------- | --------- | --------- | --------- | --------- |
| Julieta Lema | 50 m estilo libre | 26.02      | 3          | 25.99     | 7         | No avanzó | No avanzó |

- 100 metros pecho femenino - María Selene Alborzen[1][164]
- 200 metros pecho femenino - María Selene Alborzen[1][164]
- 200 metros Medley femenino -  María Selene Alborzen[1][164]
- 4 × 100 m Medley Relevo Mixto -  María Selene Alborzen[1][164]
- 4 × 100 m Medley Relevo Mixto - Julieta Lema[1][164]
- 4 × 100 m Medley Relevo Mixto - Joaquín González Piñero[1][164]
- 4 × 100 m Medley Relevo Mixto - Juan Ignacio Méndez[1][164]
- 4 × 100 m Libre Relevos Mixto - Delfina Dini[1][164]
- 4 × 100 m Libre Relevos Mixto - Julieta Lema[1][164]
- 4 × 100 m Libre Relevos Mixto - Joaquín González Piñero[1][164]
- 4 × 100 m Libre Relevos Mixto - Juan Ignacio Méndez[1][164]
- 50 metros espalda femenino - Julieta Lema[1][164]
- 200 metros Medley masculino  - Joaquín González Piñero[1][164]
- 100 metros espalda masculino - Juan Ignacio Méndez[1][164]

#### Equitación
- Salto Individual - Richard Kierkegaard[1][164]

#### Escalada deportiva
- Combinada femenina - María Valentina Aguado[1][164]

#### Esgrima

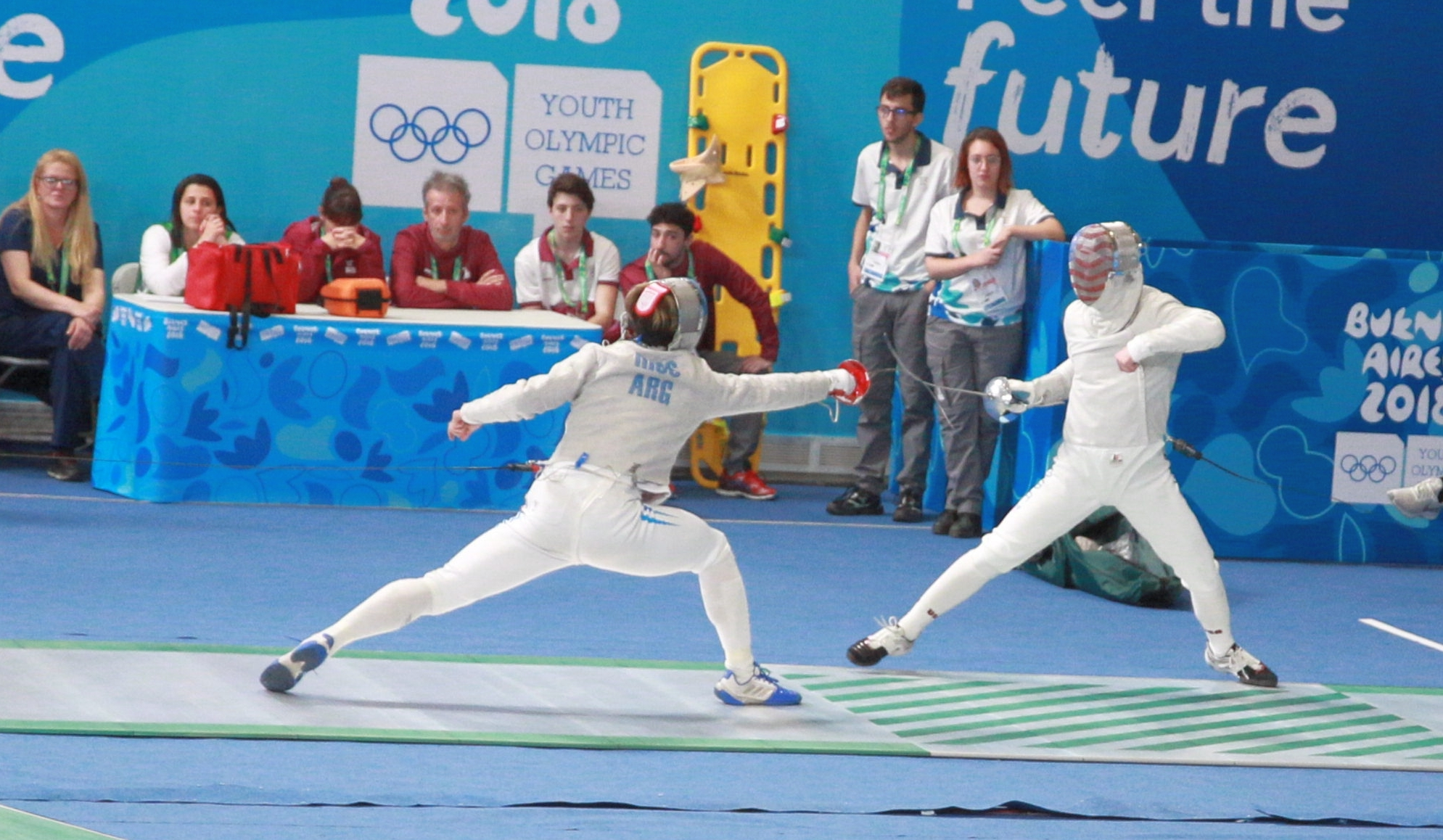
Matías Ríos (izquierda) por la pelea de cuartos de final contra Robert Vidovszky

| Atletas                 | Evento           | Clasificación | Sembrado | Ronda de 16       | Cuartos de final | Semifinales     | Final / 3.º-4.º puesto |
| Atletas                 | Evento           | Sembrado      | Sembrado | Rival Resultado   | Rival Resultado  | Rival Resultado | Rival Resultado        |
| ----------------------- | ---------------- | ------------- | -------- | ----------------- | ---------------- | --------------- | ---------------------- |
| Matías Ríos             | Sable masculino  | 2 G - 4 P     | 11       | Vidovszki P 10-15 | Eliminado        | Eliminado       | Eliminado              |
| Ignacio Pérez Contreras | Espada masculino | 0 G - 5 P     | 11       | Tolasov P 4-15    | Eliminado        | Eliminado       | Eliminado              |

#### Futsal

##### Torneo masculino[1][164]
| - Mathias Lihue Coronel - Alan Gabriel De Candia - Facundo Martín Gassmann - Joaquín Hernández - Franco Hugo Pezzenati - Agustín Luciano Raggiati - Ezequiel Nicolás Ramírez - Santiago Martín Rufino - Nahuel Teseo Urriza - Christian Lemuel Vargas |

| Equipo     | J | G | E | P | GA | GC | DIF | Puntos |
| ---------- | - | - | - | - | -- | -- | --- | ------ |
| Egipto     | 4 | 3 | 1 | 0 | 15 | 8  | 7   | 10     |
| Argentina  | 4 | 2 | 1 | 1 | 19 | 8  | 11  | 7      |
| Irak       | 4 | 2 | 1 | 1 | 12 | 5  | 7   | 7      |
| Eslovaquia | 4 | 1 | 0 | 3 | 5  | 12 | -7  | 3      |
| Panamá     | 4 | 0 | 1 | 3 | 7  | 25 | -18 | 1      |

Fase de grupos
| 7 de octubre, 20:00 | Argentina | 2:2 | Egipto |  |  |

| 10 de octubre, 18:00 | Argentina | 4:0 | Eslovaquia |  |  |

| 12 de octubre, 20:00 | Argentina | 1:4 | Irak |  |  |

| 13 de octubre, 20:00 | Argentina | 12:2 | Panamá |  |  |

Semifinales
| 15 de octubre, 20:00 | Argentina | 2:3 | Brasil |  |  |

Tercer puesto
| 18 de octubre, 10:30 | Argentina | 4:5 | Egipto |  |  |

#### Gimnasia

##### Masculino
| Atleta                    | Evento                  | Caballo con arcos | Caballo con arcos | Suelo   | Suelo   | Anillas | Anillas | Salto de Potro | Salto de Potro | Barras paralelas | Barras paralelas | Barras horizontales | Barras horizontales | Total   | Total   |
| Atleta                    | Evento                  | Puntaje           | Ranking           | Puntaje | Ranking | Puntaje | Ranking | Puntaje        | Ranking        | Puntaje          | Ranking          | Puntaje             | Ranking             | Puntaje | Ranking |
| ------------------------- | ----------------------- | ----------------- | ----------------- | ------- | ------- | ------- | ------- | -------------- | -------------- | ---------------- | ---------------- | ------------------- | ------------------- | ------- | ------- |
| Fernando Martín Espíndola | Clasificación masculina | 10.166            | 29                | 11.666  | 30      | 12.333  | 20      | 13.566         | 7              |                  |                  |                     |                     |         |         |

##### Femenino
| Atleta        | Evento                 | Suelo   | Suelo   | Salto   | Salto   | Barras asimetricas | Barras asimetricas | Viga de equilibrio | Viga de equilibrio | Total   | Total   |
| Atleta        | Evento                 | Puntaje | Ranking | Puntaje | Ranking | Puntaje            | Ranking            | Puntaje            | Ranking            | Puntaje | Ranking |
| ------------- | ---------------------- | ------- | ------- | ------- | ------- | ------------------ | ------------------ | ------------------ | ------------------ | ------- | ------- |
| Olivia Araujo | Clasificación femenina | 11.466  | 23      | DNF     | DNF     | DNF                | DNF                | DNF                | DNF                | DNF     | DNF     |

| Atleta             | Evento               | Clasificación | Clasificación | Clasificación | Clasificación | Final          | Final          |
| Atleta             | Evento               | Rutina 1      | Rutina 2      | Total         | Ranking       | Rutina 1       | Ranking        |
| ------------------ | -------------------- | ------------- | ------------- | ------------- | ------------- | -------------- | -------------- |
| Santiago Escallier | Indiviudal masculino | 41.910        | 50.150        | 92.060        | 9             | No clasificado | No clasificado |

#### Golf

##### Masculino
| Atleta                      | Evento               | Ronda 1   | Ronda 1  | Ronda 2   | Ronda 2  | Ronda 3   | Ronda 3  | Total     | Total    |
| Atleta                      | Evento               | Resultado | Posición | Resultado | Posición | Resultado | Posición | Resultado | Posición |
| --------------------------- | -------------------- | --------- | -------- | --------- | -------- | --------- | -------- | --------- | -------- |
| Mateo Fernández de Oliveira | Individual Masculino | 73        | 12.º     | 74        | 14.º     | 72        | 11.º     | 219       | 11.º     |

##### Femenino
| Atleta            | Evento              | Ronda 1   | Ronda 1  | Ronda 2   | Ronda 2  | Ronda 3   | Ronda 3  | Total     | Total    |
| Atleta            | Evento              | Resultado | Posición | Resultado | Posición | Resultado | Posición | Resultado | Posición |
| ----------------- | ------------------- | --------- | -------- | --------- | -------- | --------- | -------- | --------- | -------- |
| Ela Belén Anacona | Individual Femenino | 73        | 8.º      | 75        | 15.º     | 72        | 5.º      | 220       | 5.º      |

##### Mixto
| Atletas                                       | Evento         | Ronda 1   | Ronda 1  | Ronda 2   | Ronda 2  | Ronda 3   | Ronda 3  | Total     | Total             |
| Atletas                                       | Evento         | Resultado | Posición | Resultado | Posición | Resultado | Posición | Resultado | Posición          |
| --------------------------------------------- | -------------- | --------- | -------- | --------- | -------- | --------- | -------- | --------- | ----------------- |
| Ela Belén Anacona Mateo Fernández de Oliveira | Equipos Mixtos | 65        | 10.º     | 70        | 5.º      | 69        | 3.º      | 273       | Medalla de bronce |

#### Halterofilia
| Atleta         | Evento           | Primera ronda | Primera ronda | Segunda ronda | Segunda ronda | Total | Posición |
| Atleta         | Evento           | Resultado     | Posición      | Resultado     | Posición      | Total | Posición |
| -------------- | ---------------- | ------------- | ------------- | ------------- | ------------- | ----- | -------- |
| Jonathan Leyes | -56 kg masculino | 95            | 4             | 120           | 4             | 215   | 4        |

- 63 kg femenino - María Luz Casadevall[1][164]

#### Hockey 5

##### Torneo masculino
Equipo
| - Nehuen Hernando - Facundo Zárate - Ignacio Ibarra - Gaspar Garrone - Tadeo Marcucci | - Santiago Micaz - Facundo Sarto - Lisandro Zago - Agustín Cabana |

Resultados
Primera fase
| Equipo    | J | G | E | P | GA | GC | DIF | Puntos |
| --------- | - | - | - | - | -- | -- | --- | ------ |
| Argentina | 5 | 5 | 0 | 0 | 36 | 6  | 30  | 15     |
| Malasia   | 5 | 4 | 1 | 1 | 31 | 11 | 20  | 12     |
| Polonia   | 5 | 2 | 0 | 3 | 29 | 17 | 12  | 6      |
| Zambia    | 5 | 2 | 0 | 3 | 29 | 23 | 6   | 6      |
| México    | 5 | 2 | 0 | 3 | 19 | 20 | -1  | 6      |
| Vanuatu   | 5 | 0 | 0 | 5 | 5  | 72 | -67 | 0      |

| Fecha         | Hora  | Partidos  | Partidos | Partidos |
| ------------- | ----- | --------- | -------- | -------- |
| 7 de octubre  | 13:15 | Argentina | 6:2      | Zambia   |
| 8 de octubre  | 17:45 | Argentina | 18:0     | Vanuatu  |
| 9 de octubre  | 13:15 | Argentina | 5:2      | Polonia  |
| 10 de octubre | 17:00 | Argentina | 4:2      | Malasia  |
| 11 de octubre | 11:00 | Argentina | 3:0      | México   |

Cuartos de final
| Fecha         | Hora  | Partidos  | Partidos | Partidos   |
| ------------- | ----- | --------- | -------- | ---------- |
| 12 de octubre | 12:00 | Argentina | 5:0      | Bangladesh |

Semifinales
| Fecha         | Hora  | Partidos  | Partidos | Partidos |
| ------------- | ----- | --------- | -------- | -------- |
| 13 de octubre | 13:00 | Argentina | 1:3      | India    |

3 Puesto
| Fecha         | Hora  | Partidos  | Partidos | Partidos |
| ------------- | ----- | --------- | -------- | -------- |
| 14 de octubre | 13:00 | Argentina | 4:0      | Zambia   |

Posición final: 

##### Torneo femenino

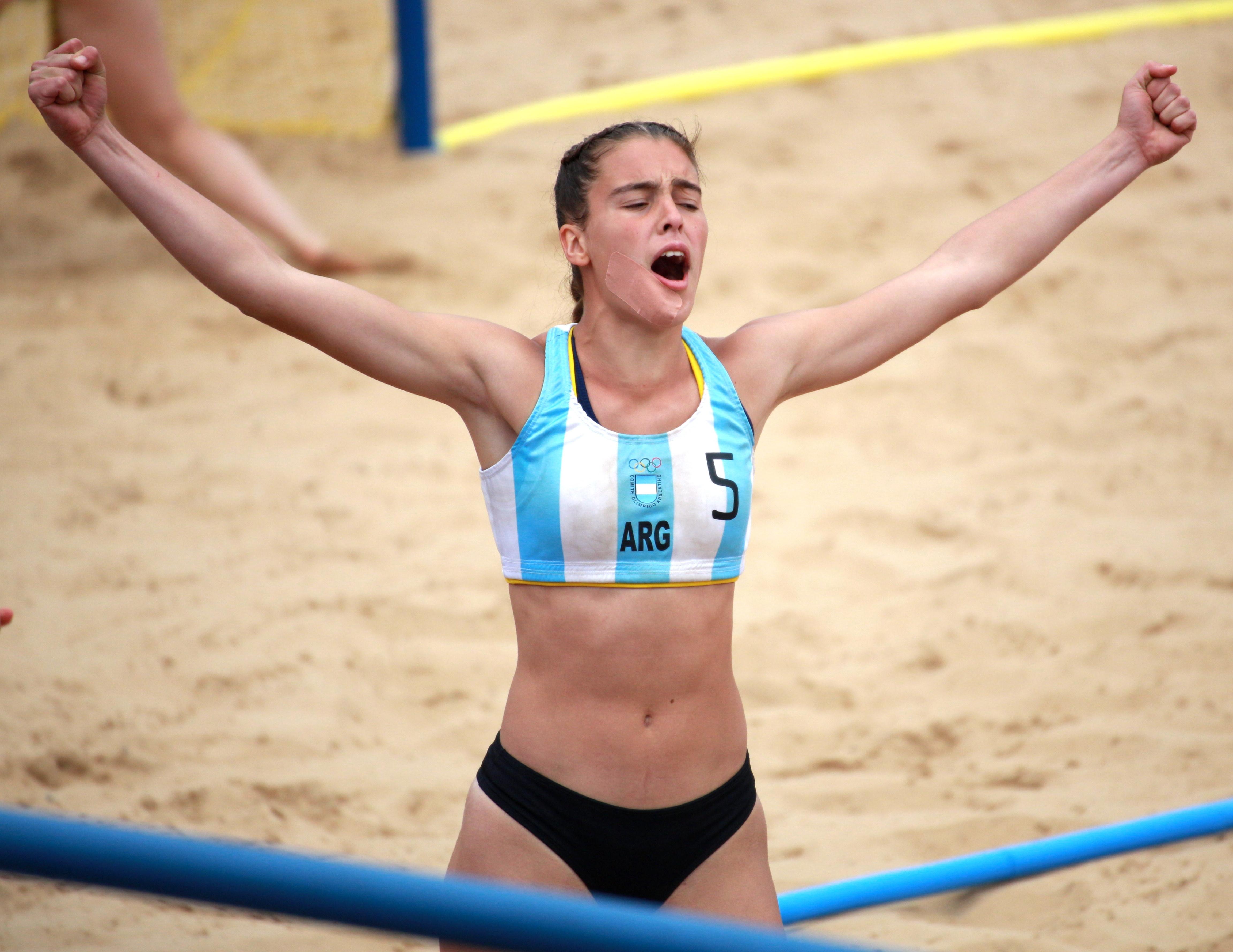
Fiorella Corimberto celebra un gol en el partido de la ronda principal contra Hungría

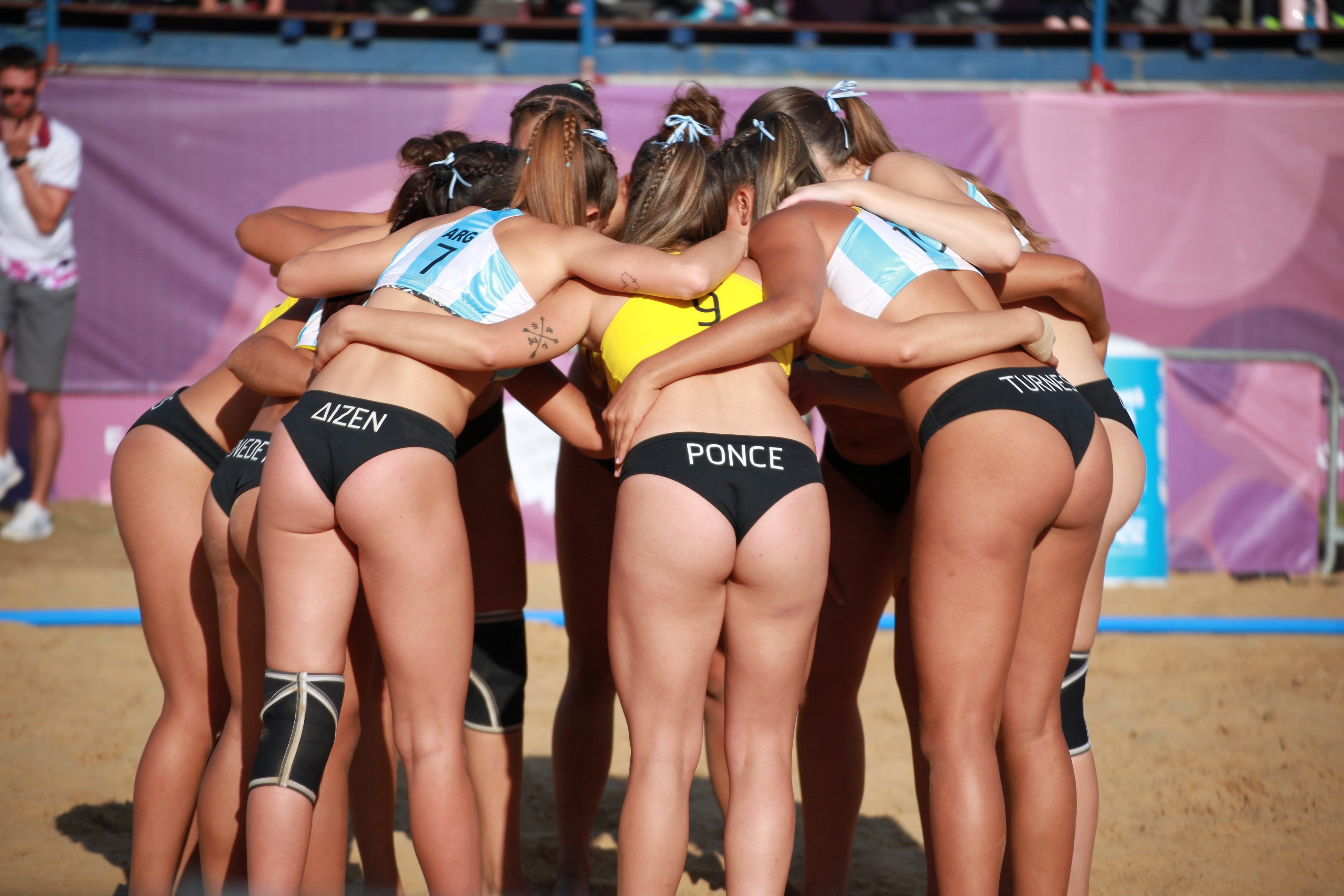
Las argentinas se animan antes de la final

Equipo
| - Lourdes Pérez - Josefina Rubenacker - Brisa Bruggesser - María Constanza Cerundolo - Celina Di Santo | - Victoria Miranda - Gianella Palet - Sofía Ramallo - Azul Iritxity |

Resultados
Primera fase
| Equipo    | J | G | E | P | GA | GC | DIF | Puntos |
| --------- | - | - | - | - | -- | -- | --- | ------ |
| Argentina | 5 | 5 | 0 | 0 | 41 | 2  | 39  | 15     |
| India     | 5 | 4 | 0 | 1 | 29 | 10 | 19  | 12     |
| Sudáfrica | 5 | 3 | 0 | 2 | 19 | 13 | 19  | 9      |
| Austria   | 5 | 2 | 0 | 3 | 19 | 13 | 6   | 6      |
| Uruguay   | 5 | 1 | 0 | 4 | 23 | 13 | 10  | 3      |
| Vanuatu   | 5 | 0 | 0 | 5 | 0  | 80 | -80 | 0      |

| Fecha         | Hora  | Partidos  | Partidos | Partidos  |
| ------------- | ----- | --------- | -------- | --------- |
| 7 de octubre  | 17:00 | Argentina | 21:0     | Vanuatu   |
| 8 de octubre  | 13:15 | Argentina | 6:0      | Austria   |
| 9 de octubre  | 17:45 | Argentina | 4:0      | Sudáfrica |
| 10 de octubre | 12:30 | Argentina | 5:2      | India     |
| 11 de octubre | 16:45 | Argentina | 5:0      | Uruguay   |

Cuartos de final
| Fecha         | Hora  | Partidos  | Partidos | Partidos |
| ------------- | ----- | --------- | -------- | -------- |
| 12 de octubre | 17:00 | Argentina | 3:0      | Namibia  |

Semifinales
| Fecha         | Hora  | Partidos  | Partidos | Partidos  |
| ------------- | ----- | --------- | -------- | --------- |
| 13 de octubre | 17:00 | Argentina | 11:0     | Sudáfrica |

Final
| Fecha         | Hora  | Partidos  | Partidos | Partidos |
| ------------- | ----- | --------- | -------- | -------- |
| 14 de octubre | 16:40 | Argentina | 3:1      | India    |

#### Judo

##### Masculino
| Atleta               | Evento            | Ronda 1         | Cuartos de final      | Repechaje Cuartos de final | Repechaje Semifinales | Repechaje Final | Ranking |
| Atleta               | Evento            | Rival Resultado | Rival Resultado       | Rival Resultado            | Rival Resultado       | Rival Resultado | Ranking |
| -------------------- | ----------------- | --------------- | --------------------- | -------------------------- | --------------------- | --------------- | ------- |
| Joaquín Alejo Burgos | -100 kg masculino | WO              | Sulamanidze P 0s1- 10 | Gutierrez G 1s1- 0s1       | Pogorevc P 0s1- 10    | No clasificó    |         |

##### Femenino
| Atleta        | Evento          | Octavos de final | Cuartos de final | Repechaje Cuartos de final | Repechaje Semifinales | Repechaje Final | Ranking |
| Atleta        | Evento          | Rival Resultado  | Rival Resultado  | Rival Resultado            | Rival Resultado       | Rival Resultado | Ranking |
| ------------- | --------------- | ---------------- | ---------------- | -------------------------- | --------------------- | --------------- | ------- |
| Mikaela Rojas | -44 kg femenino | Faissal G 10-0   | Jimenez P 0s2-10 | Hagianu G 11s1-1s3         | Perez G 10-0s3        | Puljiz P 0s2-10 | 4       |

- Menos de 100 kg masculino - Joaquín Alejo Burgos[1][164]

#### Karate
- Menos de 68 kg masculino - Juan Salsench Martínez[1][164]
- Menos de 61 kg masculino - Rodrigo Nicolás Tello[1][164]

#### Lucha
- 55 kg libre masculino - Hernán David Almendra[1][164]
- 51 kg grecorromana masculino - Eduardo Lovera[1][164]
- 73 kg libre femenino - Linda Marilina Machuca[1][164]

#### Patinaje de Velocidad

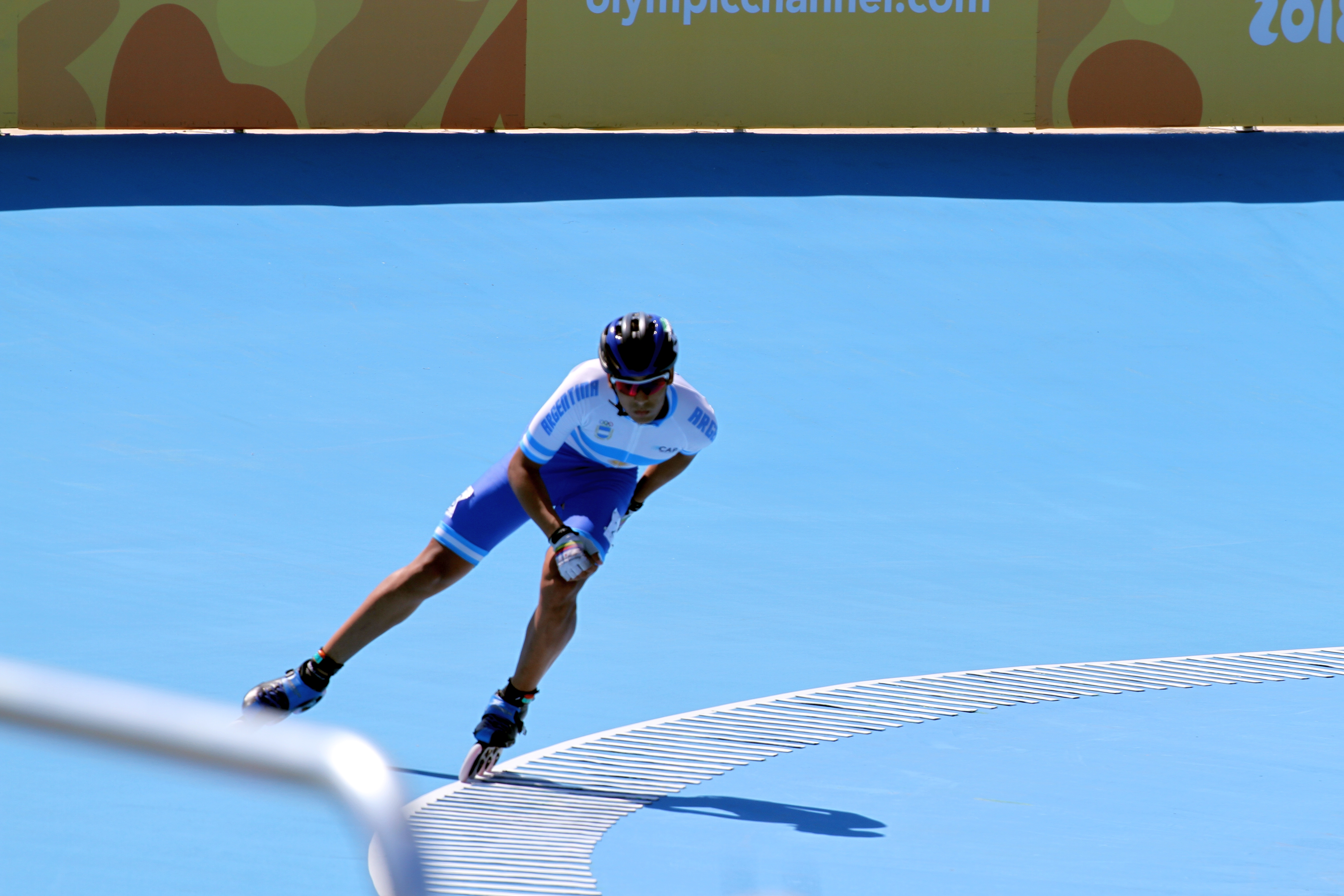
Nahuel Schelling

##### Masculino
| Atleta           | Evento                  | Semifinales | Semifinales | Final     | Final     |
| Atleta           | Evento                  | Tiempo      | Posición    | Tiempo    | Posición  |
| ---------------- | ----------------------- | ----------- | ----------- | --------- | --------- |
| Nahuel Schelling | 1000 m prueba combinada | 1:30:259    | 5           | No avanzó | No avanzó |

##### Femenino
| Atleta           | Evento                  | Semifinales | Semifinales | Final     | Final     |
| Atleta           | Evento                  | Tiempo      | Posición    | Tiempo    | Posición  |
| ---------------- | ----------------------- | ----------- | ----------- | --------- | --------- |
| Fernanda Illanes | 1000 m prueba combinada | 1:41.668    | 7           | No avanzó | No avanzó |

- Evento combinado de velocidad masculino - Nahuel Agustín Schelling Quevedo[1][164]

#### Pentatlón moderno
- Individual masculino - Franco Santiago Serrano[1][164]
- Individual femenino - Martina Armanazqui Tur[1][164]

#### Remo

##### Masculino
| Atleta                           | Evento                    | Primera Ronda | Primera Ronda | Segunda Ronda | Segunda Ronda | Tercera Ronda | Tercera Ronda | Semifinales | Semifinales | Final   | Final    | Posición final    |
| Atleta                           | Evento                    | Tiempo        | Posición      | Tiempo        | Posición      | Tiempo        | Posición      | Tiempo      | Posición    | Tiempo  | Posición | Posición final    |
| -------------------------------- | ------------------------- | ------------- | ------------- | ------------- | ------------- | ------------- | ------------- | ----------- | ----------- | ------- | -------- | ----------------- |
| Felipe Modarelli / Tomás Herrera | Dos sin timonel masculino | 3:20.37       | 2             | 1:35:80       | 1             | 1:34:57       | 1             | 1:30:68     | 2           | 1:30:97 | 3        | Medalla de bronce |

##### Femenino
| Atleta          | Evento                    | Primera Ronda | Primera Ronda | Segunda Ronda | Segunda Ronda | Tercera Ronda | Tercera Ronda | Cuartos de final | Cuartos de final | Semifinales | Semifinales | Final   | Final    | Posición final |
| Atleta          | Evento                    | Tiempo        | Posición      | Tiempo        | Posición      | Tiempo        | Posición      | Tiempo           | Posición         | Tiempo      | Posición    | Tiempo  | Posición | Posición final |
| --------------- | ------------------------- | ------------- | ------------- | ------------- | ------------- | ------------- | ------------- | ---------------- | ---------------- | ----------- | ----------- | ------- | -------- | -------------- |
| María Sol Ordás | Scull individual femenino | 3:48.63       | 1             | 1:53:68       | 1             | 1:49:74       | 1             | 1:45:14          | 1                | 1:45:11     | 1           | 1:43:81 | 1        | Medalla de oro |

#### Rugby 7

##### Torneo masculino[1][164]
- Lucio Cinti
- Ramiro Costa
- Marcos Eliçagaray Arigos
- Juan Martín González
- Matteo Graziano
- Julián Ignacio Hernández
- Ignacio Mendy
- Marcos Moneta
- Bautista Pedemonte
- Julián Quetglas
- Nicolás Roger
- Tomás Vanni

#### Taekwondo

##### Masculino
| Atleta          | Evento | Ronda de 16          | Cuartos de final    | Semifinal       | final           | Rank |
| Atleta          | Evento | Rival Resultado      | Rival Resultado     | Rival Resultado | Rival Resultado | Rank |
| --------------- | ------ | -------------------- | ------------------- | --------------- | --------------- | ---- |
| José Luis Acuña | -55 kg | Alqades (LBA) G 13-4 | Amadou (NIG) P 7-10 | No clasificó    | No clasificó    | -    |

| Atleta           | Evento | Cuartos de final  | Semifinal       | final           | Rank |
| Atleta           | Evento | Rival Resultado   | Rival Resultado | Rival Resultado | Rank |
| ---------------- | ------ | ----------------- | --------------- | --------------- | ---- |
| Ramiro Ravachino | -63 kg | Cho (KOR) P 21-41 | No clasificó    | No clasificó    | -    |

##### Femenino
| Atleta        | Evento | Cuartos de final       | Semifinales     | Final           | Rank |
| Atleta        | Evento | Rival Resultado        | Rival Resultado | Rival Resultado | Rank |
| ------------- | ------ | ---------------------- | --------------- | --------------- | ---- |
| Milagros Cali | -44 kg | Rodríguez (MEX) P 3-23 | No clasificó    | No clasificó    | -    |

- 48 kg a 55 kg masculino - José Luis Acuña[1][164]
- 55 kg a 63 kg masculino - Ramiro David Ravachino[1][164]

#### Tenis
Argentina clasificó a dos atletas acorde al ranking junior del 9 de junio de 2014.

##### Masculino
| Atleta              | Evento               | Ronda 1                  | Ronda 2                      | Cuartos de final            | Semifinales              | Final                   | Rank             |   |
| ------------------- | -------------------- | ------------------------ | ---------------------------- | --------------------------- | ------------------------ | ----------------------- | ---------------- | - |
| Sebastián Báez      | Individual masculino | Ho G 2-0 (6-4, 6-1)      | Varona G 2-1 (5-7 6-4, 6-4 ) | Soares P 0-2 (4-6, 4-6)     | No clasificó '           | No clasificó '          | -                |   |
| Facundo Díaz Acosta | Individual masculino | Henning G 2-0 (6-0, 6-3) | De Jong G 2-1 (4-6 6-4, 6-3) | Chun Tseng G 2-0 (6-2, 6-4) | Andreev G 2-0 (6-4, 6-1) | Gaston P 0-2 (4-6, 5-7) | Medalla de plata | - |

Dobles
| Athletes                                       | Event            | Primera Ronda             | Cuartos de final           | Semifinales                           | Final / 3.º-4.º puesto            | Rank           |
| Athletes                                       | Event            | Rival Resultado           | Rival Resultado            | Rival Resultado                       | Rival Resultado                   | Rank           |
| ---------------------------------------------- | ---------------- | ------------------------- | -------------------------- | ------------------------------------- | --------------------------------- | -------------- |
| Sebastián Báez (ARG) Facundo Díaz Acosta (ARG) | Dobles masculino | Ho Tseng G 2-0 (7-5, 6-2) | Mu Tajima G 2-0 (6-0, 6-1) | Styler Svrcina G 2-1 (7-5, 1-6, 10-6) | Andreev Hijikata G 2-0 (6-4, 6-4) | Medalla de oro |

##### Femenino
| Atleta              | Evento              | Ronda 1                 | Ronda 2      | Cuartos de final | Semifinales  | Final        | Rank |
| ------------------- | ------------------- | ----------------------- | ------------ | ---------------- | ------------ | ------------ | ---- |
| María Lourdes Carlé | Individual femenino | Osorio P 0-2 (6-7, 5-7) | No clasificó | No clasificó     | No clasificó | No clasificó | -    |

##### Dobles Mixtos
| Athletes                                       | Event         | Primera Ronda                | Segunda Ronda             | Cuartos de final | Semifinales     | Final / 3.º-4.º puesto | Rank |
| Athletes                                       | Event         | Rival Resultado              | Rival Resultado           | Rival Resultado  | Rival Resultado | Rival Resultado        | Rank |
| ---------------------------------------------- | ------------- | ---------------------------- | ------------------------- | ---------------- | --------------- | ---------------------- | ---- |
| Sebastián Báez (ARG) María Lourdes Carlé (ARG) | Dobles mixtos | Verona Sund G 2-0 (6-4, 6-2) | Gaston Burel 11 oct 14:30 |                  |                 |                        |      |

#### Tenis de mesa
Singles
| Atletas                    | Evento    | Fase de grupos                                  | Posición | Ronda de 16     | Cuartos de final | Semifinales     | Final / 3.º-4.º | Posición final |
| Atletas                    | Evento    | Rival Resultado                                 | Posición | Rival Resultado | Rival Resultado  | Rival Resultado | Rival Resultado | Posición final |
| -------------------------- | --------- | ----------------------------------------------- | -------- | --------------- | ---------------- | --------------- | --------------- | -------------- |
| Martín Sebastián Bentancor | Masculino | Moregard P 1-4 (4-11, 13-11, 6-11, 7-11,5-11)   | 4        | No clasificó    | No clasificó     | No clasificó    | No clasificó    |                |
| Martín Sebastián Bentancor | Masculino | Mateo Mutti P 1-4 (9-11, 11-4, 9-11, 8-11,9-11) | 4        | No clasificó    | No clasificó     | No clasificó    | No clasificó    |                |

#### Tiro
| Aleta            | Evento                       | Clasificación | Clasificación | Final        | Final        |
| Aleta            | Evento                       | Puntos        | Posición      | Puntos       | Posición     |
| ---------------- | ---------------------------- | ------------- | ------------- | ------------ | ------------ |
| Facundo Firmapaz | 10 m rifle de aire masculino | 616.9         | 12            | No clasificó | No clasificó |
| Alliana Volkart  | 10 m rifle de aire femenino  | 616.1         | 13            | No clasificó | No clasificó |

#### Tiro con arco
- Arco recurvo individual femenino - Agustina Sofía Giannasio[1][164]

#### Triatlón

##### Femenino
| Athleta           | Evento     | Natación(1.5 km) | Trans 1 | Bicicleta (40 km) | Trans 2 | Carrera (10 km) | Total   | Ranking |
| ----------------- | ---------- | ---------------- | ------- | ----------------- | ------- | --------------- | ------- | ------- |
| Delfina Orlandini | Individual | 10:21            | 0:47    | 31:33             | 0:29    | 19:54           | 1:03.04 | 21      |

#### Vela
| Atleta                             | Evento                       | Regatas | Regatas | Regatas | Regatas | Regatas | Regatas | Regatas | Regatas | Regatas | Regatas | Regatas | Regatas | Puntos totales | Posición final |
| Atleta                             | Evento                       | 1       | 2       | 3       | 4       | 5       | 6       | 7       | 8       | 9       | 10      | 11      | 12      | Puntos totales | Posición final |
| ---------------------------------- | ---------------------------- | ------- | ------- | ------- | ------- | ------- | ------- | ------- | ------- | ------- | ------- | ------- | ------- | -------------- | -------------- |
| Belisario Kopp                     | Techno 293 masculino         | 9       | 17      | DNF     | 1       |         | UFD     | 3       | 14      | 4       |         |         |         |                |                |
| Celina Saubidet Birkner            | Techno 293 femenino          | 8       | 11      | 12      | 4       |         | 10      | 21      | 6       | 4       |         |         |         |                |                |
| Dante Cittadini / Teresa Romairone | Nacra 15 con dos tripulantes | 2       | 1       | 1       | 1       | 1       | 1       | 1       | 1       | 1       |         |         |         |                |                |
| Gerónimo Lutteral                  | Kiteboard Masculino          | 10      | 3       | 7       | 10      | 4       |         |         |         |         |         |         |         |                |                |
| Ona Romani                         | Kiteboard Femenino           | 2       | 10      | 3       | 9       | RDG     |         |         |         |         |         |         |         |                |                |

- Kiteboarding masculino – Gerónimo Lutteral[1][164]
- Kiteboarding femenino - Ona Romani[1][164]
- Nacra 15 mixto - Dante Cittadini[1][164]
- Nacra 15 mixto - Teresa Romairone[1][164]

#### Voleibol de playa

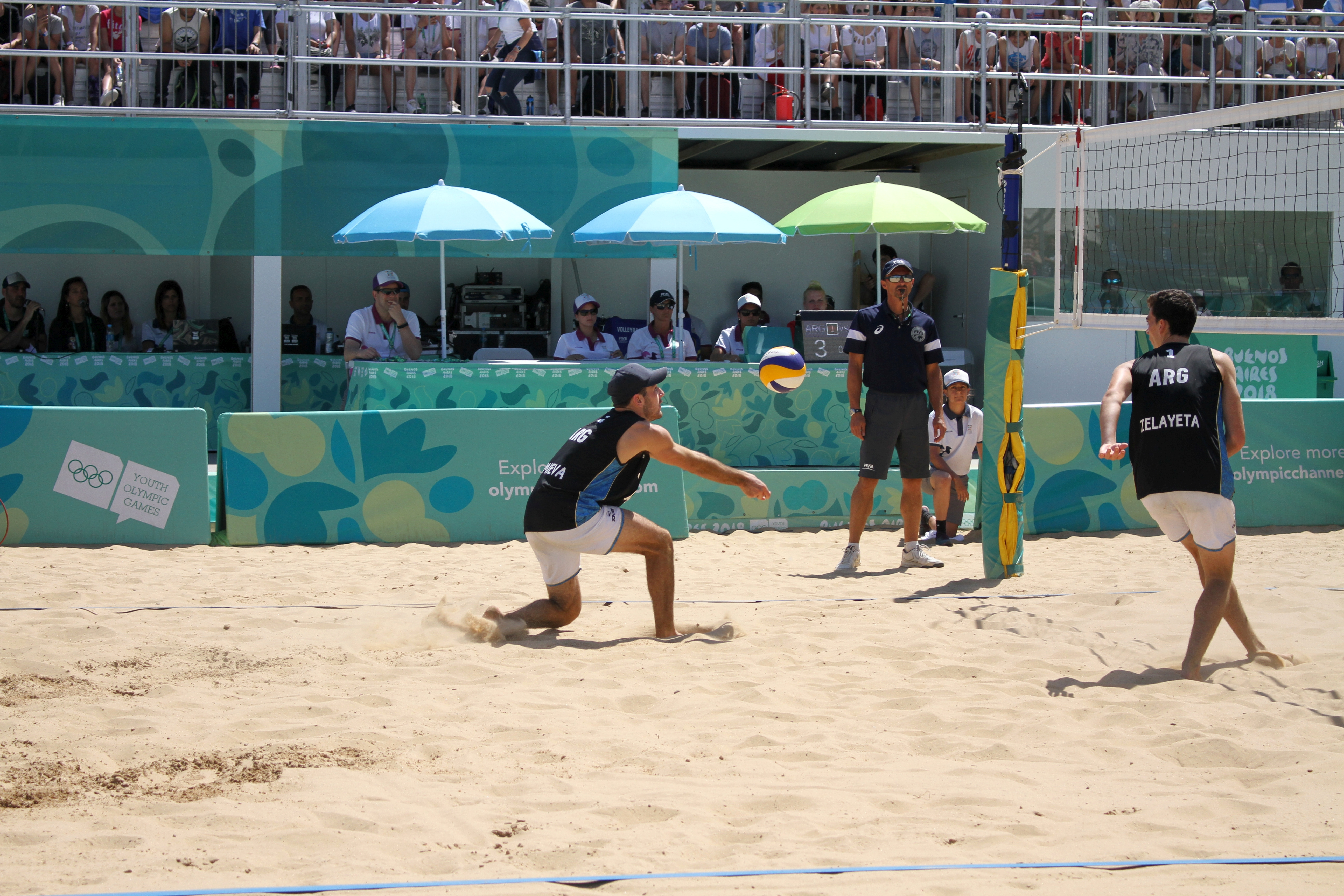
Mauro Zelayeta & Juan Bautista Amieva en el juego por la medalla de bronce

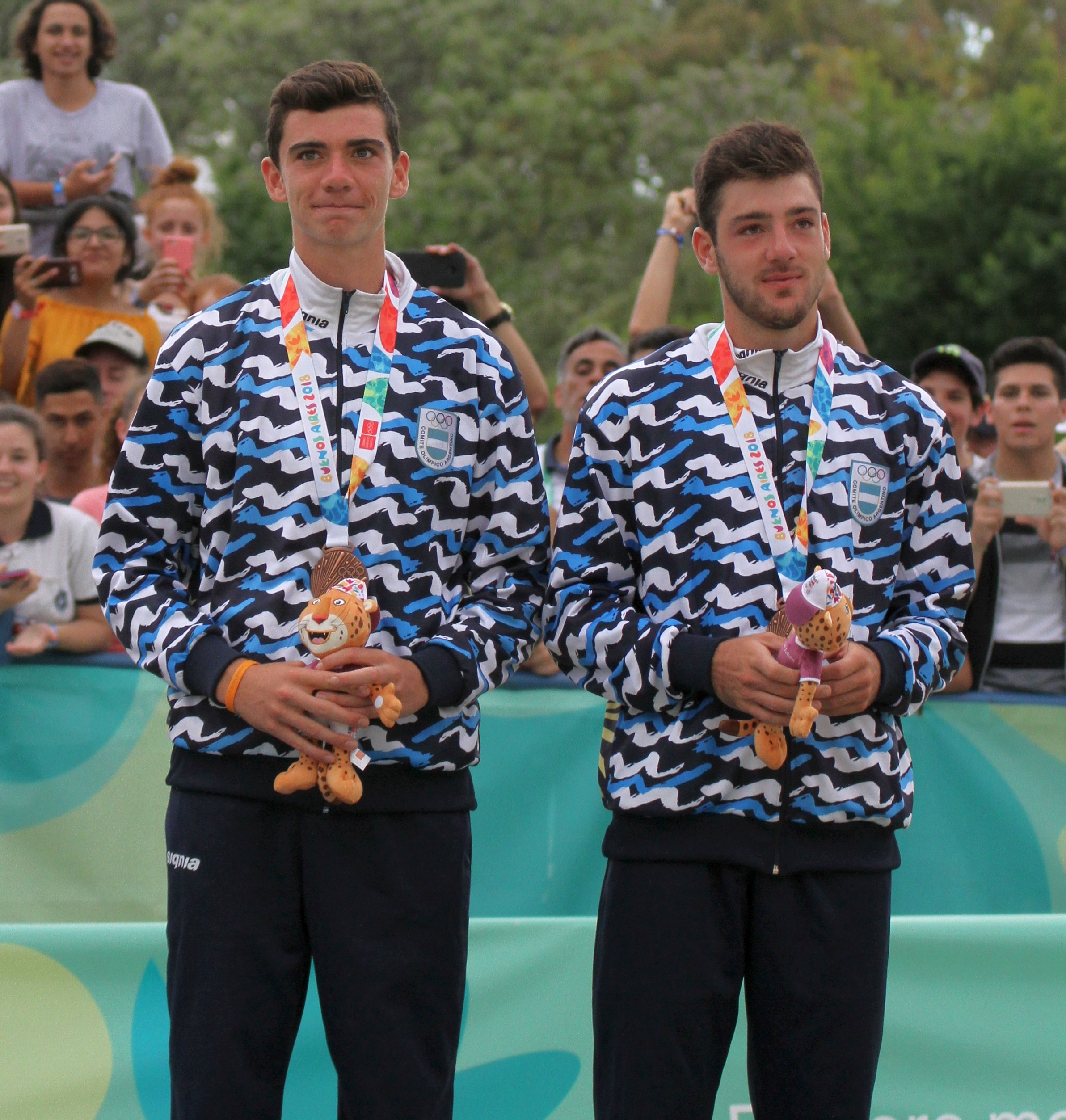
Mauro Zelayeta & Juan Bautista Amieva en la ceremonia de premiación

| Atletas                                   | Evento           | Ronda preliminar                                   | Posición | Ronda de 24       | Ronda de 16       | Cuartos de final  | Semifinales       | Final / Tercer-Cuarto lugar | Posición |  |
| Atletas                                   | Evento           | Rivales Resultado                                  | Posición | Rivales Resultado | Rivales Resultado | Rivales Resultado | Rivales Resultado | Rivales Resultado           | Posición |  |
| ----------------------------------------- | ---------------- | -------------------------------------------------- | -------- | ----------------- | ----------------- | ----------------- | ----------------- | --------------------------- | -------- |  |
| Mauro Zelayeta Juan Bautista Amieva       | Torneo masculino | Broch Gysin P 1-2 (22-20, 22-24, 11-15)            | ' 24avos |                   | ('-, '-)          | 'G - ('-, '-)     | '- ('-, '-)       | '- ('-, '-)                 |          |  |
| Mauro Zelayeta Juan Bautista Amieva       | Torneo masculino | Zedlak Manas G 2-0 (21-17, 21-15)                  | ' 24avos |                   | ('-, '-)          | 'G - ('-, '-)     | '- ('-, '-)       | '- ('-, '-)                 |          |  |
| Mauro Zelayeta Juan Bautista Amieva       | Torneo masculino | Narathon Thanan 12 de oct 16:00                    | ' 24avos |                   | ('-, '-)          | 'G - ('-, '-)     | '- ('-, '-)       | '- ('-, '-)                 |          |  |
| Mauro Zelayeta Juan Bautista Amieva       | Torneo masculino | '- (-, '-)                                         | ' 24avos |                   | ('-, '-)          | 'G - ('-, '-)     | '- ('-, '-)       | '- ('-, '-)                 |          |  |
| Mauro Zelayeta Juan Bautista Amieva       | Torneo masculino | '- ('-, '-)                                        | ' 24avos |                   | ('-, '-)          | 'G - ('-, '-)     | '- ('-, '-)       | '- ('-, '-)                 |          |  |
| Brenda Ailén Churin Delfina Amparo Villar | Torneo femenino  | Baumann Betschart P 1-2 (25-23, 17-21, 7-15)       | ' 24avos | '- ('-, '-)       | '- ('-, '-)       | '- ('-, '-)       |                   |                             |          |  |
| Brenda Ailén Churin Delfina Amparo Villar | Torneo femenino  | Smith Taylor 9 de oct 16:00'- ('G2-0, 21-9, 22-20) | ' 24avos | '- ('-, '-)       | '- ('-, '-)       | '- ('-, '-)       |                   |                             |          |  |
| Brenda Ailén Churin Delfina Amparo Villar | Torneo femenino  | Newberry Lindsey Sparks 11 de oct 16:00- ('-, '-)  | ' 24avos | '- ('-, '-)       | '- ('-, '-)       | '- ('-, '-)       |                   |                             |          |  |
| Brenda Ailén Churin Delfina Amparo Villar | Torneo femenino  | 'G - ('-, '-)                                      | ' 24avos | '- ('-, '-)       | '- ('-, '-)       | '- ('-, '-)       |                   |                             |          |  |
| Brenda Ailén Churin Delfina Amparo Villar | Torneo femenino  | '- ('-, '-)                                        | ' 24avos | '- ('-, '-)       | '- ('-, '-)       | '- ('-, '-)       |                   |                             |          |  |